# Liste der Biografien/Cro
Liste der Biografien |
Portal Biografien |
Personensuche
# |
A |
B |
C |
D |
E |
F |
G |
H |
I |
J |
K |
L |
M |
N |
O |
P |
Q |
R |
S |
T |
U |
V |
W |
X |
Y |
Z |
?
 
Ca |
Cb |
Cc |
Ce |
Ch |
Ci |
Cj |
Ck |
Cl |
Cm |
Cn |
Co |
Cr |
Cs |
Ct |
Cu |
Cv |
Cw |
Cy |
Cz
 
Cra |
Cre |
Crh |
Cri |
Crk |
Crl |
Crn |
Cro |
Cru |
Crv |
Cry |
Crz
Die Liste der Biografien führt alle Personen auf, die in der deutschsprachigen Wikipedia einen Artikel haben. Dieses ist eine Teilliste mit 1008 Einträgen von Personen, deren Namen mit den Buchstaben „Cro“ beginnt.

## Cro
- Cro (* 1990), deutscher Rapper und SängerCro (* 1990)

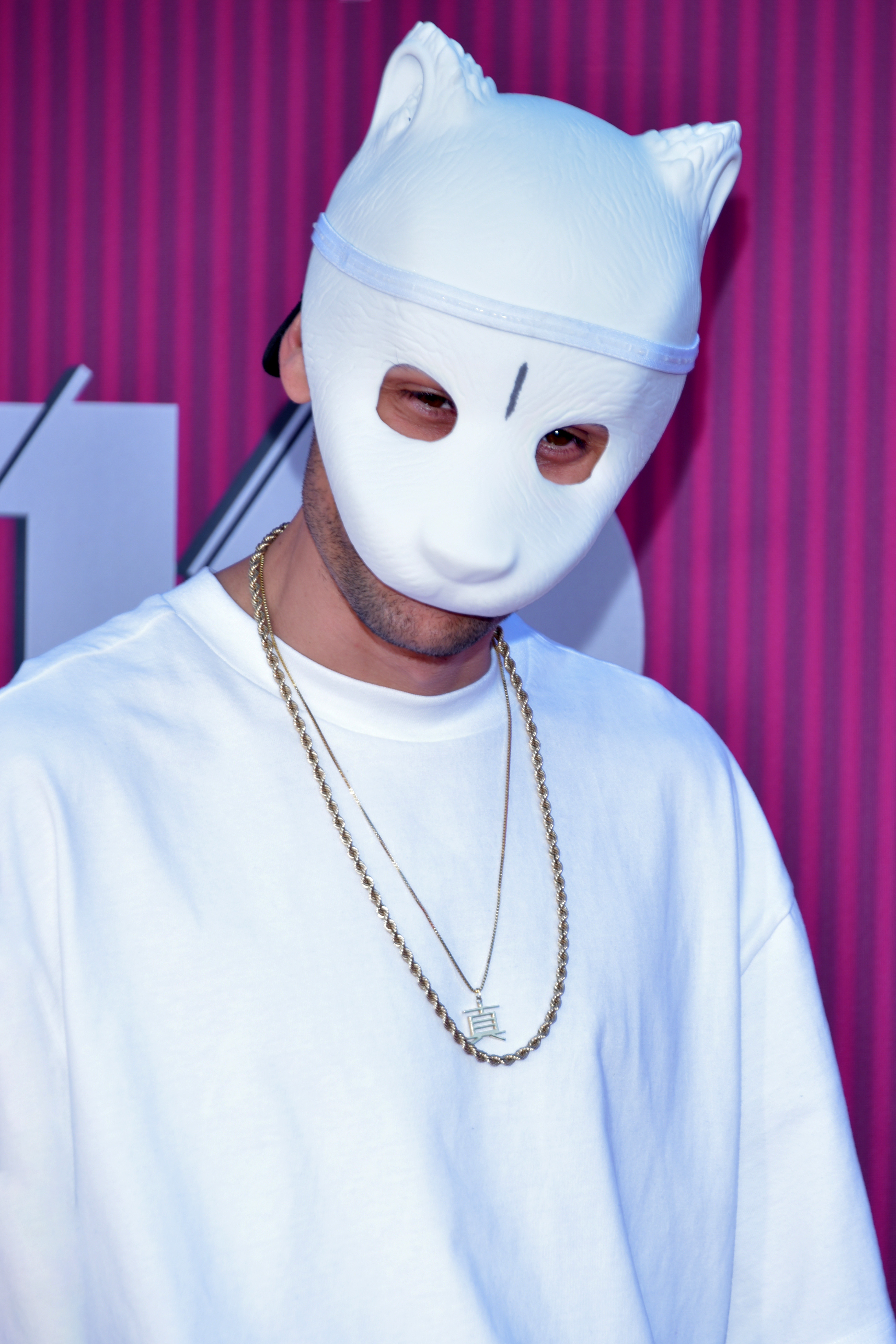
Cro (* 1990)

### Croa
- Croak, Alexandra (* 1984), australische Turnerin und Wasserspringerin
- Croak, Marian (* 1955), US-amerikanische Informatikerin
- Croaria, Hieronymus von († 1527), deutscher Jurist, Rechtsgelehrter und kaiserlicher Bundesrichter
- Croatto, José Severino (1930–2004), argentinischer Alttestamentler und Befreiungstheologe
- Croatto, Michela (* 2002), österreichische Fußballspielerin

### Crob
- Crobu, Giovanni Giuseppe (* 1901), italienischer Dokumentarfilmer

### Croc
- Croc, Yves-Marie (1829–1885), französischer römisch-katholischer Ordensgeistlicher und Apostolischer Vikar von Süd-Tonking
- Crocco, Carmine (1830–1905), italienischer Brigant
- Crocco, Gaetano Arturo (1877–1968), italienischer Flugpionier und Raumfahrtingenieur
- Croccolo, Carlo (1927–2019), italienischer Regisseur
- Croce, Baldassare (1558–1628), italienischer Maler
- Croce, Benedetto (1866–1952), italienischer Philosoph, Humanist, Historiker, Politiker und Kritiker
- Croce, Carlo M. (* 1944), US-amerikanischer Mediziner und Krebsforscher
- Croce, Clemens Evangelist della (1782–1823), deutscher Maler
- Croce, Giovanni (1557–1609), italienischer Komponist und Kapellmeister
- Croce, Giovanni Andrea della († 1575), venezianischer Chirurg
- Croce, Isidoro (1892–1966), Abt von Santa Maria di Grottaferrata
- Croce, Jim (1943–1973), US-amerikanischer Singer-Songwriter
- Croce, Johann Nepomuk della (1736–1819), österreichischer PorträtmalerJohann Nepomuk della Croce (1736–1819)

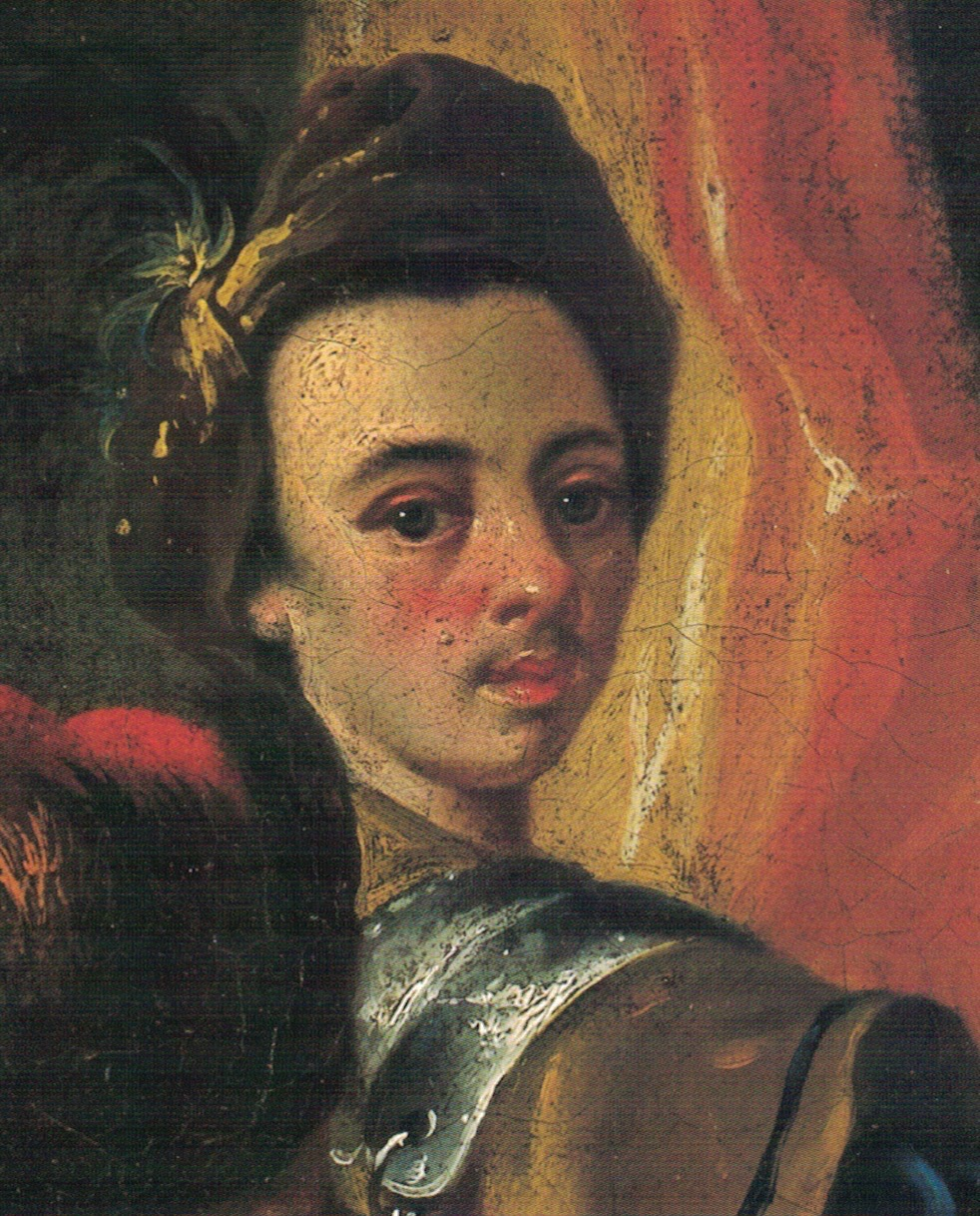
Johann Nepomuk della Croce (1736–1819)

- Croce, Karl Klemens della (1816–1891), deutscher Maler
- Croce, Pietro (1920–2006), italienischer Mikrobiologe, Pathologe und Medizinautor
- Crocé-Spinelli, Bernard (1871–1932), französischer Komponist und Musikpädagoge
- Crocé-Spinelli, Joseph (1845–1875), französischer Ballonpionier
- Crocenzi, Mike (* 1969), san-marinesischer Bobfahrer
- Crocetta, Rosario (* 1951), italienischer Politiker, Bürgermeister von Gela, MdEP
- Crochat, Henry, französischer Ingenieur und Unternehmer
- Crocheron, Henry (1772–1819), US-amerikanischer Politiker und Offizier
- Crocheron, Jacob (1774–1849), US-amerikanischer Politiker
- Crochet, Evelyne (* 1934), französisch-amerikanische Pianistin
- Croci, Antonio, italienischer Organist und Komponist
- Croci, Franco (1930–2021), italienischer Geistlicher, Kurienbischof der römisch-katholischen Kirche
- Croci, Julian (* 1995), Schweizer Politiker (GP)
- Croci-Torti, Emilio (1922–2013), Schweizer Radrennfahrer
- Croci-Torti, Mattia (* 1982), Schweizer Fussballspieler
- Crociata, Mariano (* 1953), italienischer Geistlicher, römisch-katholischer Bischof von Latina-Terracina-Sezze-Priverno
- Crocicchia, Horace (1888–1976), französischer Kolonialbeamter
- Crocicchia, Olivia (* 1995), US-amerikanische Schauspielerin
- Crocinus, Matthäus (1580–1654), deutscher Maler
- Crocitti, Vincenzo (1949–2010), italienischer Schauspieler
- Crocius, Christian Friedrich (1623–1673), deutscher Mediziner und Hochschullehrer
- Crocius, Johann Georg (1629–1674), deutscher reformierter Theologe
- Crocius, Johannes (1590–1659), Theologe
- Crocius, Ludwig (* 1586), protestantischer Pastor
- Crockart, Michael (* 1966), schottischer Politiker
- Crocker, Alvah (1801–1874), US-amerikanischer Industrieller und Politiker
- Crocker, Charles (1822–1888), US-amerikanischer Eisenbahnunternehmer
- Crocker, Chester (* 1941), US-amerikanischer Politikwissenschaftler und Diplomat
- Crocker, Edward Savage II (1895–1968), US-amerikanischer Diplomat
- Crocker, Ellen (1872–1962), englisch-britische Suffragette
- Crocker, Ethel (1861–1934), amerikanische Kunstsammlerin und Philanthropin
- Crocker, Francis B. (1861–1921), US-amerikanischer Elektrotechniker
- Crocker, George A. (* 1943), US-amerikanischer Offizier, Generalmajor der US-Army
- Crocker, Hannah Mather (1752–1829), US-amerikanische Autorin und Frauenrechtlerin
- Crocker, Ian (* 1982), US-amerikanischer SchwimmerIan Crocker (* 1982)

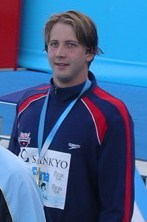
Ian Crocker (* 1982)

- Crocker, John (1896–1963), General der britischen Armee
- Crocker, Rob (1945–2024), US-amerikanischer Rundfunkmoderator, Musikproduzent und Autor
- Crocker, Ryan (* 1949), US-amerikanischer Diplomat
- Crocker, Samuel L. (1804–1883), US-amerikanischer Politiker
- Crocker, Steve (* 1944), US-amerikanischer Informatiker und Internetpionier
- Crocker, William H. (1876–1950), US-amerikanischer Botaniker
- Crocker, William Henry (1861–1937), amerikanischer Banker, Politiker und Kunstsammler
- Crockett, Affion (* 1974), US-amerikanischer Schauspieler, Drehbuchautor, Tänzer, Rapper, Komödiant, Musikproduzent und Verfasser von YouTube-Videos
- Crockett, Charley (* 1984), US-amerikanischer Country-Musiker und Singer-Songwriter
- Crockett, Clare (1982–2016), römisch-katholische Ordensschwester, Missionarin und ehemalige Schauspielerin
- Crockett, Davy (1786–1836), US-amerikanischer Politiker und KriegsheldDavy Crockett (1786–1836)

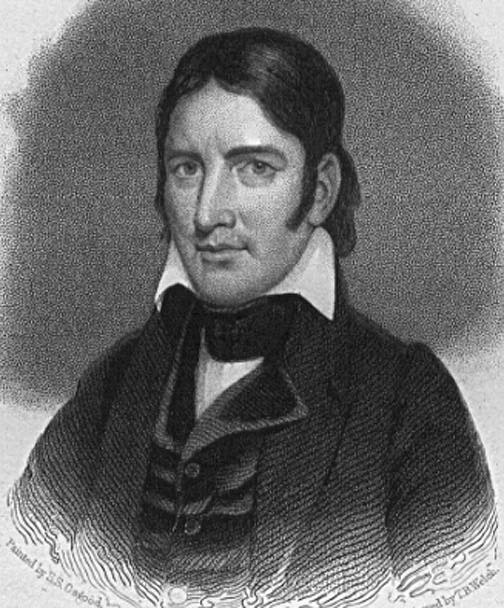
Davy Crockett (1786–1836)

- Crockett, Donald (* 1951), US-amerikanischer Komponist, Dirigent und Musikpädagoge
- Crockett, Finn (* 1999), irischer Radrennfahrer
- Crockett, George W. (1909–1997), US-amerikanischer Politiker
- Crockett, Jasmine (* 1981), US-amerikanische Anwältin und Politikerin
- Crockett, John (1918–1986), britischer Bühnen- und Fernsehregisseur
- Crockett, John McClannahan (1816–1887), US-amerikanischer Politiker
- Crockett, John Watkins (1818–1874), US-amerikanischer Jurist und konföderierter Politiker
- Crockett, John Wesley (1807–1852), US-amerikanischer Politiker
- Crockett, Joseph (1905–2001), US-amerikanischer Sportschütze
- Crockett, Larry (1926–1955), US-amerikanischer Rennfahrer
- Crockett, Rita (* 1957), US-amerikanische Volleyball- und Beachvolleyballspielerin
- Crockett, Samuel Rutherford (1859–1914), schottischer Schriftsteller und Journalist
- Crockett, TJ (* 1999), US-amerikanischer Basketballspieler
- Crockett, Wyatt (* 1983), neuseeländischer Rugby-Union-Spieler
- Crockford, Beryl (1950–2016), britische Ruderin
- Crockford, Eric (1888–1958), englischer Hockeyspieler
- Crockford, Susan (* 1954), kanadische Zoologin und Autorin

### Crod
- Crodel, Charles (1894–1973), deutscher Maler und Grafiker
- Crodel, Elisabeth (1897–1967), deutsche Malerin und Kunsthandwerkerin
- Crodel, Heinrich (1892–1945), deutscher Sozialwissenschaftler
- Crodel, Marcus († 1549), deutscher Lehrer und Schulleiter
- Crodel, Paul Eduard (1862–1928), deutscher Landschaftsmaler
- Crodel, Richard (1903–1944), deutscher Schauspieler und Regisseur

### Croe
- Croeber, Paul (1874–1928), deutscher Kunstmaler
- Croegaert, Georges (1848–1923), belgischer Genremaler
- Croeger, Ernst Wilhelm (1811–1878), deutscher Theologe und Bischof der Evangelischen Brüder-Unität
- Croenlein, Maria (1883–1943), Schweizer Sozialarbeitswissenschaftlerin
- Croes, Betico (1938–1986), arubanischer Politiker
- Croes, Francisco Walfrido (1957–2020), arubanischer Politiker
- Croeser, Jakob Hendrik (1691–1753), niederländischer Mediziner

### Crof
- Croffut, William Augustus (1836–1915), US-amerikanischer Journalist und Autor
- Crofoot, Margaret (* 1980), US-amerikanische Verhaltensforscherin
- Croft, Alena (* 1981), amerikanische Pornodarstellerin
- Croft, Andrew A., US-amerikanischer Offizier, Generalleutnant der US Air Force
- Croft, Annabel (* 1966), britische TennisspielerinAnnabel Croft (* 1966)

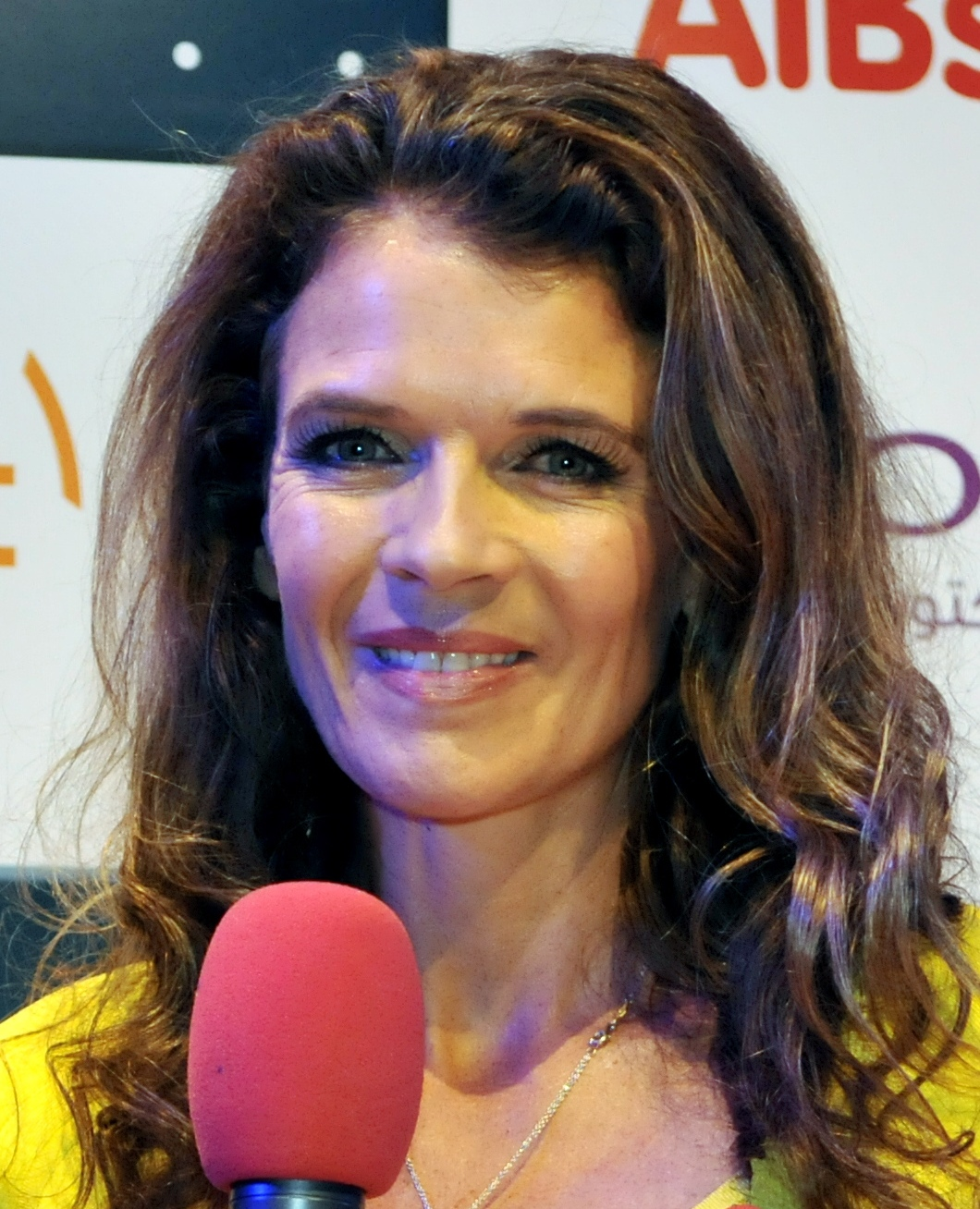
Annabel Croft (* 1966)

- Croft, Bernard, 3. Baron Croft (* 1949), britischer Peer und Politiker (parteilos)
- Croft, Chancy (1937–2022), US-amerikanischer Politiker
- Croft, Darin A. (* 1971), US-amerikanischer Paläontologe und Hochschullehrer
- Croft, Douglas (1926–1963), US-amerikanischer Schauspieler
- Croft, George W. (1846–1904), US-amerikanischer Politiker
- Croft, June (* 1963), britische Schwimmerin
- Croft, Monte, US-amerikanischer Jazzmusiker (Vibraphon)
- Croft, Parker (* 1987), amerikanischer Filmschauspieler und Drehbuchautor
- Croft, Richard († 1509), englischer Ritter
- Croft, Ruth (* 1989), neuseeländische Trail- und Ultraläuferin
- Croft, Sebastian (* 2001), britischer SchauspielerSebastian Croft (* 2001)

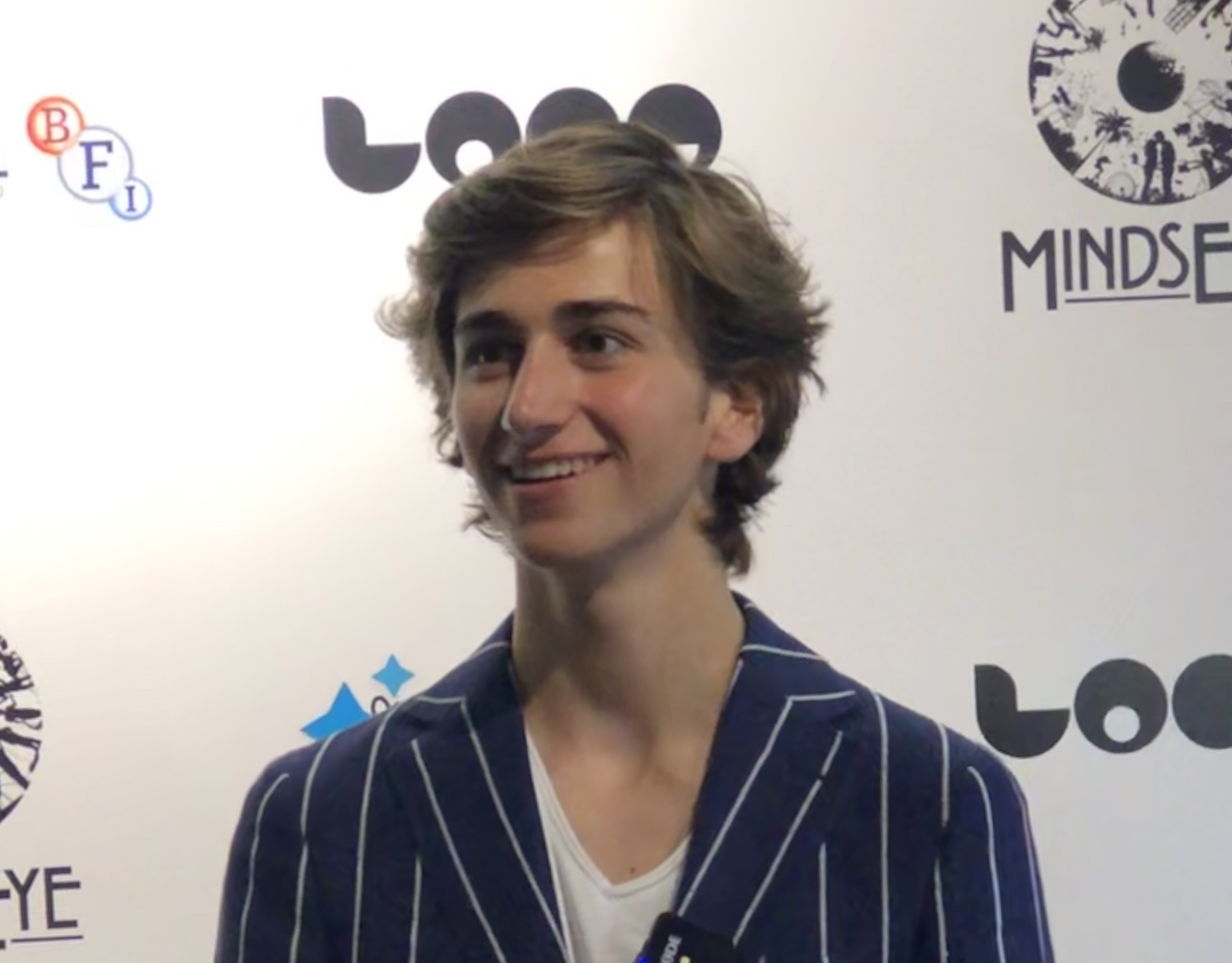
Sebastian Croft (* 2001)

- Croft, Steven (* 1957), englischer, anglikanischer Bischof, Mitglied des House of Lords
- Croft, Stuart (* 1963), britischer Politikwissenschaftler
- Croft, Teagan (* 2004), australische Schauspielerin
- Croft, Theodore G. (1874–1920), US-amerikanischer Politiker
- Croft, Tom (* 1985), englischer Rugby-Union-Spieler
- Croft, William († 1727), englischer Organist und Komponist
- Croft, William (* 1956), US-amerikanischer Linguist, Professor für Linguistik an der University of New Mexico
- Croft-Cooke, Rupert (1903–1979), britischer Schriftsteller
- Crofton, John (1912–2009), britischer Mediziner
- Crofton, Morgan (1826–1915), irischer Mathematiker
- Crofts, Andrew (* 1984), walisischer Fußballspieler
- Crofts, Ernest (1847–1911), englischer Maler
- Crofts, Freeman Wills (1879–1957), irischer Schriftsteller
- Crofut, Bill (1935–1999), US-amerikanischer Banjospieler und Sänger

### Crog
- Cröger, Carl (1805–1886), Historiker und Lehrer
- Croggon, Alison (* 1962), australische Fantasy-Schriftstellerin
- Croghan, Mark (* 1968), US-amerikanischer Hindernisläufer

### Croh
- Crohn, Burrill (1884–1983), US-amerikanischer Arzt, Zweitbeschreiber des Morbus Crohn
- Crohn, Burrill L. (1934–2021), US-amerikanischer Filmemacher
- Crohn, Kurt (* 1896), deutscher Pädagoge jüdischer Herkunft
- Crohne, Wilhelm (1880–1945), deutscher Jurist und Vizepräsident am Volksgerichtshof in Berlin

### Croi
- Crois, Dirk (* 1961), belgischer Ruderer
- Croisé, Christoph (* 1993), deutsch-französisch-schweizerischer Cellist
- Croiset, Alfred (1845–1923), französischer Klassischer Philologe
- Croiset, Gerard (1909–1980), niederländischer Parapsychologe und angeblicher Hellseher
- Croiset, Jean (1656–1738), französischer Ordensgeistlicher
- Croiset, Jules (* 1937), niederländischer Schauspieler
- Croiset, Maurice (1846–1935), französischer Gräzist
- Croiset, Max (1912–1993), niederländischer Schauspieler, Regisseur, Dramatiker, Dichter und Liedermacher
- Croisille, Nicole (1936–2025), französische Sängerin, Tänzerin und Schauspielerin
- Croissant, August (1870–1941), deutscher Maler und Zeichner
- Croissant, Aurel (* 1969), Politologe und Hochschullehrer
- Croissant, Eugen (1862–1918), deutscher Journalist und Schriftsteller
- Croissant, Eugen (1898–1976), deutscher Maler und Karikaturist
- Croissant, Eva (* 1991), deutsche Popsängerin
- Croissant, Gérard Ephraim (* 1949), Gründer der Gemeinschaft der Seligpreisungen
- Croissant, Hermann (1897–1963), deutscher Maler
- Croissant, Klaus (1931–2002), deutscher StrafverteidigerKlaus Croissant (1931–2002)

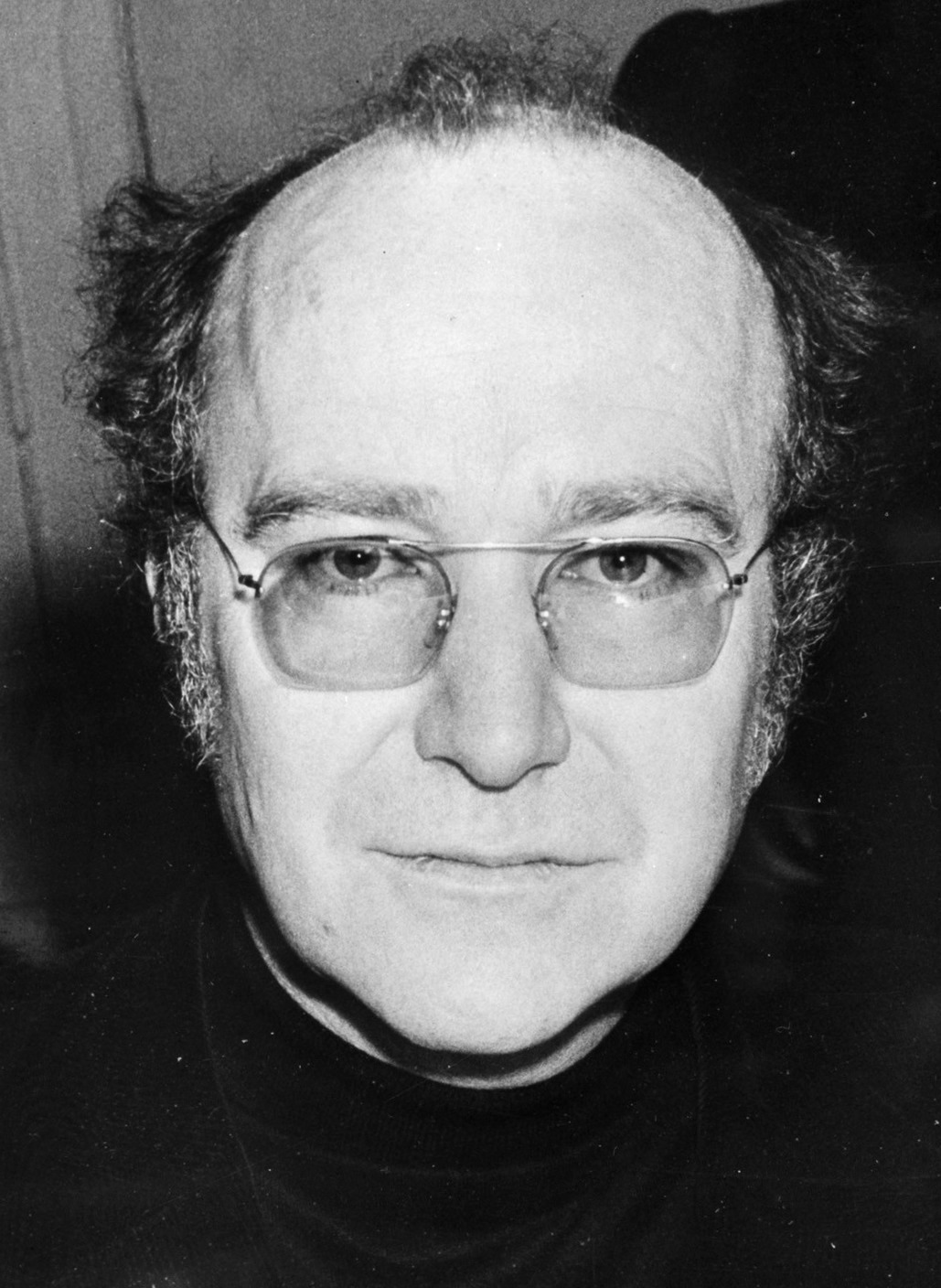
Klaus Croissant (1931–2002)

- Croissant, Michael (1928–2002), deutscher Bildhauer und Künstler
- Croissant-Rust, Anna (1860–1943), deutsche SchriftstellerinAnna Croissant-Rust (1860–1943)

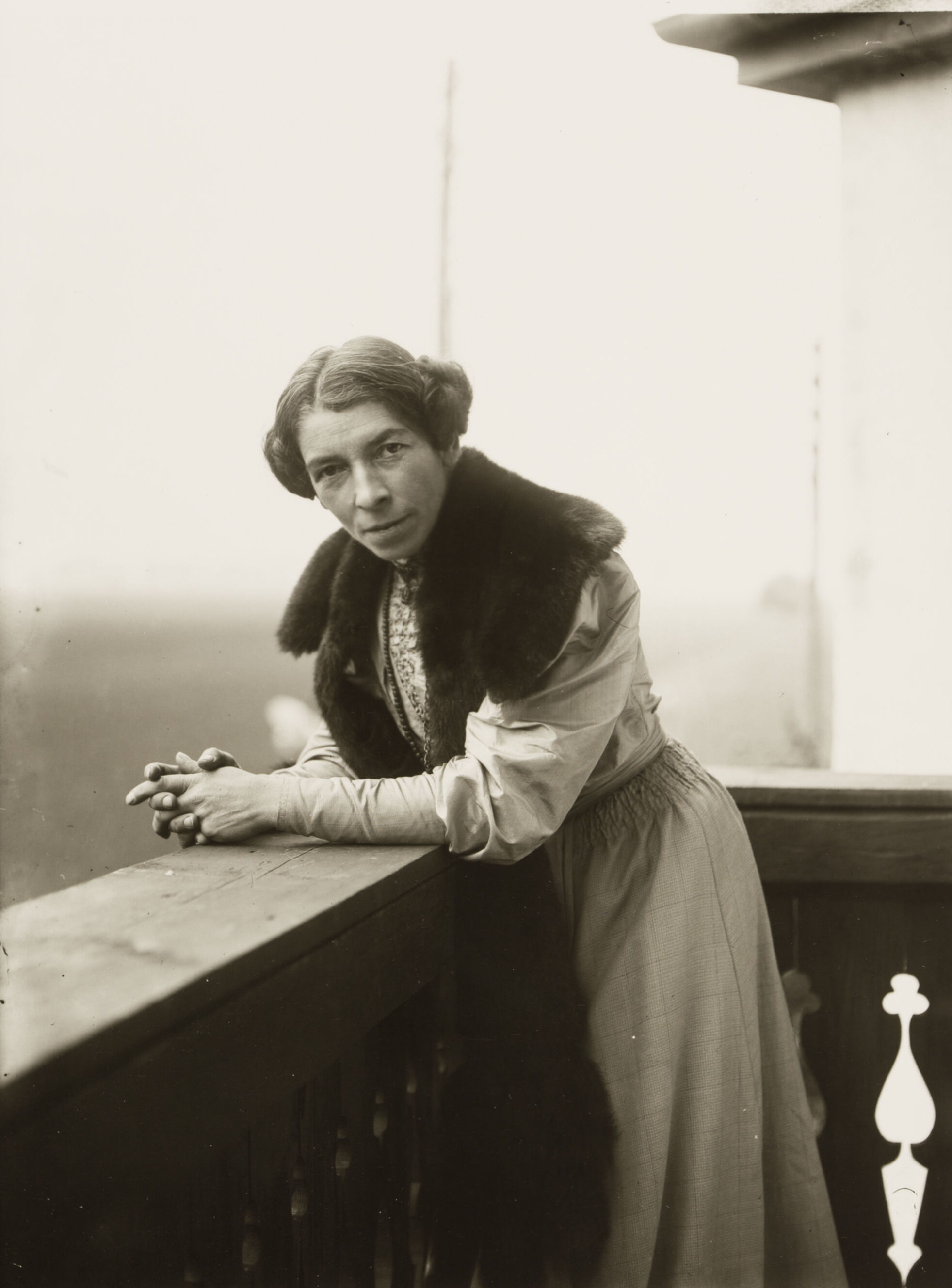
Anna Croissant-Rust (1860–1943)

- Croisset, Francis de (1877–1937), belgisch-französischer Dichter und Schriftsteller
- Croissy, Charles Colbert, marquis de (1629–1696), französischer Diplomat und Außenminister
- Croitoru, Adrian (* 1971), rumänischer Judoka
- Croitoru, Joseph (* 1960), freier Journalist und Autor
- Croitoru, Liviu (* 1987), moldauischer Sommerbiathlet
- Croitoru, Marius (* 1980), rumänischer Fußballspieler
- Croix, Carlos Francisco de (* 1703), Vizekönig von Neuspanien
- Croix, Jean de la (1560–1625), reformierter Theologe
- Croix, Pierre La († 1729), französischer Fontänenmeister und Wasserbauingenieur in Hannover-Herrenhausen
- Croix, Pieter Frederik de la (1709–1782), niederländischer Maler
- Croix, Raven de la (* 1947), US-amerikanische Schauspielerin
- Croix, Susanna de la (1755–1789), niederländische Pastellmalerin und Zeichnerin
- Croix, Theodor de (1730–1791), Ritter des Deutschen Ordens und spanischer Vizekönig von Peru
- Croizat, Ambroise (1901–1951), französischer Politiker, Mitglied der Nationalversammlung und Minister
- Croizat, Léon Camille Marius (1894–1982), französisch-italienischer Botaniker
- Croizet, Jean-Baptiste (1787–1859), französischer Geistlicher und Paläontologe
- Croizet, Yohan (* 1992), französischer Fußballspieler
- Croizon, Philippe (* 1968), französischer BehindertensportlerPhilippe Croizon (* 1968)

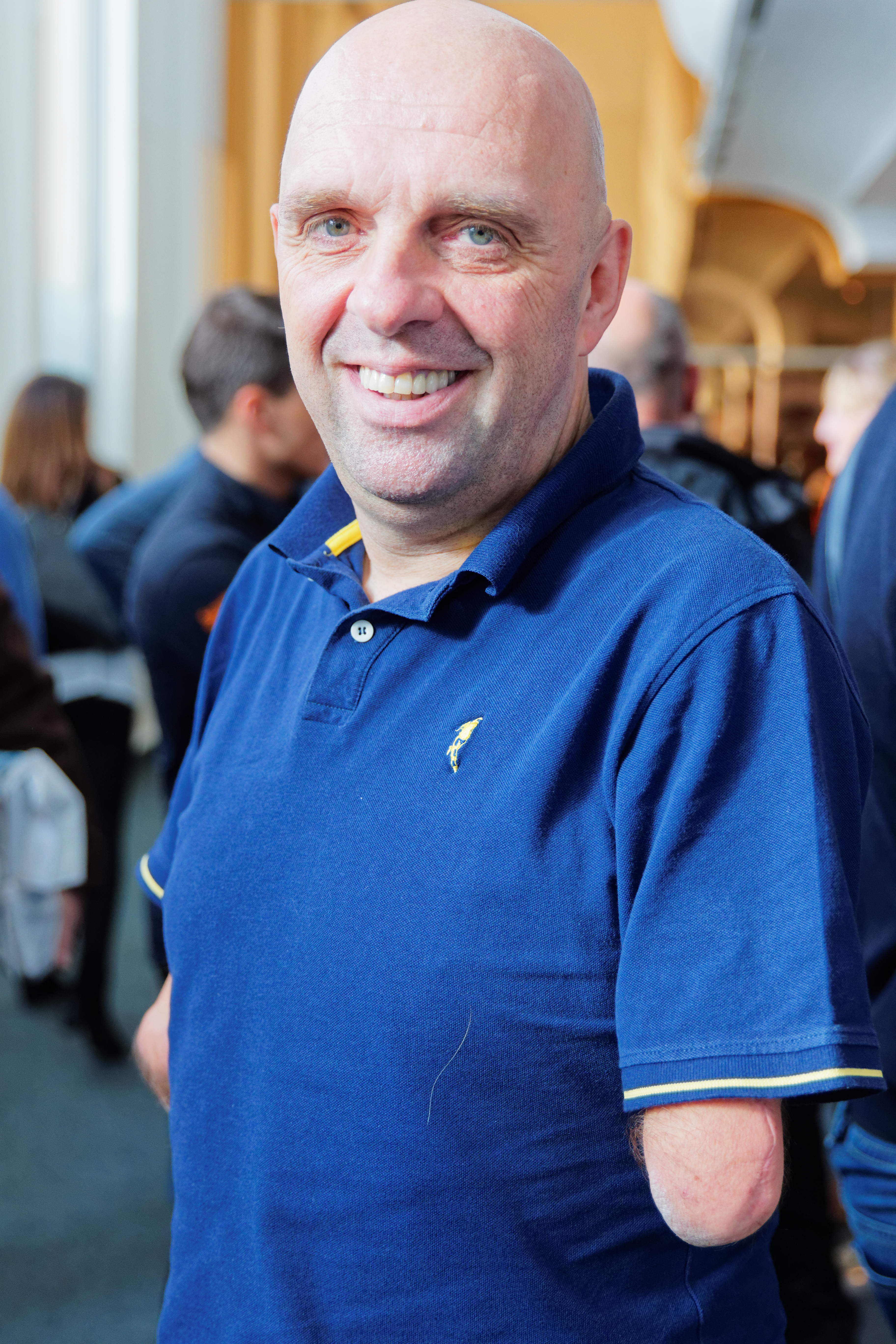
Philippe Croizon (* 1968)

### Crok
- Croke, Brian (* 1951), australischer Althistoriker und Byzantinist
- Croke, Marjorie, irische Squashspielerin
- Croke, Richard († 1558), englischer Philologe (griechisch)
- Croke, Thomas (1824–1902), römisch-katholischer Erzbischof von Cashel und Emly in Irland
- Croker, B. M. (1847–1920), irische Schriftstellerin
- Croker, Edward James O’Brien (1847–1921), irischer Eisenbahndirektor
- Croker, John († 1508), englischer Ritter
- Croker, John Wilson (1780–1857), englischer Parlamentsredner, Dichter und Journalist, Mitglied des House of Commons
- Croker, Norma (1934–2019), australische Leichtathletin und Olympiasiegerin
- Croker, Robin (* 1954), britisch-australischer Radrennfahrer
- Croker, Theo (* 1985), US-amerikanischer Jazztrompeter und SängerTheo Croker (* 1985)

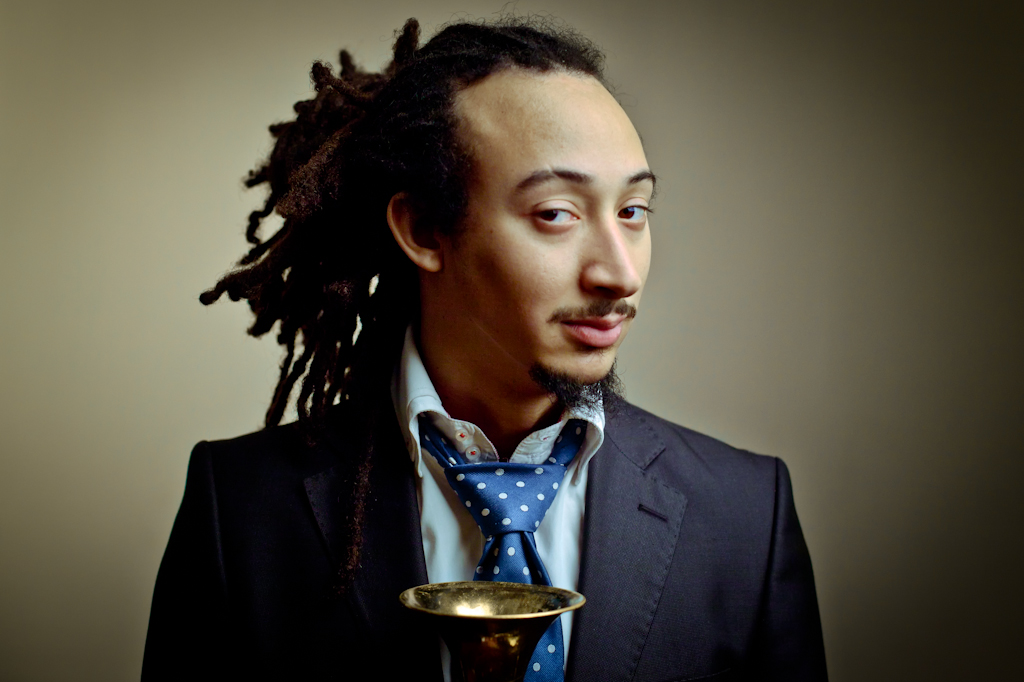
Theo Croker (* 1985)

- Croker, Thomas Crofton (1798–1854), irischer Altertumsforscher

### Crol
- Crola, Elisabeth Concordia (1809–1878), deutsche Malerin und Zeichnerin
- Crola, Georg Heinrich (1804–1879), deutscher Maler und Zeichner
- Crola, Hugo (1841–1910), deutscher Porträt-, Genre- und Historienmaler
- Crolius, Gladys (1892–1972), US-amerikanische Schauspielerin
- Croll, Carl Robert (1800–1863), deutscher Landschaftsmaler
- Croll, Dan (* 1990), britischer Sänger-Songschreiber
- Croll, David (1900–1991), kanadischer Anwalt, Offizier und Politiker
- Croll, Gerhard (1927–2019), deutsch-österreichischer Musikwissenschaftler
- Croll, James (1821–1890), schottischer Naturforscher
- Croll, Jane (* 1981), deutsche Politikerin (CDU)
- Croll, Oswald (1560–1609), deutscher Arzt, Pharmazeut und Alchemist
- Croll, Tina (* 1943), US-amerikanische Tänzerin und Choreographin
- Croll, Willi (1924–2018), deutscher Politiker (SPD), MdL
- Croll, Willi (1926–2018), deutscher Jurist
- Croll, William Martin (1866–1929), US-amerikanischer Politiker
- Crolla, Anthony (* 1986), britischer Boxer im Leichtgewicht, WBA-Weltmeister
- Crolla, Henri (1920–1960), italienisch-französischer Jazz-Gitarrist und Filmmusik-Komponist
- Crolle, David († 1604), lutherischer Theologe
- Crollius, Georg Christian (1728–1790), deutscher Historiker
- Crollius, Johann Lorenz (1641–1709), deutscher reformierter Theologe
- Crollius, Johann Philipp (1693–1767), deutscher Pädagoge
- Croly, Herbert (1869–1930), US-amerikanischer Journalist und Autor
- Croly, Jane Cunningham (1829–1901), US-amerikanische Journalistin, Kolumnistin und Führungsfigur des woman’s club movement

### Crom
- Cromack, Roy (1940–2017), britischer Radrennfahrer
- Cromatius, Bischof von (Windisch-)Konstanz
- Crombac, Gérard (1929–2005), Schweizer Motorsportjournalist
- Crombach, Hermann (1598–1680), deutscher Jesuit, Theologieprofessor und Kirchenhistoriker
- Crombé, Luc-Peter (1920–2005), belgischer Maler
- Crombeen, Brandon (* 1985), US-amerikanisch-kanadischer Eishockeyspieler
- Crombeen, Mike (* 1957), kanadischer Eishockeyspieler
- Cromberger, Hans († 1540), Buchdrucker, gründete die erste Druckerei in Amerika
- Cromberger, Jakob († 1528), Drucker der frühen Neuzeit
- Crombez, Charles (* 2002), belgischer Schauspieler
- Crombez, John (* 1973), belgischer Politiker
- Crombie, Alistair Cameron (1915–1996), australischer Wissenschaftshistoriker
- Crombie, David (* 1936), kanadischer Politiker und 56. Bürgermeister von Toronto
- Crombie, Deborah (* 1952), US-amerikanische Krimi-SchriftstellerinDeborah Crombie (* 1952)

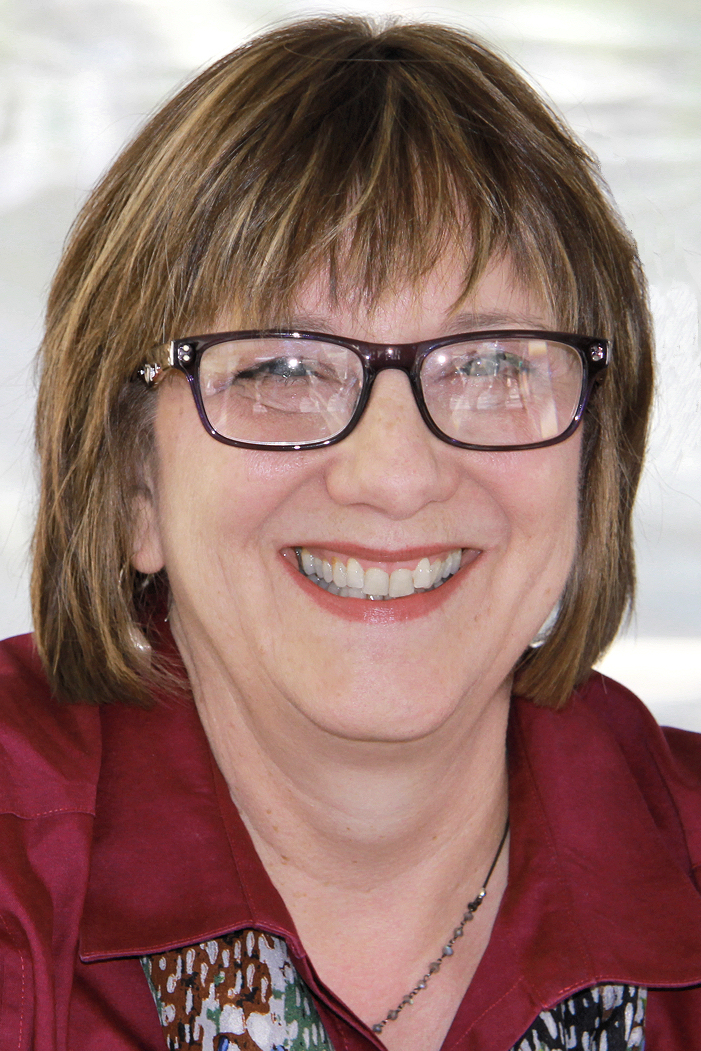
Deborah Crombie (* 1952)

- Crombie, Fiona, australische Szenenbildnerin
- Crombie, George (1908–1972), britischer Diplomat
- Crombie, James, schottischer Badmintonspieler
- Crombie, Jamie (* 1965), US-amerikanisch-kanadischer Squashspieler
- Crombie, John (1900–1972), britischer Konteradmiral
- Crombie, Leslie (1923–1999), englischer Chemiker (Organische Chemie)
- Crombie, Peter (1952–2024), US-amerikanischer Schauspieler
- Crombie, Tony (1925–1999), britischer Jazzmusiker
- Crome, August Friedrich Wilhelm (1753–1833), deutscher Volkswirt, Professor für Kameralistik in Gießen
- Crome, Bruno (1877–1933), deutscher germanistischer Mediävist und Museumsdirektor
- Crome, Carl (1859–1931), deutscher Jurist und Hochschullehrer
- Crome, Charlotte (* 1966), deutsche Schauspielerin und MalerinCharlotte Crome (* 1966)

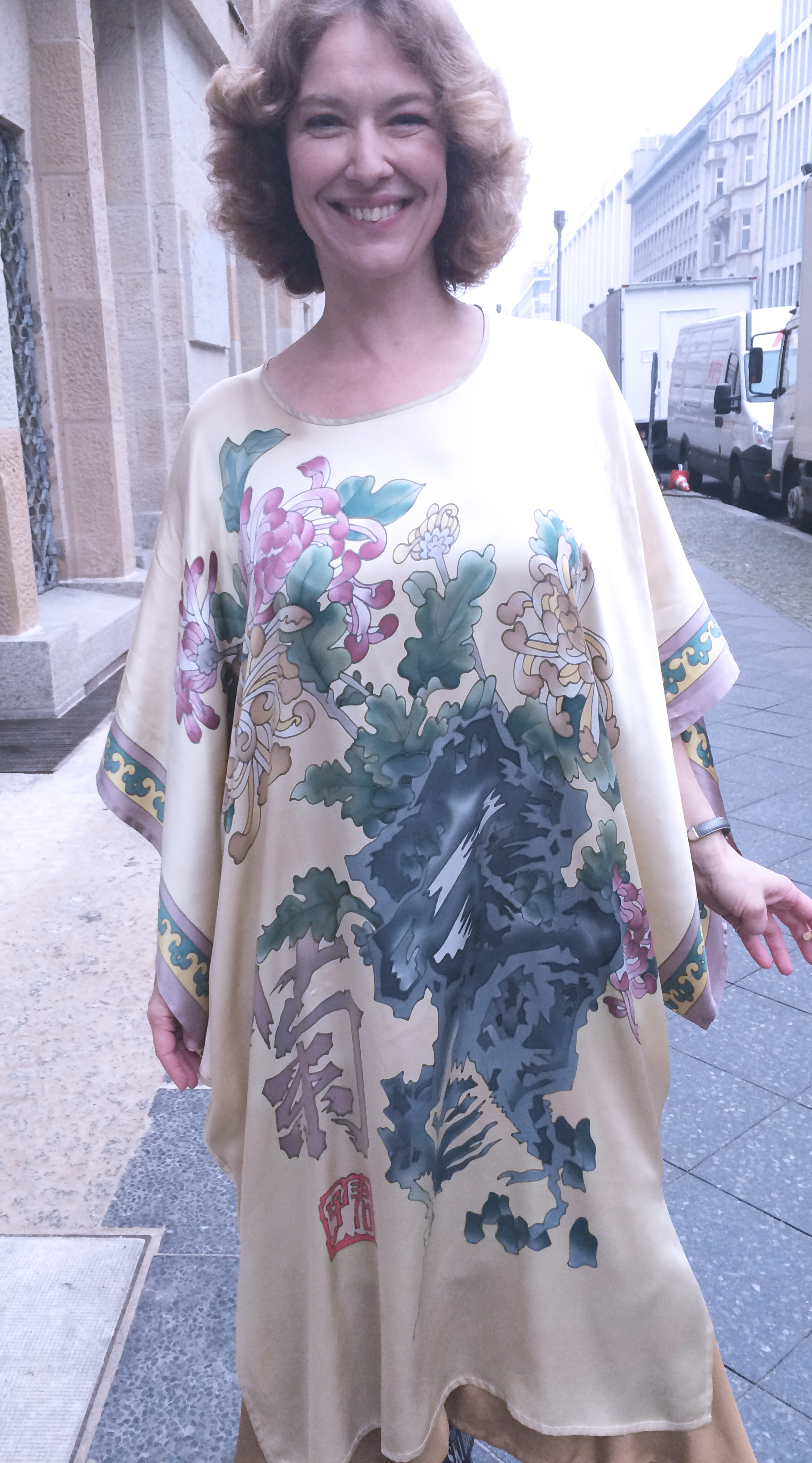
Charlotte Crome (* 1966)

- Crome, Erhard (* 1951), deutscher Politologe und Autor
- Crome, Friedrich (1821–1883), deutscher Rechtsanwalt, Chefredakteur, kaiserlicher Justizrat
- Crome, Friedrich Andreas (1705–1778), deutscher lutherischer Theologe
- Crome, Friedrich August (1757–1825), deutscher lutherischer Theologe
- Crome, Friedrich Gottlieb (1776–1850), deutscher lutherischer Theologe und Autor
- Crome, Georg Ernst Wilhelm (1781–1813), deutscher Agrarwissenschaftler
- Crome, Johann Friedrich (1906–1962), deutscher Klassischer Archäologe
- Crome, Johannes (1900–1997), deutscher Offizier
- Crome, John (1768–1821), englischer Landschaftsmaler
- Crome, Karla (* 1989), britische Schauspielerin
- Crome, Louise (* 1978), neuseeländische Squashspielerin
- Crome, Ludwig Gottlieb (1742–1794), deutscher Lehrer, Autor und Übersetzer
- Crome, Peter (1938–2003), deutscher Journalist und Schriftsteller
- Crome-Schwiening, Carl (1858–1906), deutscher Schriftsteller, Journalist, Redakteur und Dramaturg
- Cromer, Carlo Maximilian (1889–1964), österreichisch-schweizerischer Maler, Zeichner und Grafiker
- Cromer, David (* 1965), US-amerikanischer Schauspieler und Theaterregisseur
- Cromer, Gabriel (1873–1934), französischer Fotograf und Sammler
- Cromer, George, Erzbischof von Armagh während der Reformation
- Cromer, George W. (1856–1936), US-amerikanischer Politiker
- Cromer, Harold (1921–2013), US-amerikanischer Tänzer
- Cromer, Martin (1512–1589), polnischer Geschichtsschreiber, Theologe und Bischof
- Cromer, Michael (1939–2007), deutscher Unternehmer und Gründer der Modemarke MCM
- Cromers Amateur, Fotopionier
- Cromie, Francis (1882–1918), britischer U-Boot-Kommandant im Ersten Weltkrieg und Diplomat
- Cromie, Robert (1855–1907), britischer Science-Fiction-Autor
- Cromme, Anton (1901–1953), deutscher Politiker (CDU), MdL
- Cromme, Carl (* 1908), deutscher Architekt, Stadtplaner und Baubeamter
- Cromme, Franz (1939–2020), deutscher Jurist, Volkswirt und Politiker (CDU)
- Cromme, Gerhard (* 1943), deutscher ManagerGerhard Cromme (* 1943)

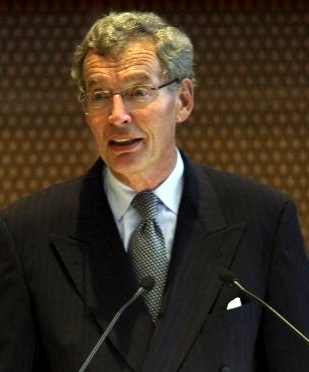
Gerhard Cromme (* 1943)

- Cromme, Hans (* 1904), deutscher Ingenieur und Manager
- Cromme, Ludwig (* 1951), deutscher Mathematiker und Hochschullehrer
- Crommelin, Andrew (1865–1939), britischer Astronom
- Crommelin, Walter (* 1948), niederländischer Schauspieler
- Crommelynck, Fernand (1886–1970), belgischer Dramatiker
- Crommie, Michael (* 1961), US-amerikanischer Physiker und Nanowissenschaftler
- Crompton, Alfred W. (* 1927), südafrikanischer Wirbeltier-Paläontologe und Zoologe
- Crompton, Ben (* 1974), britischer Schauspieler
- Crompton, Bob (1879–1941), englischer Fußballspieler und -trainer
- Crompton, Dennis (1935–2025), britischer Architekt und Autor
- Crompton, George (1913–1971), kanadischer Radrennfahrer
- Crompton, Jack (1921–2013), englischer Fußballtorhüter
- Crompton, Louis (1925–2009), kanadischer Historiker, Mathematiker und Autor
- Crompton, Paul (1871–1915), britischer Unternehmer und Reeder
- Crompton, Richard (* 1973), britischer Schriftsteller
- Crompton, Rookes Evelyn Bell (1845–1940), englischer Erfinder und Pionier der elektrischen Straßenbeleuchtung
- Crompton, Samuel (1753–1827), britischer Erfinder
- Cromwell, Amanda (* 1970), US-amerikanische Fußballspielerin
- Cromwell, Chad (* 1957), US-amerikanischer Schlagzeuger
- Cromwell, Gregory, 1. Baron Cromwell († 1551), englischer Adliger
- Cromwell, Henry (1628–1674), Sohn Oliver Cromwells und Lord Deputy of Ireland
- Cromwell, James (* 1940), US-amerikanischer Schauspieler
- Cromwell, John (1887–1979), US-amerikanischer Schauspieler und Regisseur
- Cromwell, Oliver (1599–1658), britischer Lord ProtectorOliver Cromwell (1599–1658)

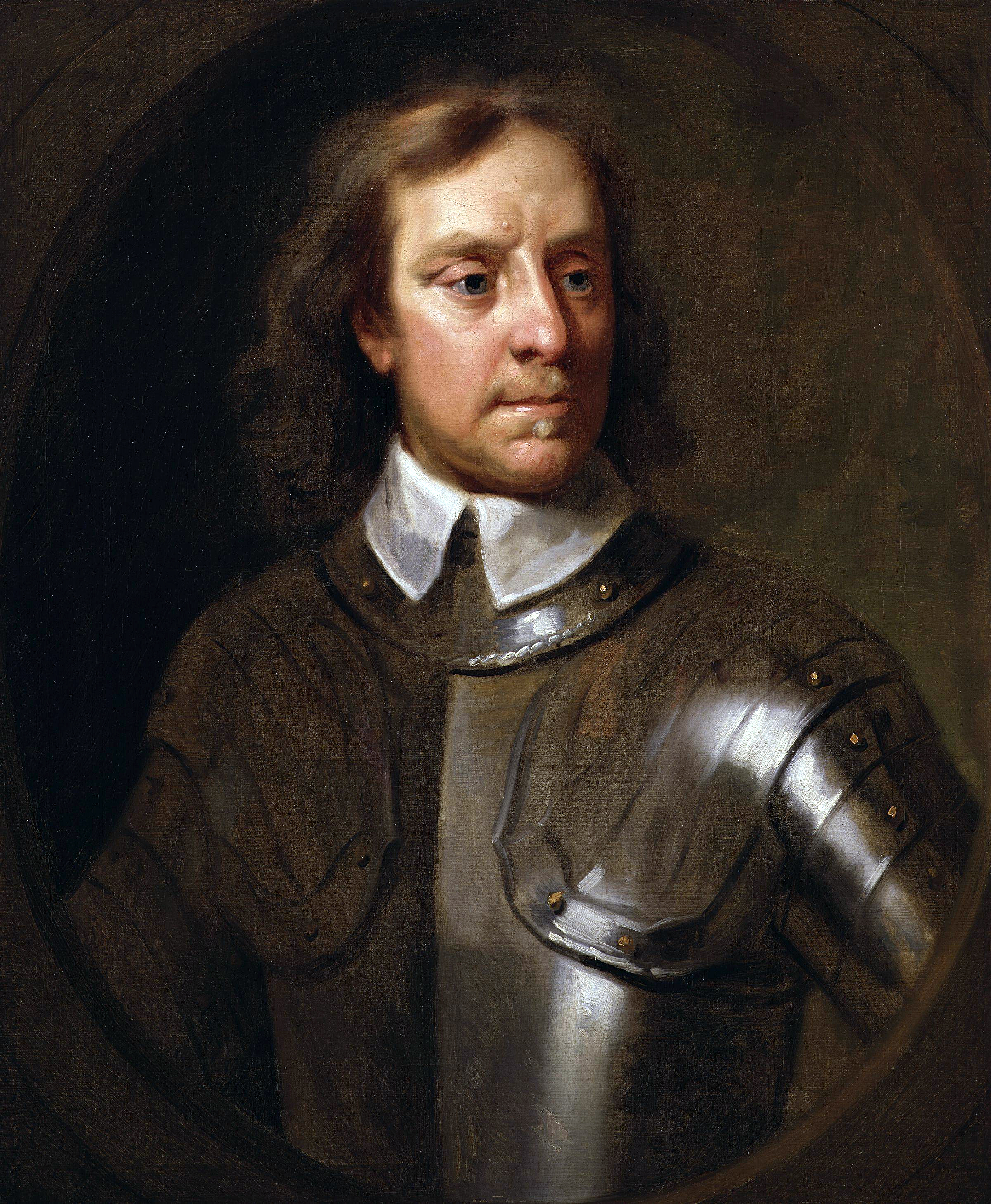
Oliver Cromwell (1599–1658)

- Cromwell, Ralph de, 1. Baron Cromwell († 1397), englischer Adliger
- Cromwell, Ralph de, 2. Baron Cromwell († 1417), englischer Adliger
- Cromwell, Ralph, 3. Baron Cromwell († 1456), englischer Staatsmann, Lord Treasurer
- Cromwell, Richard (1626–1712), Lordprotektor von England, Schottland und Irland
- Cromwell, Richard (1910–1960), US-amerikanischer Schauspieler
- Cromwell, Seymour (1934–1977), US-amerikanischer Ruderer
- Cromwell, Thomas, 1. Earl of Essex († 1540), englischer StaatsmannThomas Cromwell, 1. Earl of Essex († 1540)

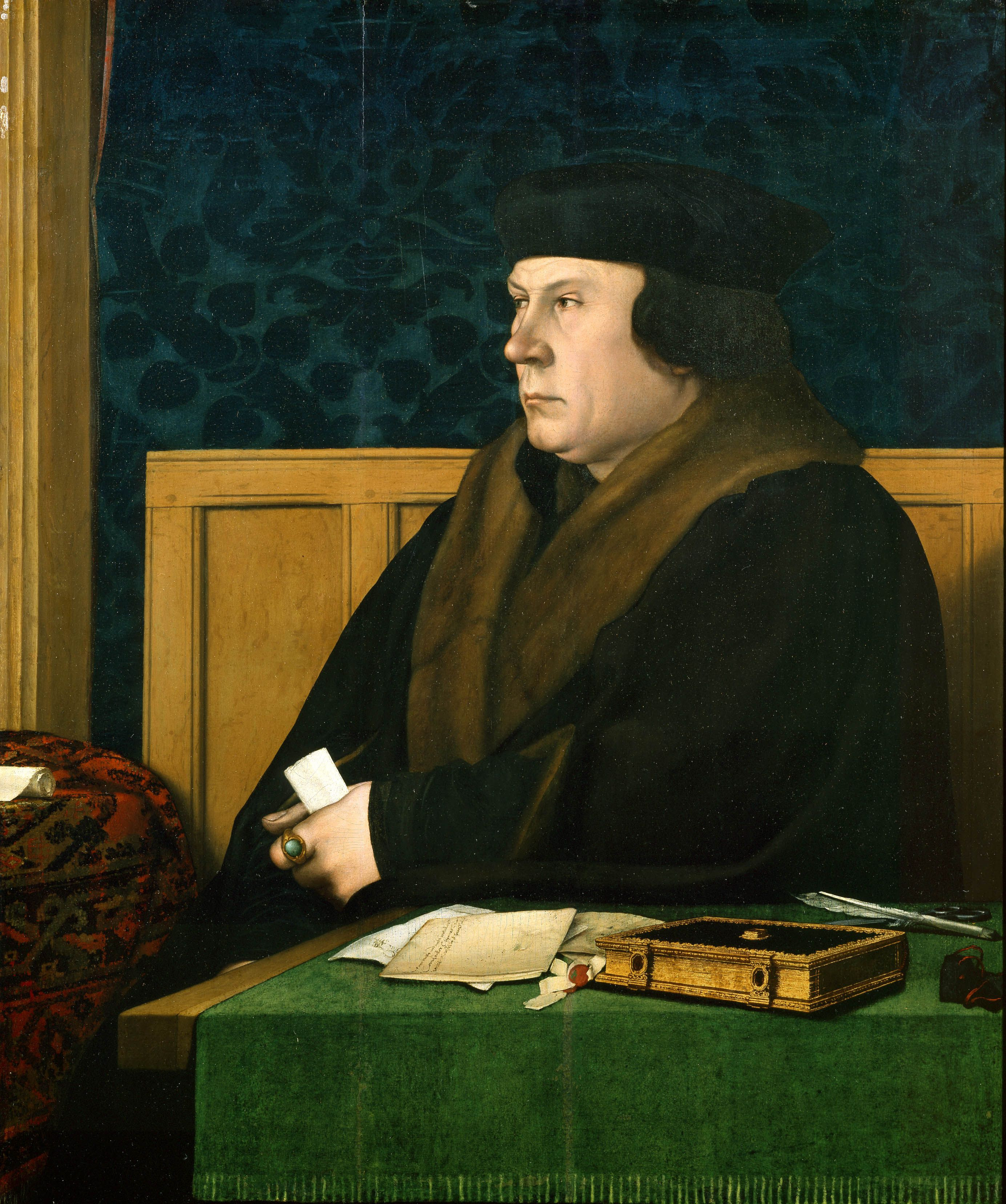
Thomas Cromwell, 1. Earl of Essex († 1540)

- Cromwell, Tiffany (* 1988), australische Radrennfahrerin

### Cron
- Cron, Christian (1813–1892), deutscher Gymnasiallehrer und Altphilologe
- Cron, Elizabeth J. (* 1988), US-amerikanische Filmschauspielerin, Filmproduzentin, Filmschaffende und Model
- Cron, Evelyn (* 1940), deutsche Schauspielerin
- Cron, Ferdinand (1554–1637), Gewürz- und Edelsteinhändler in Indien
- Cron, Fritz (1925–2017), deutscher Motorradrennfahrer
- Cron, Heinrich († 1578), Kistler, Ratsherr und Bürgermeister in Augsburg
- Cron, Heinrich (1844–1874), deutscher Lehrer und Altphilologe
- Cron, Heinrich (1858–1940), deutscher Verwaltungsbeamter
- Cron, Helmut (1899–1981), deutscher Journalist
- Cron, Jean (1884–1950), Schweizer Unternehmer und Erfinder
- Cron, Ludwig, deutscher Wundarzt
- Cron, Maria (1608–1683), deutschstämmige Nonne in Indien, Stigmatisierte
- Cron, Rosalind (1925–2021), amerikanische Jazz- und Unterhaltungsmusikerin
- Cron, Theodor (1921–1964), Schweizer Architekt
- Cronan, Thomas (1885–1962), US-amerikanischer Weit- und Dreispringer
- Cronau, Curt (* 1870), deutscher Verwaltungsjurist
- Cronau, Günter (1931–2012), deutscher Verwaltungsjurist, Stadtdirektor von Arnsberg
- Cronau, Peter, australischer Journalist und TV-Produzent
- Cronau, Rudolf (1855–1939), deutscher Journalist, Autor, Maler und Illustrator
- Cronauer, Adrian (1938–2018), US-amerikanischer Rechtsanwalt und Radio-Diskjockey im VietnamkriegAdrian Cronauer (1938–2018)

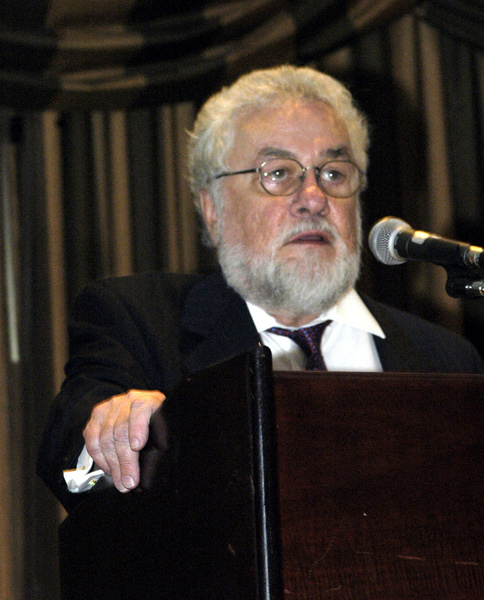
Adrian Cronauer (1938–2018)

- Cronauer, Chris (* 1995), deutscher Sänger, Songwriter und Produzent
- Cronauer, Daniel (* 1993), deutscher Komponist, Texter und Songwriter
- Cronauer, Harald (* 1956), deutscher Jurist und Politiker (FDP)
- Cronauer, Jan (* 1979), deutscher Drehbuchautor und YouTuber
- Cronauer, Johannes (1793–1870), deutscher katholischer Priester, Bischofssekretär, Domkapitular
- Cronauer, Willi (1901–1974), deutscher Kulturpolitiker, Rundfunkschaffender, Theater- und Filmschauspieler
- Cronbach, Lee (1916–2001), US-amerikanischer Psychologe
- Cronberg, Adam Philipp XI. von (1599–1634), hessischer Reichsgraf und Kürassier-General
- Cronberg, Eberwin von († 1303), Bischof von Worms
- Cronberg, Frank VIII. von († 1378), hessischer Ritter und Geldverleiher
- Cronberg, Frank XII. von († 1461), hessischer Ritter
- Cronberg, Hartmut V. von († 1334), deutscher Ritter
- Cronberg, Hartmut XII. von (1488–1549), Adliger, Anhänger der Reformation
- Cronberg, Hartmut XVIII. von (1614–1685), deutscher Hofjunker und Hofbeamter
- Cronberg, Johann Daniel von, deutscher Hofbeamter
- Cronberg, Johann Eberhard von (1547–1617), Burggraf von Friedberg
- Cronberg, Johann Nicolaus von (1633–1704), hessischer Freiherr
- Cronberg, Johann Schweikhard von (1553–1626), Erzbischof und Kurfürst von Mainz (1604–1626)Johann Schweikhard von Cronberg (1553–1626)

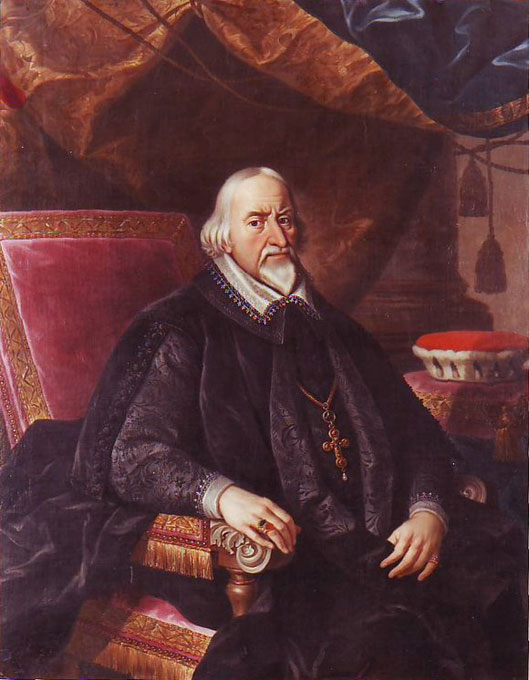
Johann Schweikhard von Cronberg (1553–1626)

- Cronberg, Kraft Adolf Otto von (1629–1692), hessisch-böhmischer Reichsgraf
- Cronberg, Tarja (* 1943), finnische Politikerin (Grüne), Mitglied des Reichstags, MdEP
- Cronberg, Ulrich II. von († 1386), deutscher Adliger
- Cronberg, Walther von († 1543), Hochmeister des Deutschen OrdensWalther von Cronberg († 1543)

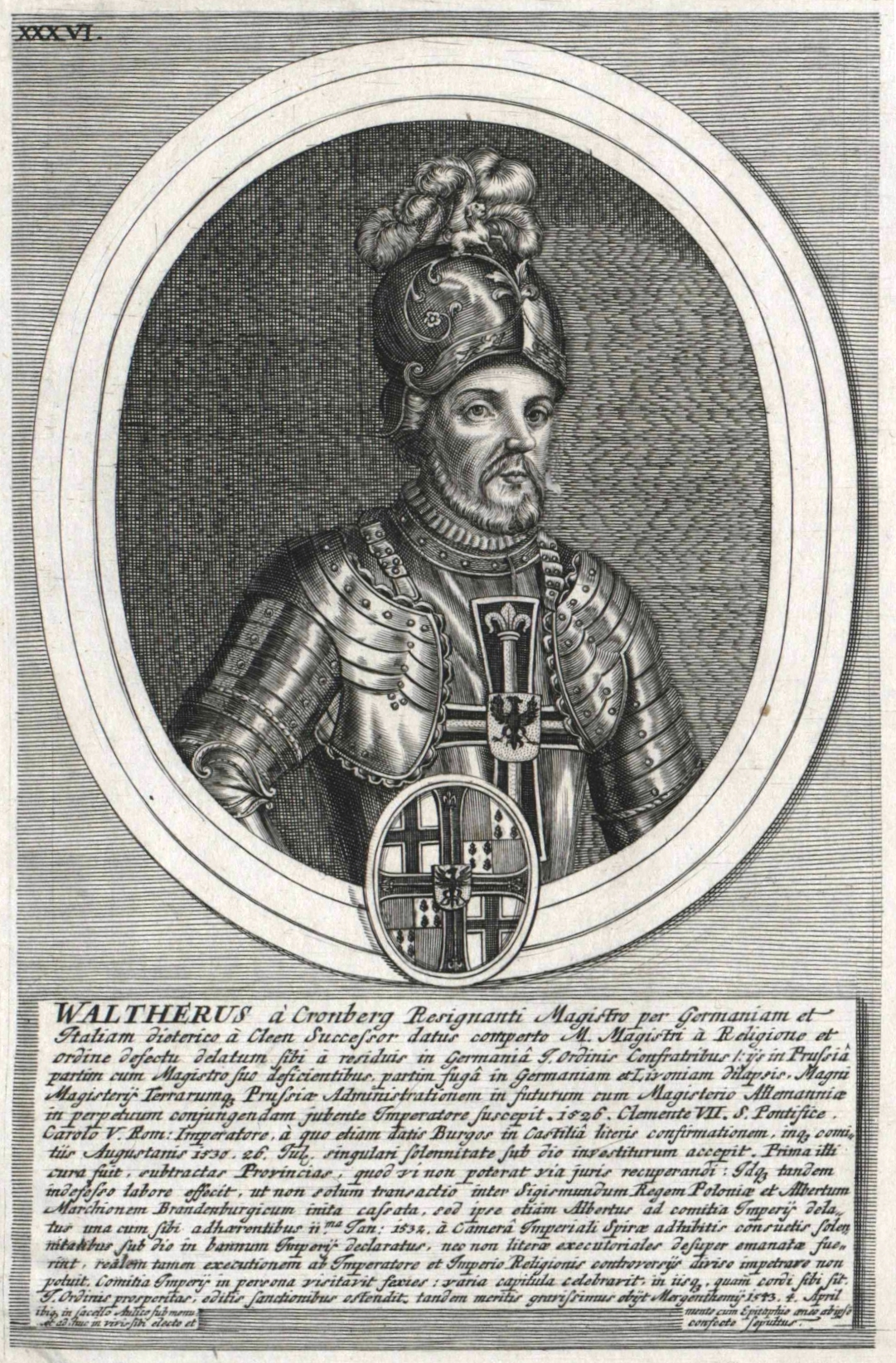
Walther von Cronberg († 1543)

- Cronberg, Wilhelm von († 1609), Johanniterritter
- Cronberger, Georg Philipp (1788–1861), Gärtnermeister und Politiker Freie Stadt Frankfurt
- Cronberger, Wilhelm (1858–1926), deutscher Opernsänger (Tenor)
- Crone, Eveline (* 1975), niederländische kognitive Entwicklungspsychologin
- Crone, Hans Caspar von der (* 1957), Schweizer Rechtswissenschaftler
- Crone, Hugo von der (1929–2008), Schweizer Jurist, Verwaltungsrats-Vizepräsident der Credit Suisse
- Crone, Johann Franz von (1645–1718), kurbrandenburgischer Generalmajor
- Crone, Max (1862–1939), deutscher Theologe und Schriftsteller
- Crone, Natasja (* 1970), dänische Fernsehmoderatorin und Journalistin
- Crone, Patricia (1945–2015), dänische Islamwissenschaftlerin
- Crone, Paul, deutscher Grafiker
- Crone, Petra (* 1950), deutsche Politikerin (SPD), MdB
- Crone, Philipp (* 1977), deutscher Hockeyspieler
- Crone, Shane Bitney (* 1985), US-amerikanischer Filmproduzent und LGBT-Aktivist
- Crone, Theresia (* 2002), deutsche Aktivistin und AutorinTheresia Crone (* 2002)

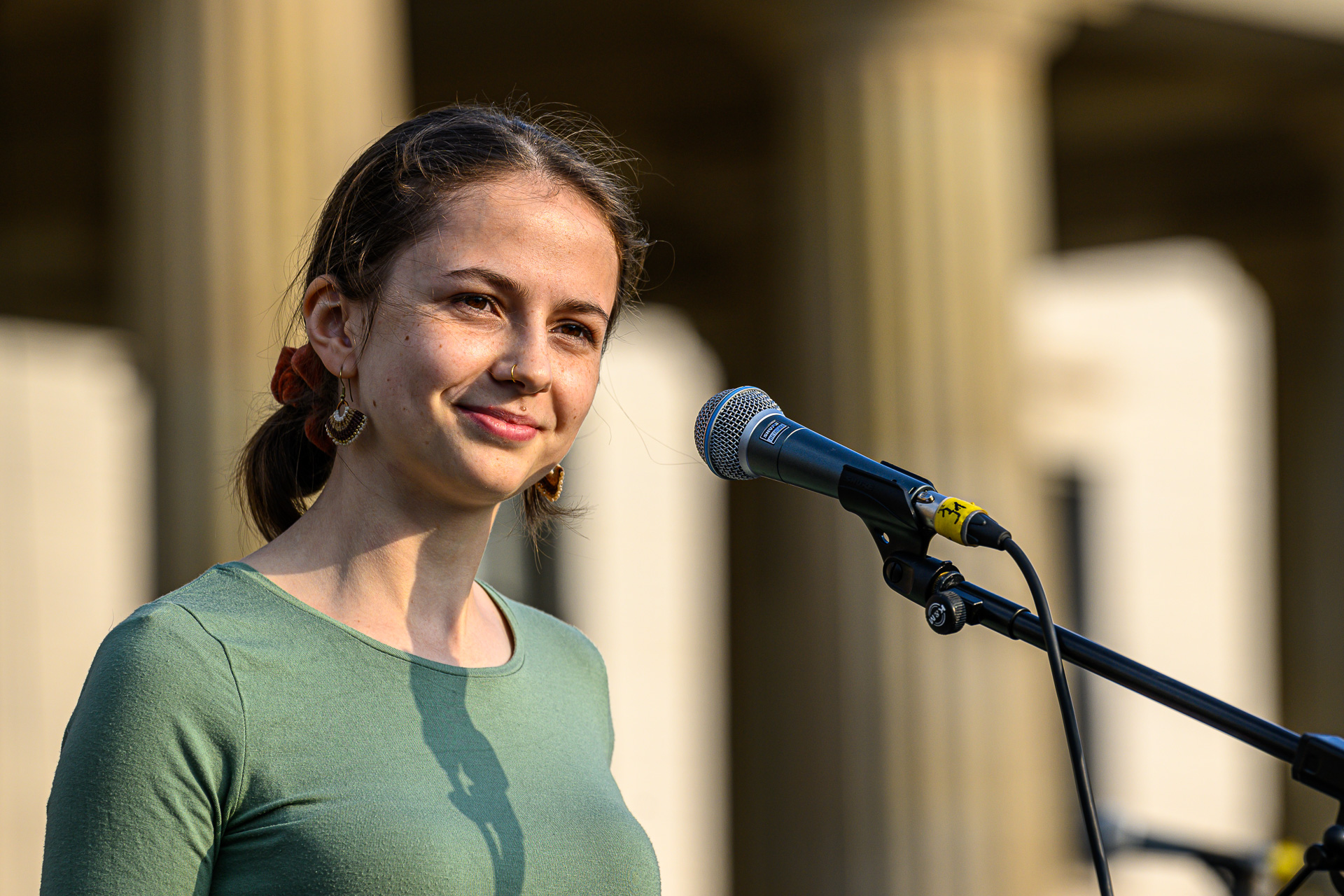
Theresia Crone (* 2002)

- Crone, Victor (* 1992), schwedischer Sänger
- Crone, Wilhelm (1873–1938), deutscher Schriftsteller, Lehrer und Heimatforscher
- Crone, Wilhelmus (1729–1784), deutscher katholischer Priester, Abt des Klosters Marienfeld
- Crone-Münzebrock, August (1882–1947), deutscher Landwirt und Politiker (Zentrum), MdR
- Croneberg, Carl (1930–2022), schwedisch-amerikanischer gehörloser Linguist, Forscher und Professor
- Croneborg, Fredrik (* 1980), schwedischer Triathlet
- Cronegk, Johann Friedrich von (1731–1758), deutscher Dramatiker, Lyriker und Essayist
- Croneiß, Carl (1891–1973), deutscher Politiker (NSDAP), MdR
- Croneiß, Theodor (1894–1942), deutscher Jagdflieger und Luftfahrtfunktionär
- Cronemeyer, Adolph Bernhard (1829–1900), deutscher Kaufmann und Politiker (DFP), MdR
- Cronemeyer, Eberhard (1842–1896), deutscher Pastor
- Cronenberg, Brandon (* 1980), kanadischer Regisseur und Drehbuchautor
- Cronenberg, Carl-Julius (* 1962), deutscher Politiker (FDP), MdB
- Cronenberg, David (* 1943), kanadischer Filmregisseur, Drehbuchautor, Filmproduzent, Filmeditor und SchauspielerDavid Cronenberg (* 1943)

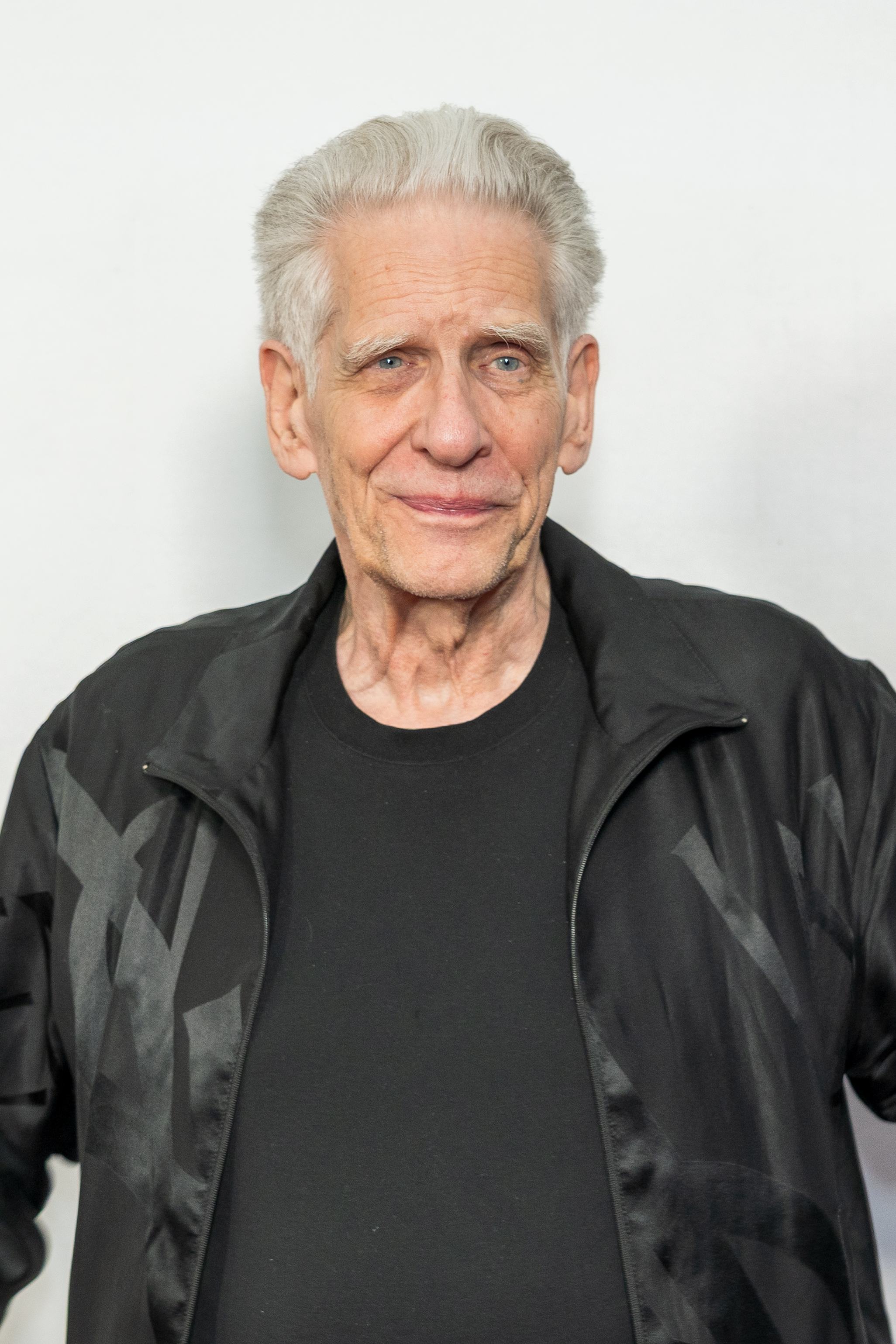
David Cronenberg (* 1943)

- Cronenberg, Denise (1938–2020), kanadische Kostümdesignerin
- Cronenberg, Dieter-Julius (1930–2013), deutscher Politiker (FDP), MdB
- Cronenberg, Laurenz, spätmittelalterlicher Kölner Dombaumeister am Kölner Dom
- Cronenberg, Max (1857–1924), deutscher Architekt und Bauunternehmer
- Cronenberg, Sibylla (1870–1951), deutsche Hotelwirtin und Gerechte unter den Völkern
- Cronenberg, Wilhelm (1836–1915), deutscher Fotograf und Pionier der Fototechnik
- Cronenbold, Ferdinand von (1837–1904), österreichischer Offizier, zuletzt Feldzeugmeister, hessischer Abstammung
- Cronenbold, Justus (1897–1977), deutscher Pädagoge und Politiker (SPD), MdL
- Cronenwald, Maria Rosa Fritsch von (1898–1954), römisch-katholische Benediktinerin und Äbtissin der Abtei St. Gabriel
- Cronenweth, Jeff (* 1962), US-amerikanischer Kameramann
- Cronenweth, Jordan (1935–1996), US-amerikanischer Kameramann
- Croner, Charlotte (1887–1944), deutsche Flötistin
- Croner, Daniel (1656–1740), siebenbürgischer Theologe und Organist
- Croner, Else (1878–1942), deutsche Schriftstellerin
- Croner, Fritz (1896–1979), deutsch-schwedischer Soziologe
- Croner, Harry (1903–1992), deutscher Fotograf
- Croner, Helene (* 1885), deutsche Violinistin, Bratschistin und Musikpädagogin
- Crönert, Claudius (* 1961), deutscher Journalist und Autor
- Crönert, Wilhelm (1874–1942), deutscher klassischer Philologe und Papyrologe
- Cronhammar, Ingvar (1947–2021), schwedisch-dänischer Bildhauer und Installationskünstler
- Cronhelm, Alexander von (1810–1846), deutscher Landschaftsmaler
- Cronholm, Josefine (* 1971), schwedische Jazzsängerin
- Cronier, Marie (1857–1937), französische Benediktinerin, Äbtissin und Klostergründerin
- Cronin O’Reilly, Fodhla, irische Filmproduzentin
- Cronin Scanlon, Jane (1922–2018), US-amerikanische Mathematikerin
- Cronin, Anthony (1928–2016), irischer Schriftsteller
- Cronin, Archibald Joseph (1896–1981), schottischer Arzt und SchriftstellerArchibald Joseph Cronin (1896–1981)

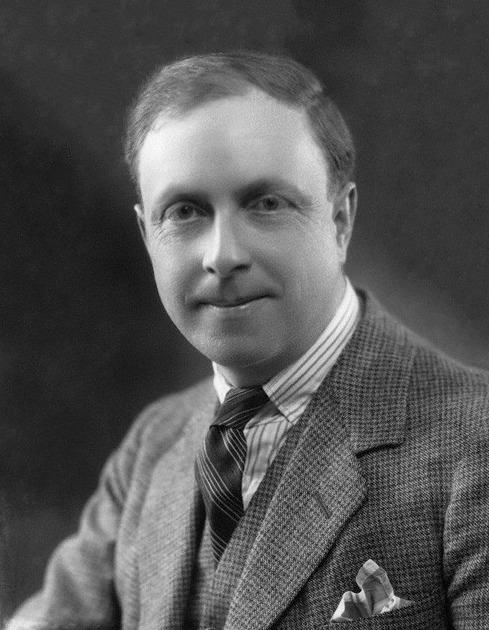
Archibald Joseph Cronin (1896–1981)

- Cronin, Caitlin (* 1995), australische Ruderin
- Cronin, Daniel Anthony (* 1927), US-amerikanischer Geistlicher, Alterzbischof von Hartford
- Cronin, David Edward (1839–1925), amerikanischer Maler
- Cronin, Greg (* 1963), US-amerikanischer Eishockeytrainer
- Cronin, Helene, US-amerikanische Singer-Songwriterin
- Cronin, James (1931–2016), US-amerikanischer Physiker
- Cronin, Jerry (1925–1990), irischer Politiker, MdEP
- Cronin, Jim (1951–2007), US-amerikanischer Tierschützer
- Cronin, Joe (1906–1984), US-amerikanischer Baseballspieler und -manager
- Cronin, Justin (* 1962), US-amerikanischer SchriftstellerJustin Cronin (* 1962)

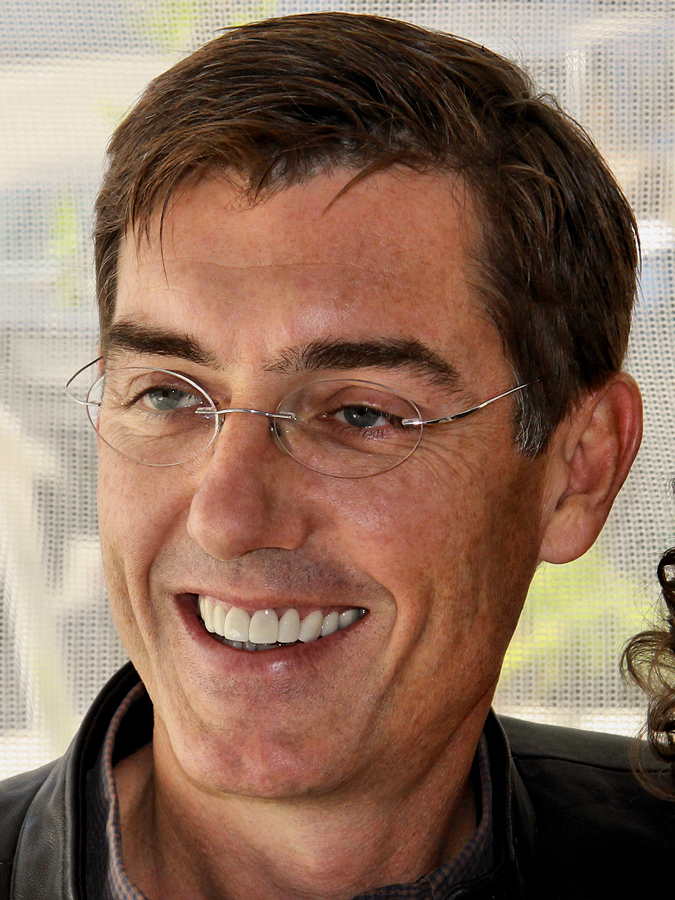
Justin Cronin (* 1962)

- Cronin, Laurel (1939–1992), US-amerikanische Schauspielerin, Sängerin und Tänzerin
- Cronin, Lee (* 1982), irischer Regisseur und Drehbuchautor
- Cronin, Leroy (* 1973), englischer Chemiker
- Cronin, Michael (* 1960), irischer Translationswissenschaftler
- Cronin, Patricia (* 1963), US-amerikanische Konzeptkünstlerin
- Cronin, Paul W. (1938–1997), US-amerikanischer Politiker
- Cronin, Réada, irische Politikerin
- Cronin, Rich (1974–2010), US-amerikanischer Sänger und Songschreiber
- Cronin, Sam (* 1986), US-amerikanischer Fußballspieler
- Cronin, Seán (1922–2011), irischer Journalist und Buchautor
- Cronin, Sean (* 1964), britischer Schauspieler und Filmemacher
- Cronin, Shawn (* 1963), US-amerikanischer Eishockeyspieler
- Cronin, Vincent (1924–2011), britischer Autor
- Cronite, deutscher Rapper
- Cronjager, Edward (1904–1960), US-amerikanischer Kameramann
- Cronjäger, Ines (* 1977), deutsche Marathonläuferin
- Cronjager, William (1930–1995), US-amerikanischer Kameramann
- Cronje, Johan (* 1982), südafrikanischer Mittelstreckenläufer
- Cronje, Nicolene (* 1983), südafrikanische Geherin
- Cronjé, Piet (1836–1911), burischer GeneralPiet Cronjé (1836–1911)

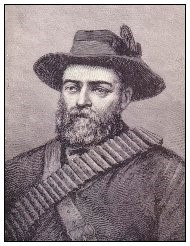
Piet Cronjé (1836–1911)

- Cronk, Bill (1928–2000), US-amerikanischer Jazzmusiker (Kontrabass)
- Cronkite, Walter (1916–2009), US-amerikanischer Fernsehjournalist und Nachrichtensprecher bei CBSWalter Cronkite (1916–2009)

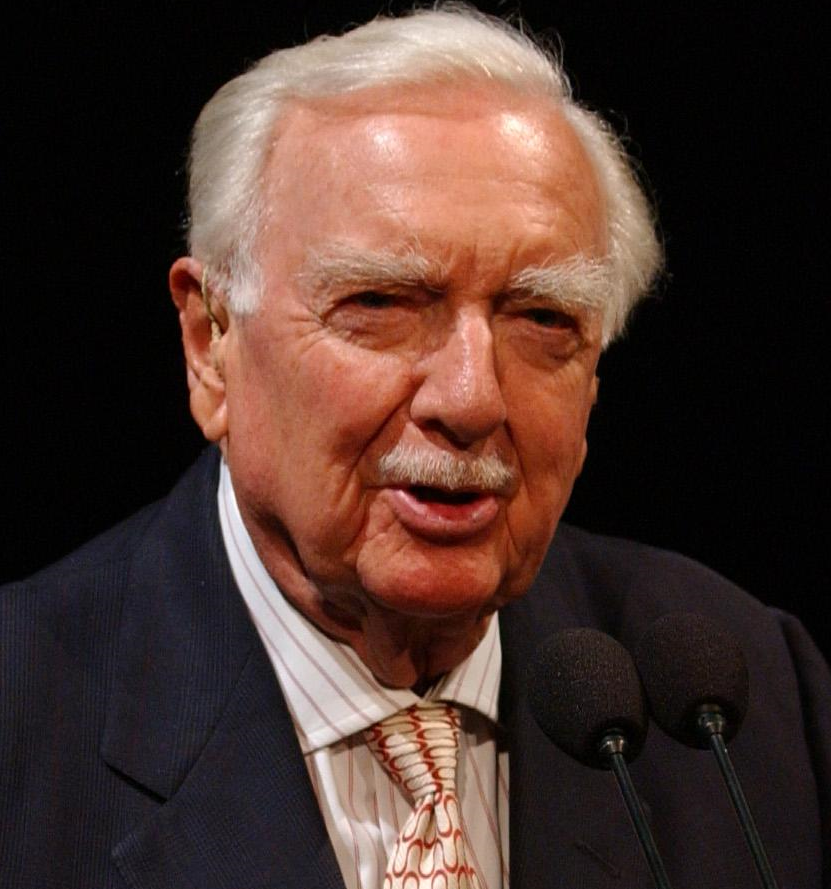
Walter Cronkite (1916–2009)

- Cronmüller, Karl von (1853–1920), deutscher Politiker und Präsident des Oberlandesgerichts Stuttgart (1906 bis 1920)
- Cronon, William (* 1954), US-amerikanischer Umwelthistoriker und Autor
- Cronos, Mary (* 1987), deutsche Autorin, Künstlerin und Unternehmerin
- Cronquist, Arthur John (1919–1992), US-amerikanischer Botaniker
- Cronquist, Gustaf W. (1878–1967), schwedischer Fotograf
- Cronqvist, Claes (* 1944), schwedischer Fußballspieler und -trainer
- Cronshagen, Eberhard (1913–1994), deutscher Schauspieler, Regisseur, Rundfunksprecher, Dialogbuchautor und Synchronregisseur
- Cronshagen, Monika (1935–1985), deutsche bildende Künstlerin
- Cronshaw, Mathew (* 1988), britischer Straßenradrennfahrer
- Cronshaw, Steve (* 1956), britischer Radrennfahrer
- Cronshey, Johnny (1926–2004), britischer Eisschnellläufer
- Cronstedt, Axel Frederic (1722–1765), schwedischer Chemiker
- Cronstedt, Carl Olof (1756–1820), finnlandschwedischer Marineoffizier
- Cronstedt, Louise (* 1997), schwedische Handballspielerin
- Cronström, Isaak von (1661–1751), holländischer General und zuletzt Kommandant von Bergen op Zoom
- Cronthaler, Johann († 1773), österreichischer Orgelbauer
- Cronyn, Hume (1911–2003), kanadischer Schauspieler und Drehbuchautor

### Croo
- Croock, Oliver de (* 1999), belgisch-schweizerischer Eishockeyspieler
- Crook de Camp, Catherine (1907–2000), US-amerikanische Schriftstellerin
- Crook, Edward (1929–2005), US-amerikanischer Boxer
- Crook, George (1828–1890), General der US-Armee
- Crook, Hal (* 1950), US-amerikanischer Jazz-Posaunist
- Crook, Ian (* 1963), englischer Fußballspieler und -trainer
- Crook, Isabel (1915–2023), kanadisch-britische Anthropologin
- Crook, John (1930–2011), britischer Verhaltensforscher, Lehrer des Chan- bzw. Zen-Buddhismus
- Crook, John Anthony (1921–2007), britischer Althistoriker
- Crook, Mackenzie (* 1971), britischer SchauspielerMackenzie Crook (* 1971)

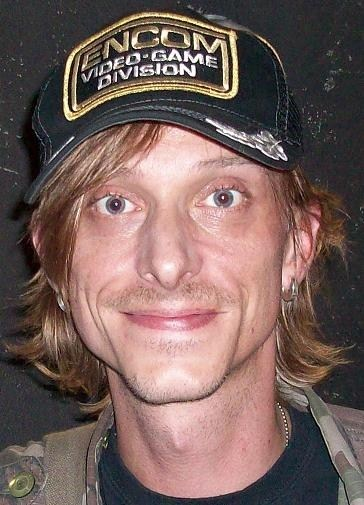
Mackenzie Crook (* 1971)

- Crook, Paul Edwin (1915–2004), britischer Offizier
- Crook, Peter (* 1993), britischer Freestyle-Skier von den Britischen Jungferninseln
- Crook, T. Mewburn (1869–1949), englischer Bildhauer
- Crook, Thurman C. (1891–1981), US-amerikanischer Politiker
- Crook, Tony (1920–2014), britischer Rennfahrer, Unternehmer
- Crooke, Philip S. (1810–1881), US-amerikanischer Jurist und Politiker
- Crooke, Stanley T. (* 1945), Pharmakologe und Unternehmer
- Crooke, William (1848–1923), britischer Ethnologe, Historiker, Folklorist, Indologe und Kolonialbeamter
- Crooked I (* 1978), US-amerikanischer Rapper
- Crookes, Joy (* 1998), britische Singer-SongwriterinJoy Crookes (* 1998)

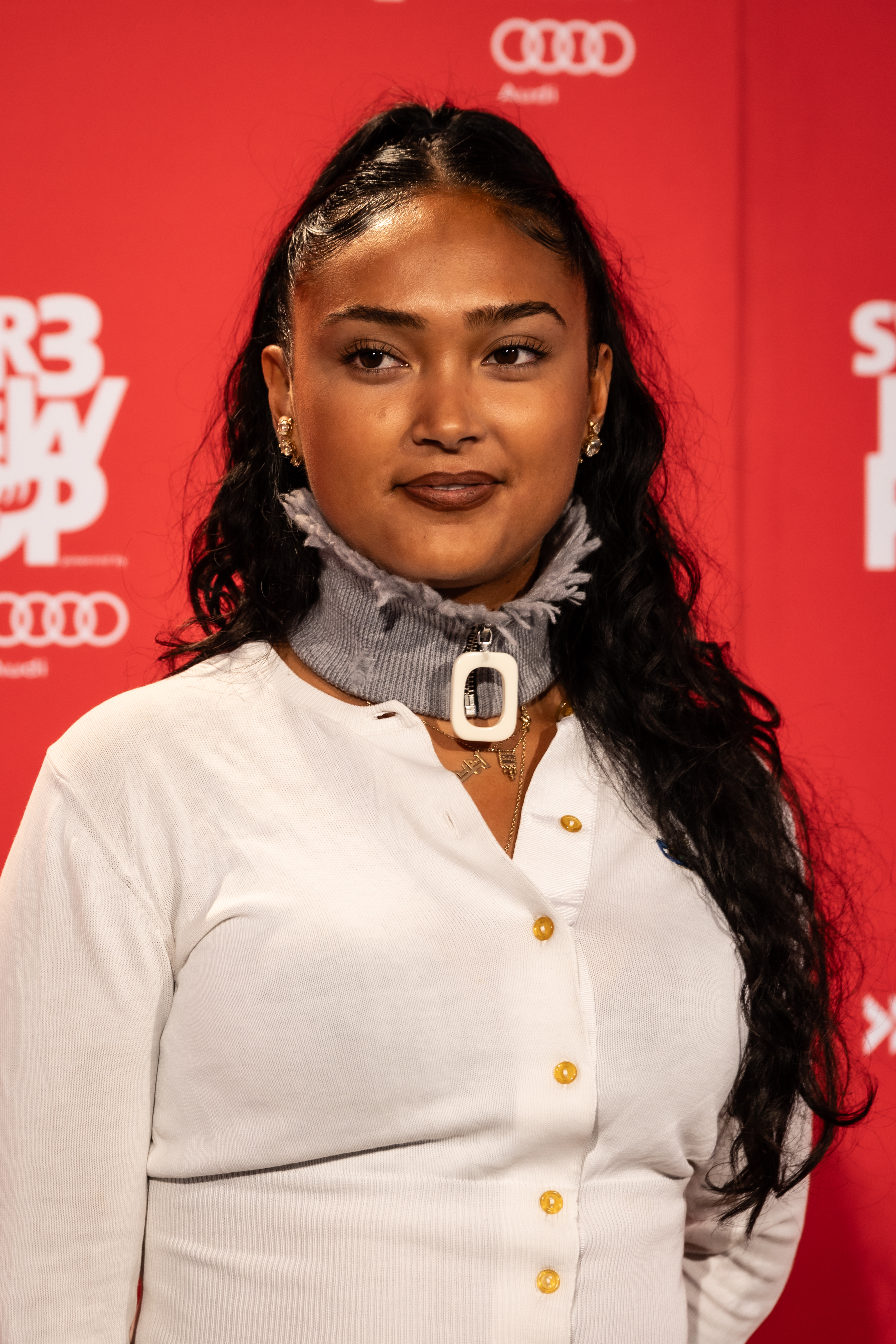
Joy Crookes (* 1998)

- Crookes, Marguerite (1898–1991), neuseeländische Malerin, Botanikerin und Autorin
- Crookes, William (1832–1919), britischer Physiker, Chemiker und Wissenschaftsjournalist
- Crookham, Charles (1923–2004), US-amerikanischer Offizier, Jurist, Politiker und Militärhistoriker
- Crooks, Charmaine (* 1962), kanadische Sprinterin und Mittelstreckenläuferin jamaikanischer Herkunft
- Crooks, Darrell († 2022), US-amerikanischer Jazz- und Rhythm-&-Blues-Musiker (Gitarre)
- Crooks, Jillian (* 2006), kaimanianische Schwimmerin
- Crooks, Lee (* 1978), englischer Fußballspieler
- Crooks, Matt (* 1994), englischer Fußballspieler
- Crooks, Richard (1900–1972), US-amerikanischer Sänger
- Crooks, Richard († 2014), US-amerikanischer Jazz- und Studiomusiker (Schlagzeuger)
- Crooks, Robert, kanadischer Schauspieler und Synchronsprecher
- Crooks, Sammy (1908–1981), englischer Fußballspieler
- Crooks, Sean (* 1983), kanadischer Skilangläufer
- Crooks, Shree (* 2005), US-amerikanische Schauspielerin
- Crooks, Thomas Matthew (2003–2024), US-amerikanischer Attentäter
- Crooks, Timothy (* 1949), britischer Ruderer
- Crookshank, Harry, 1. Viscount Crookshank (1893–1961), britischer Politiker, Mitglied des House of Commons
- Croome, Collin (* 1971), deutscher Unternehmer und Autor
- Croon, Bernardus (1886–1960), niederländischer Ruderer
- Croon, Hans (1896–1977), deutscher Textilfabrikant und Präsident der IHK Aachen
- Croon, Hans (1936–1985), niederländischer Fußballtrainer
- Croon, Helmuth (1906–1994), deutscher Historiker und Archivar
- Croon, Jan van der († 1665), kaiserlicher Feldmarschallleutnant und Militärkommandant
- Croon, Jorrit (* 1998), niederländischer Hockeyspieler
- Croon, Liane (1927–2000), deutsche Schauspielerin und Operettensoubrette
- Croon, Maria (1891–1983), deutsche Schriftstellerin
- Croon, Theodor (1837–1909), deutscher Fabrikant und Politiker
- Croon, Theodorus van der (1668–1739), altkatholischer Erzbischof von Utrecht
- Croon, Waldemar (1916–2013), deutscher Tuchfabrikant und Unternehmer
- Croona, Per-Henrik (* 1977), schwedischer Badmintonspieler
- Croone, William (1633–1684), britischer Arzt
- Croonen, Marcus (* 1964), deutscher Fußballtorwart
- Croonen, Maria (1925–2021), deutsche Opernsängerin (Sopran)
- Croonenberg, Anna Richardina († 1808), niederländische Dichterin
- Croos, Anthonie Jansz. van der, flämischer Maler
- Croos, Peter Antony Wyman (* 1967), sri-lankischer römisch-katholischer Geistlicher, Bischof von Ratnapura
- Croos-Müller, Claudia (* 1951), deutsche Ärztin und Fachbuchautorin

### Crop
- Cropanese, Alexandre (* 1993), französischer Fußballspieler
- Cröpelin, Hinrich (* 1647), ostfriesischer Meister der Holzschneidekunst
- Cröpelin, Jacob († 1679), Meister der Holzschneidekunst
- Crophius, Ludwig (1792–1861), österreichischer Geistlicher, Abt von Stift Rein
- Cropp, Ben (* 1936), australischer Dokumentarfilmer, Naturschützer und ehemaliger sechsfacher australischer Meister im Speerfischen
- Cropp, Friedrich (1790–1832), deutscher Rechtslehrer und Instanzrichter
- Cropp, Friedrich (1805–1889), deutscher Kaufmann und Privatgelehrter
- Cropp, Friedrich Ludwig Christian (1718–1796), deutscher Arzt, Bücher- und Kunstsammler
- Cropp, Fritz (1887–1984), deutscher Arzt, Medizinalbeamter und Nationalsozialist
- Cropp, Hillart (1808–1861), deutscher Jurist, Abgeordneter der Frankfurter Nationalversammlung
- Cropp, Jack (1927–2016), neuseeländischer Segler
- Cropp, Johann Albrecht (1927–2020), deutscher Fotograf, Journalist und Autor
- Cropp, Johann Friedrich August (1815–1862), Hamburger Jurist
- Cropp, Karl (1830–1885), deutscher Jurist und Hamburger Senator
- Cropp, Walther (1890–1964), deutscher Komponist, Musikpädagoge und Musikdirektor
- Cropp, Wolf-Ulrich (* 1941), deutscher Schriftsteller
- Cropper, Dave (1945–2016), britischer Mittelstreckenläufer
- Cropper, Steve (* 1941), US-amerikanischer Gitarrist, Produzent und SongwriterSteve Cropper (* 1941)

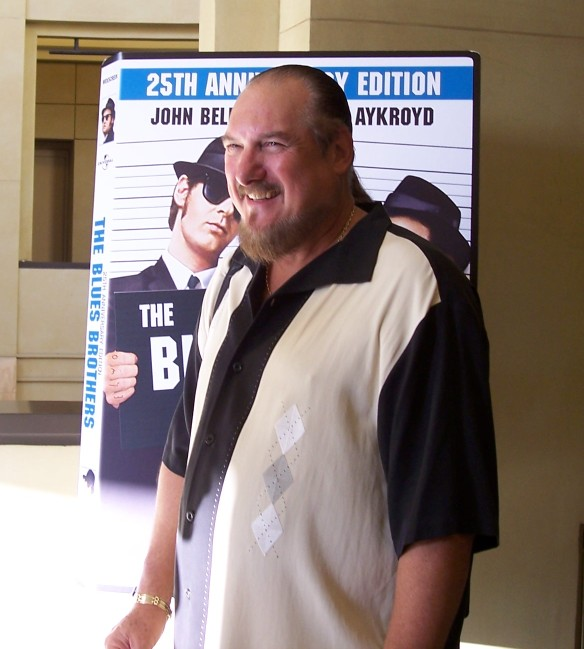
Steve Cropper (* 1941)

- Cropper, William (1862–1889), englischer Cricket- und Fußballspieler
- Cropsey, Jasper Francis (1823–1900), US-amerikanischer Maler

### Croq
- Croquette, Vincent (* 1956), französischer Physiker

### Cror
- Crorkin, Colin (* 1957), britischer Diplomat

### Cros
- Cros, Charles (1842–1888), französischer Dichter und Erfinder
- Cros, Guillaume (* 1995), französischer Fußballspieler
- Cros, Henry (1840–1907), französischer Glaskünstler
- Cros, Pierrick (* 1991), französischer Fußballspieler
- Cros, Pierrick (* 1992), französischer Fußballspieler
- Cros, Yves (1923–1995), französischer Leichtathlet und Olympiateilnehmer
- Crosa, Giacomo (* 1947), italienischer Journalist und ehemaliger Hochspringer
- Crosa, Martín (* 1986), uruguayischer Rugbyspieler
- Crosa, Orfeo, uruguayischer Botaniker
- Crosariol, Andrea (* 1984), italienischer Basketballspieler
- Crosas, Marc (* 1988), spanischer Fußballspieler
- Crosato, Giambattista († 1758), italienischer Maler und Freskant
- Crosbie, Annette (* 1934), britische Schauspielerin
- Crosbie, Ernest (1909–1979), US-amerikanischer Geher
- Crosbie, John (1931–2020), kanadischer Politiker, Vizegouverneur von Neufundland und Labrador
- Crosbie, Nicolas (* 1980), französischer Radrennfahrer
- Crosbie, Robert (1849–1919), kanadisch-US-amerikanischer Theosoph
- Crosbie, Tim, Filmtechniker für visuelle Effekte
- Crosby, Alfred W. (1931–2018), US-amerikanischer Historiker, der bis zu seiner Emeritierung 1999 an der University of Texas at Austin wirkte
- Crosby, Andrew (* 1965), kanadischer Ruderer
- Crosby, Bing (1903–1977), US-amerikanischer Sänger und SchauspielerBing Crosby (1903–1977)

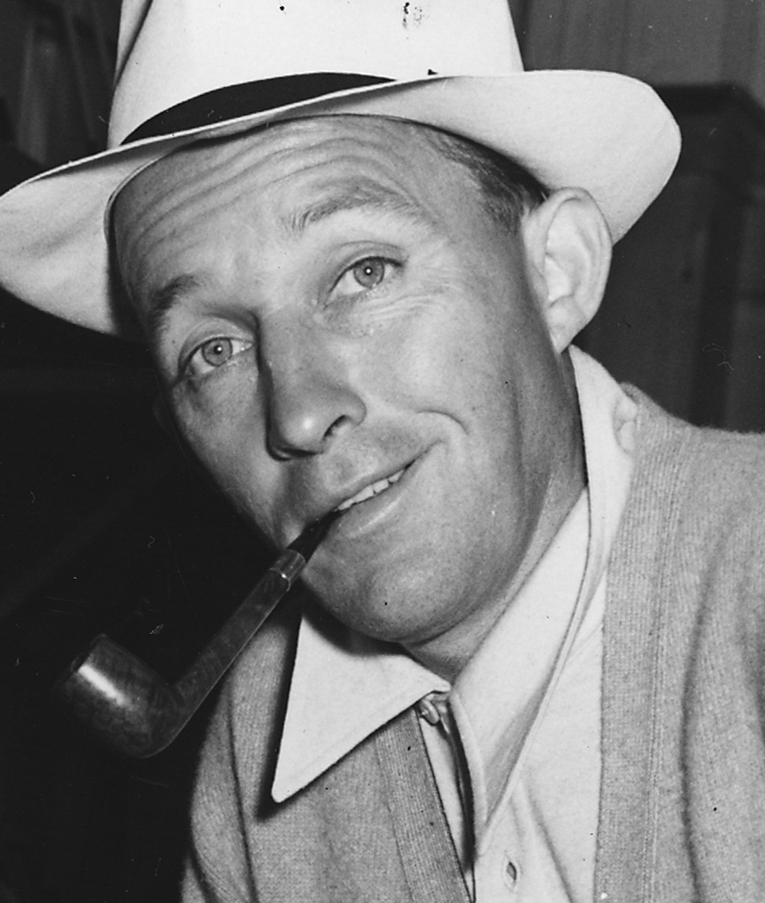
Bing Crosby (1903–1977)

- Crosby, Bob (1913–1993), amerikanischer Sänger und Schauspieler
- Crosby, Cathy Lee (* 1944), US-amerikanische Schauspielerin
- Crosby, Charles (* 1931), US-amerikanischer Jazzmusiker
- Crosby, Charles N. (1876–1951), US-amerikanischer Politiker
- Crosby, Charlotte (* 1990), englische Moderatorin
- Crosby, David (1941–2023), US-amerikanischer Gitarrist, Sänger und SongwriterDavid Crosby (1941–2023)

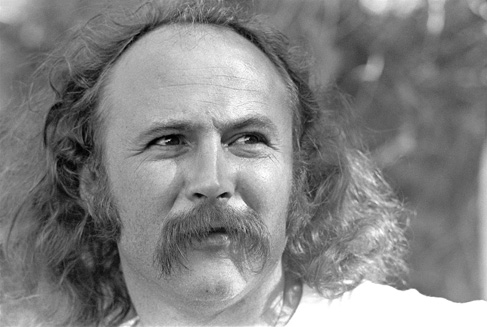
David Crosby (1941–2023)

- Crosby, David Douglas (* 1949), kanadischer Ordensgeistlicher, Bischof von Hamilton
- Crosby, Dawn (1963–1996), US-amerikanische Sängerin
- Crosby, Denise (* 1957), US-amerikanische Schauspielerin
- Crosby, Elizabeth C. (1888–1983), US-amerikanische Neuroanatomin
- Crosby, Ellen (* 1953), US-amerikanische Schriftstellerin und Journalistin
- Crosby, Fanny (1820–1915), US-amerikanische Dichterin geistlicher Texte
- Crosby, Floyd (1899–1985), US-amerikanischer Kameramann
- Crosby, Gary (1933–1995), US-amerikanischer Schauspieler
- Crosby, Gary (* 1955), britischer Jazzmusiker
- Crosby, Graeme (* 1955), neuseeländischer Motorradrennfahrer
- Crosby, Harry (* 1958), US-amerikanischer Investmentbanker und Schauspieler
- Crosby, Henry (1870–1949), australischer Politiker, Abgeordneter
- Crosby, Howard (1826–1891), US-amerikanischer Klassischer Philologe, presbyterianischer Geistlicher und Hochschullehrer
- Crosby, Israel (1919–1962), US-amerikanischer Jazzbassist
- Crosby, Joan (1920–2013), englische Tischtennisspielerin
- Crosby, John, US-amerikanischer Schauspieler
- Crosby, John C. (1859–1943), US-amerikanischer Jurist und Politiker
- Crosby, John F. (* 1944), US-amerikanischer Philosoph
- Crosby, John Schuyler (1839–1914), US-amerikanischer Politiker (Republikanische Partei)
- Crosby, Margaret (1901–1972), US-amerikanische Klassische Archäologin
- Crosby, Mary (* 1959), US-amerikanische Schauspielerin
- Crosby, Mason (* 1984), US-amerikanischer American-Football-Spieler
- Crosby, Maxx (* 1997), US-amerikanischer American-Football-SpielerMaxx Crosby (* 1997)

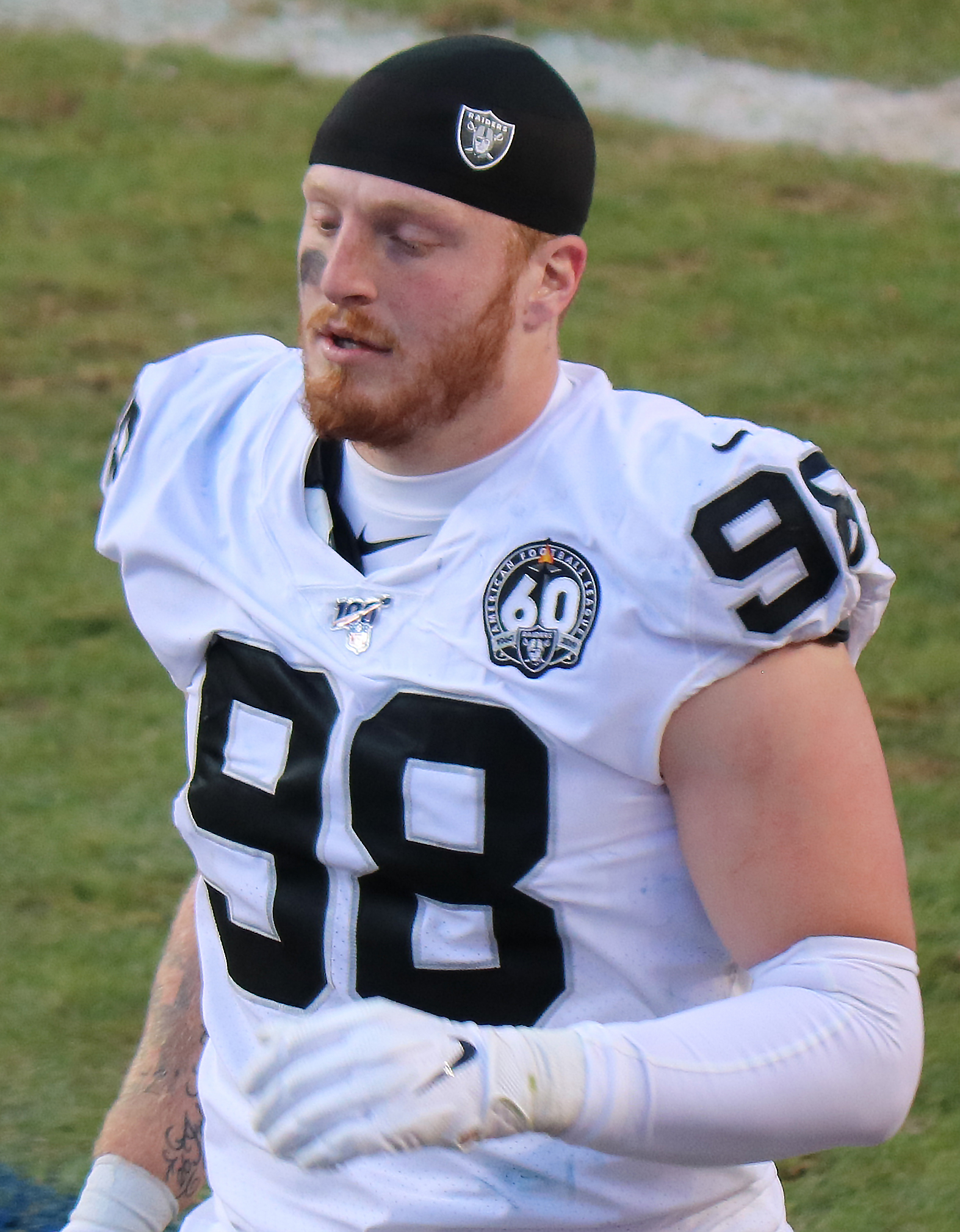
Maxx Crosby (* 1997)

- Crosby, Moreau S. (1839–1893), US-amerikanischer Politiker
- Crosby, Norm (1927–2020), US-amerikanischer Komiker
- Crosby, Olivia, US-amerikanische Schauspielerin
- Crosby, Percy (1891–1964), US-amerikanischer Comiczeichner
- Crosby, Philip B. (1926–2001), US-amerikanischer Qualitätsmanager
- Crosby, Robbin (1959–2002), US-amerikanischer Gitarrist und Songwriter
- Crosby, Robert B. (1911–2000), US-amerikanischer Politiker
- Crosby, Sidney (* 1987), kanadischer EishockeyspielerSidney Crosby (* 1987)

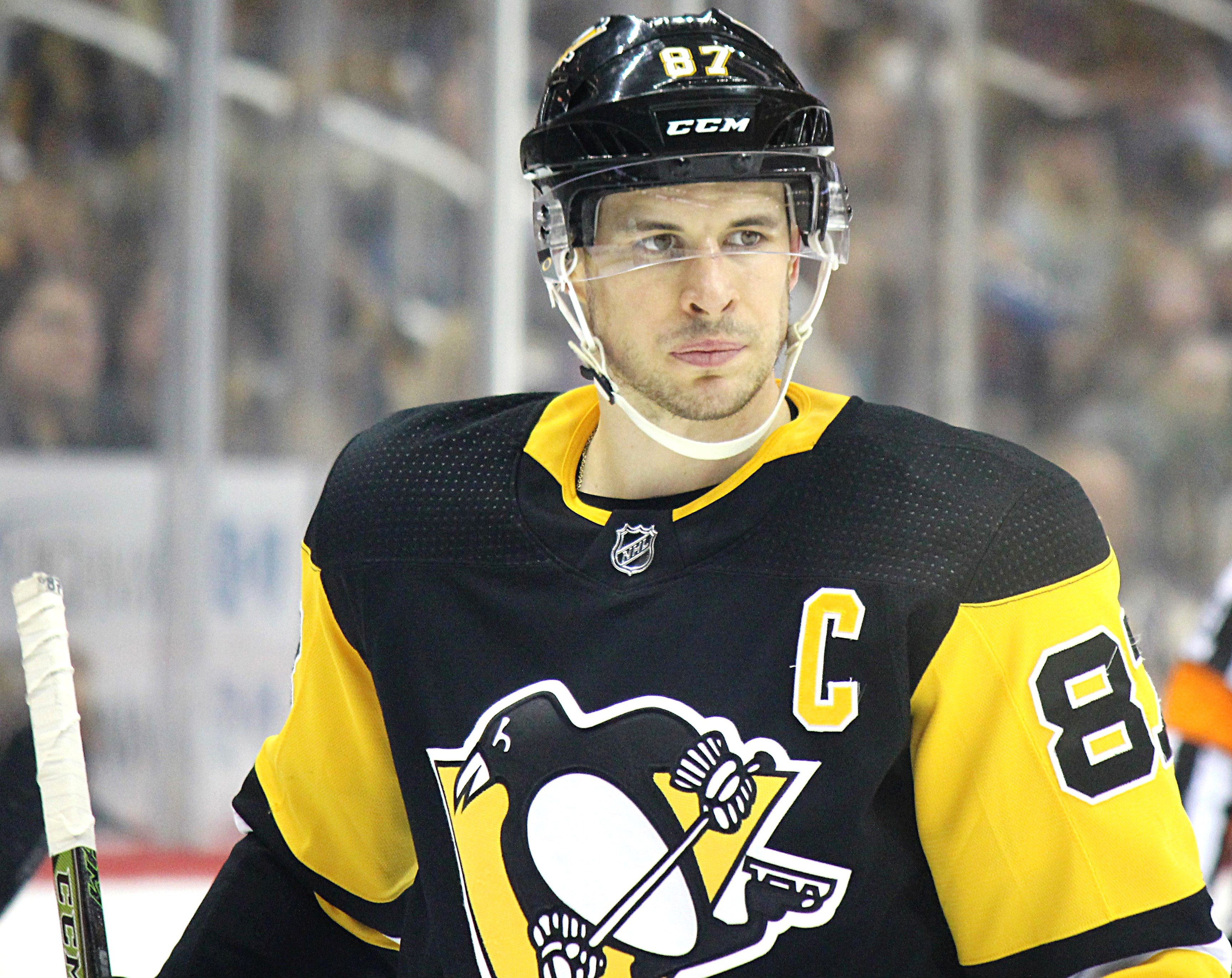
Sidney Crosby (* 1987)

- Crosby, William G. (1805–1881), Gouverneur von Maine
- Crosby, William Otis (1850–1925), US-amerikanischer Geologe
- Crose, William Michael (1867–1929), US-amerikanischer Marineoffizier
- Croset, Laure Mi Hyun (* 1973), Schweizer Schriftstellerin
- Crosetto, Frederick Arthur (* 1963), maltesischer Skilangläufer
- Crosetto, Guido (* 1963), italienischer Politiker
- Croshaw, Ben (* 1983), englischer Computerspiel-Journalist
- Croshere, Austin (* 1975), US-amerikanischer Basketballspieler
- Crosini von Bonporto, Anton (1581–1663), Bischof von Brixen
- Crosio, Luigi (1834–1916), italienischer Maler
- Crosio, Silvia (* 1999), italienische Ruderin
- Crosland, Alan (1894–1936), US-amerikanischer Filmregisseur
- Crosland, Anthony (1918–1977), britischer Politiker (Labour), Mitglied des House of Commons, Außenminister und sozialistischer Theoretiker
- Crosland, Camilla Dufour (1812–1895), britische Schriftstellerin und Journalistin
- Crosland, Maurice (1931–2020), britischer Chemiehistoriker
- Crosley, Reginald (1937–2020), haitianischer Internist und Schriftsteller
- Crosman, John S. (1820–1884), US-amerikanischer Politiker
- Crosner, Alexius, deutscher Theologe
- Crosnier, Alain (1930–2021), französischer Meeresbiologe und Krebstierforscher
- Cross, Art (1918–2005), US-amerikanischer Formel-1-Rennfahrer
- Cross, Ben (1947–2020), britischer Schauspieler
- Cross, Beverley (1931–1998), britischer Librettist für Opern und Musicals sowie Drehbuchautor
- Cross, Burton M. (1902–1998), US-amerikanischer Politiker, Gouverneur von Maine
- Cross, Charles (* 2000), US-amerikanischer American-Football-Spieler
- Cross, Charles Frederick (1855–1935), britischer Chemiker
- Cross, Charles Whitman (1854–1949), US-amerikanischer Geologe und Petrograph
- Cross, Chris (1952–2024), britischer Musiker
- Cross, Chris (* 1994), österreichischer Tänzer, Choreograf und künstlerischer Leiter
- Cross, Christopher (* 1951), US-amerikanischer Sänger und Songschreiber
- Cross, Cory (* 1971), kanadischer Eishockeyspieler und -trainer
- Cross, David (* 1949), englischer Musiker und Musikproduzent
- Cross, David (* 1964), US-amerikanischer Schauspieler, Standup-Comedian und SynchronsprecherDavid Cross (* 1964)

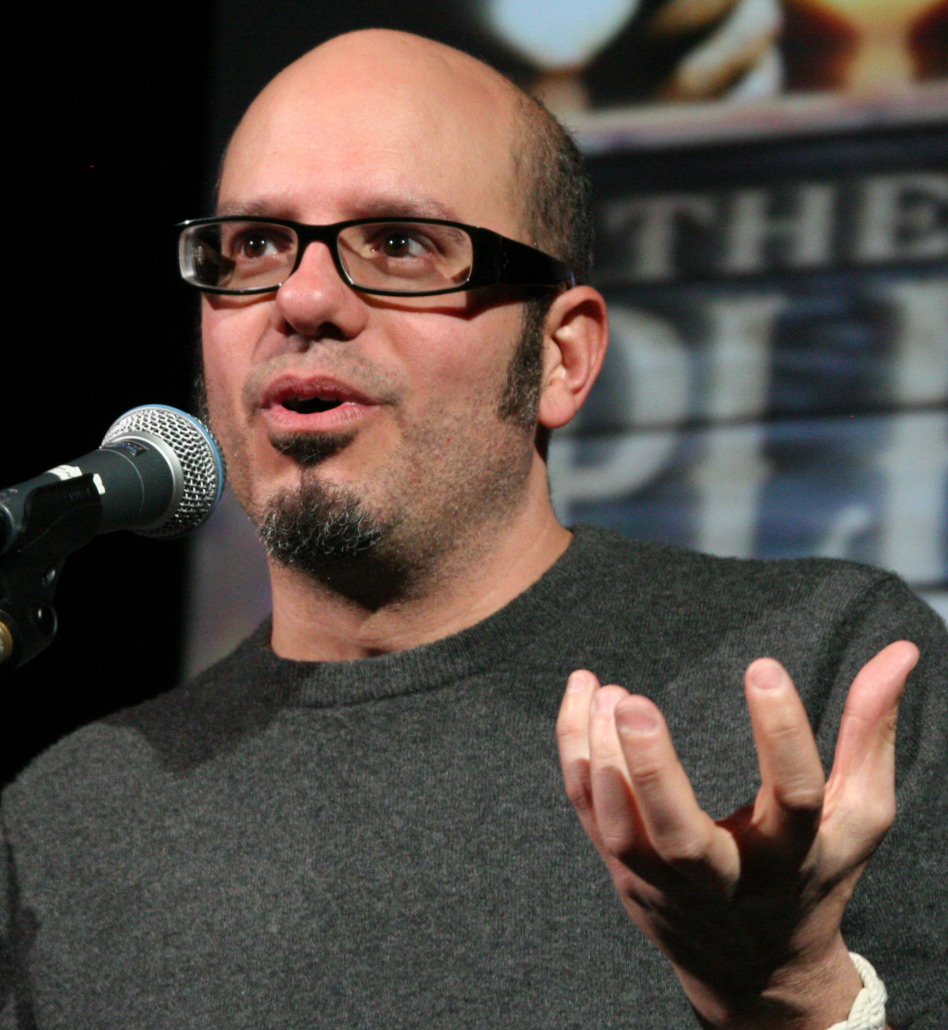
David Cross (* 1964)

- Cross, Donna Woolfolk (* 1947), US-amerikanische Schriftstellerin
- Cross, Earl (1933–1987), US-amerikanischer Jazztrompeter (auch Mellophon, Piano)
- Cross, Edward († 1854), britischer Menageriebesitzer und Zoodirektor
- Cross, Edward (1798–1887), US-amerikanischer Jurist und Politiker
- Cross, Éliska (* 1986), französische Schauspielerin
- Cross, Else (1902–1987), österreichisch-englische Pianistin und Klavierpädagogin
- Cross, Emily (* 1979), Neurowissenschaftlerin und Tänzerin
- Cross, Emily (* 1986), US-amerikanische Florettfechterin
- Cross, Eric (1902–2004), britischer Kameramann
- Cross, Ethan, amerikanischer Schriftsteller
- Cross, Frank M. (1921–2012), US-amerikanischer Alttestamentler und Paläograph
- Cross, Gabriel (* 1987), britischer Pornodarsteller
- Cross, Geoffrey, Baron Cross of Chelsea (1904–1989), britischer Richter
- Cross, George A. M. (* 1942), britisch-US-amerikanischer Molekularbiologe und Parasitologe
- Cross, Gillian (* 1945), britische Kinderbuchautorin
- Cross, Hannah (* 1997), australische Synchronschwimmerin
- Cross, Hardy (1885–1959), US-amerikanischer Bauingenieur
- Cross, Henri Edmond (1856–1910), französischer neoimpressionistischer MalerHenri Edmond Cross (1856–1910)

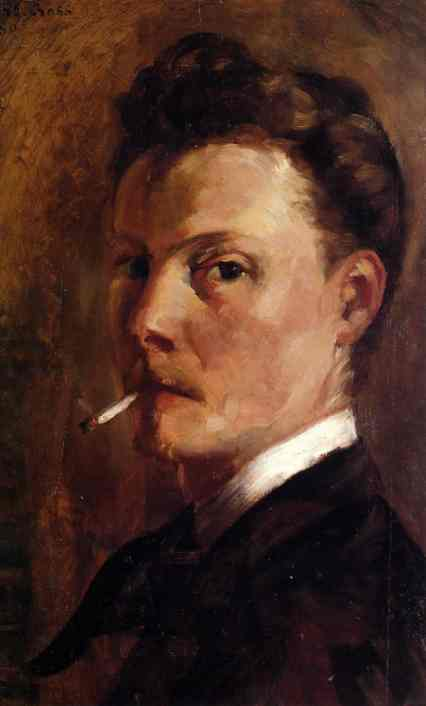
Henri Edmond Cross (1856–1910)

- Cross, Hugh (1904–1970), US-amerikanischer Country-Sänger
- Cross, Hugh W. (1896–1972), US-amerikanischer Politiker
- Cross, J., schottischer Fußballspieler
- Cross, James Richard (1921–2021), britischer Diplomat
- Cross, Jennifer (* 1992), kanadische Volleyballspielerin
- Cross, Jerome (* 1996), kanadischer Volleyballspieler
- Cross, Jessie (1909–1986), US-amerikanische Sprinterin
- Cross, Joan (1900–1993), britische Opernsängerin (Sopran)
- Cross, Joseph (1843–1913), US-amerikanischer Jurist und Politiker
- Cross, Joseph (* 1986), US-amerikanischer Schauspieler und Filmproduzent
- Cross, Josiah, US-amerikanischer Filmschauspieler
- Cross, Kate (* 1991), englische Cricketspielerin
- Cross, Kayla (* 2005), kanadische Tennisspielerin
- Cross, Kendall (* 1968), US-amerikanischer Ringer
- Cross, Kenneth Brian Boyd (1911–2003), britischer Offizier der Royal Air Force
- Cross, Larry (1913–1976), kanadischer Schauspieler
- Cross, Marcia (* 1962), US-amerikanische SchauspielerinMarcia Cross (* 1962)

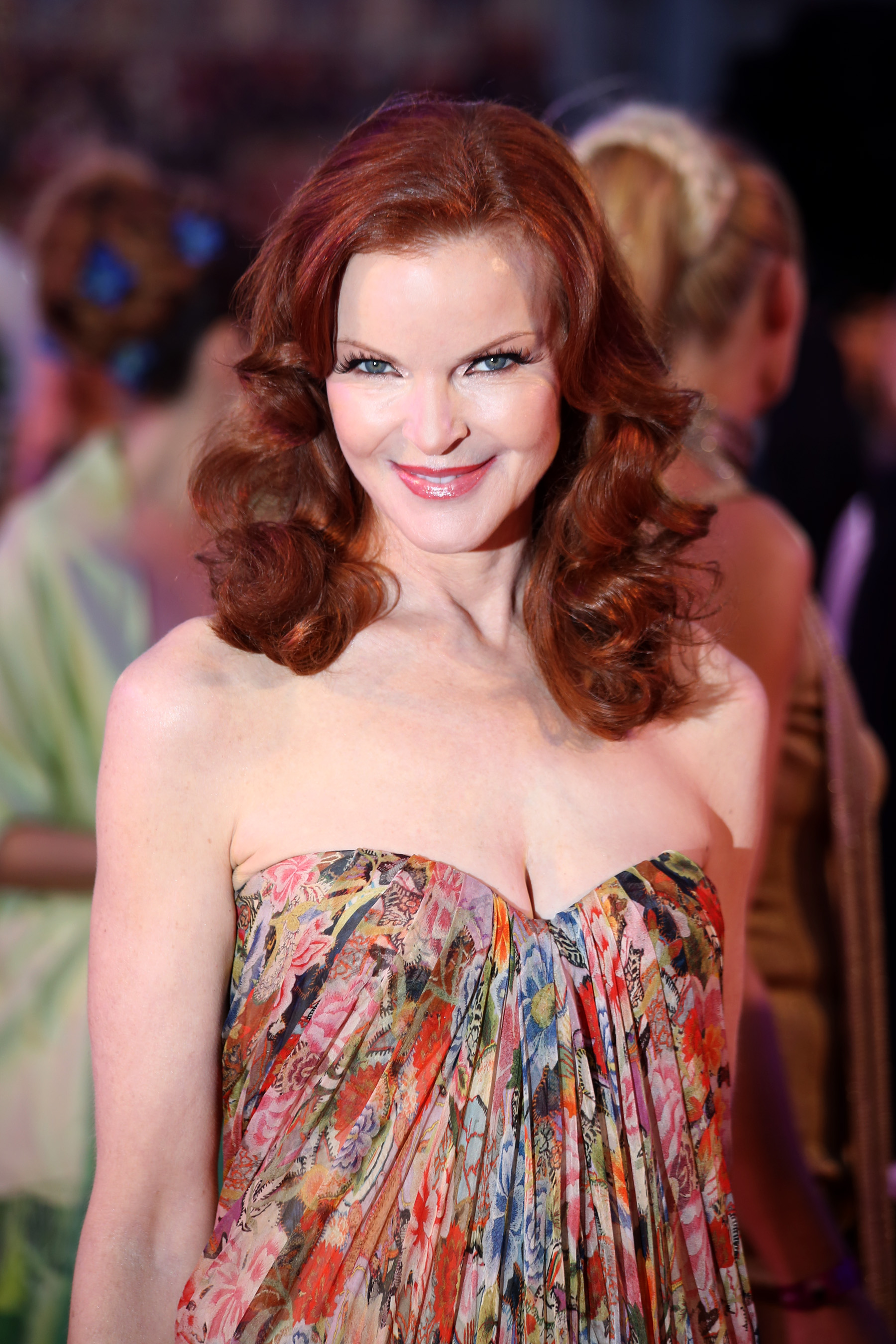
Marcia Cross (* 1962)

- Cross, Martin (* 1957), britischer Ruderer
- Cross, Matthew (* 1992), schottischer Cricketspieler
- Cross, Misha (* 1989), polnische Pornodarstellerin
- Cross, Nathaniel, britischer Jazzmusiker (Posaune)
- Cross, Neil (* 1969), britischer Autor und Drehbuchautor
- Cross, Nicole (* 1993), deutsche Popsängerin
- Cross, Niki (* 1985), US-amerikanische Fußballspielerin
- Cross, Nikki (* 1989), schottische Wrestlerin
- Cross, Oliver H. (1868–1960), US-amerikanischer Politiker
- Cross, Richard, 1. Viscount Cross (1823–1914), britischer Jurist und Politiker
- Cross, Rob (* 1990), englischer Dartspieler
- Cross, Roger (* 1969), jamaikanisch-kanadischer SchauspielerRoger Cross (* 1969)

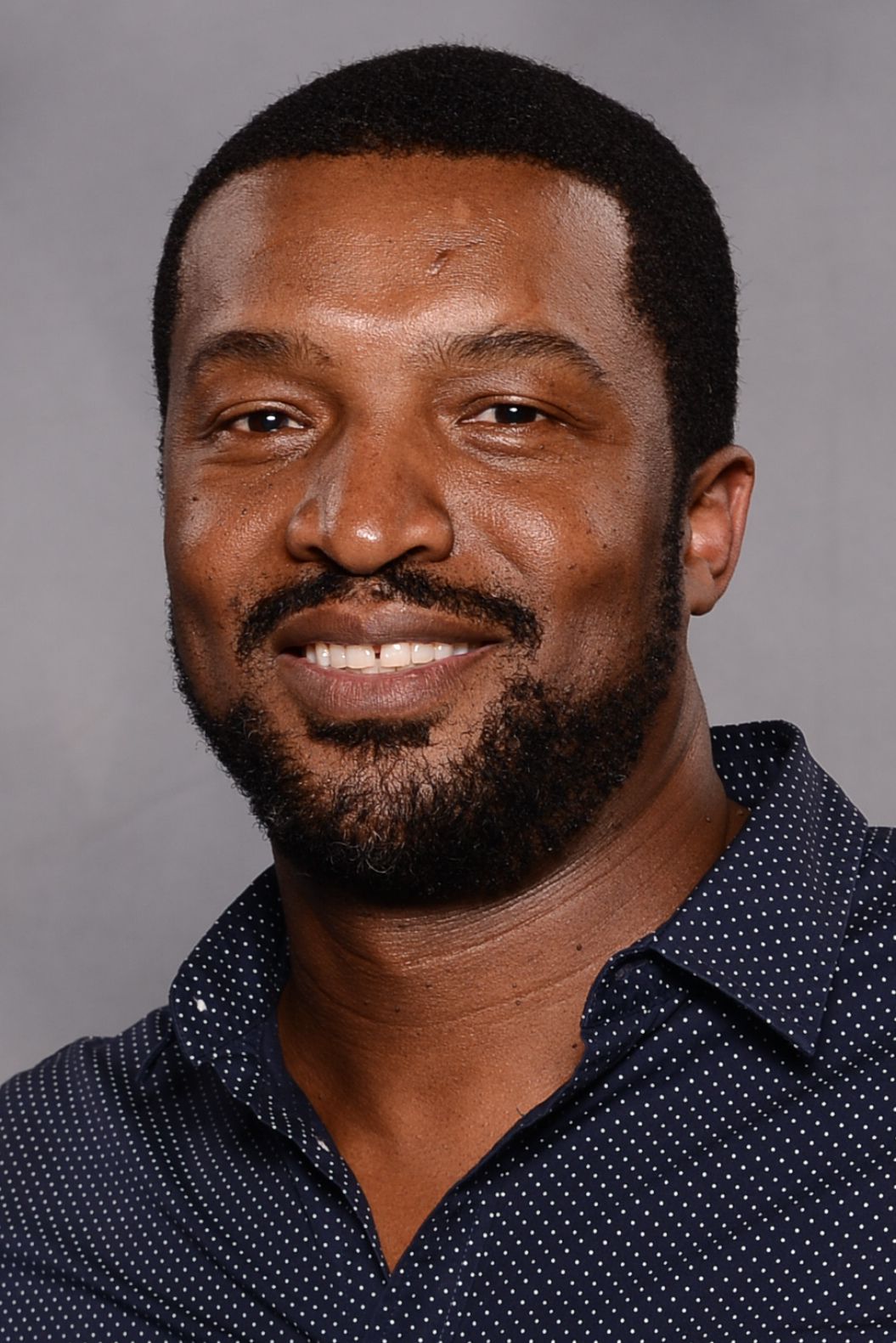
Roger Cross (* 1969)

- Cross, Ronald (1896–1968), britischer Politiker, Mitglied des House of Commons und Gouverneur von Tasmanien
- Cross, Roy (1924–2024), britischer Marinemaler
- Cross, Sidney (1891–1964), britischer Turner
- Cross, Stewart (1928–1989), britischer Theologe; Bischof von Blackburn
- Cross, Theon (* 1993), britischer Jazzmusiker (Tuba, auch Posaune)
- Cross, Tim (* 1951), britischer Militär, Generalmajor der britischen Armee
- Cross, Tim (1955–2012), englischer Musiker, Produzent und Arrangeur
- Cross, Tom, US-amerikanischer Filmeditor
- Cross, Wilbur Lucius (1862–1948), US-amerikanischer Geschäftsmann, Politiker und Gouverneur von Connecticut
- Cross, William (* 1962), kanadischer Politikwissenschaftler
- Cross-Battle, Tara (* 1968), US-amerikanische Volleyballspielerin
- Crossan, John Dominic (* 1934), irisch-amerikanischer katholischer Theologe, Historiker und Autor
- Crossan, Sarah (* 1981), irische Schriftstellerin
- Crossby, N. Robin (1954–2008), kanadischer Spieleautor
- Crosse, Andrew (1784–1855), britischer Naturforscher
- Crosse, Damien (* 1982), US-amerikanischer Pornodarsteller
- Crosse, Hippolyte (1826–1898), französischer Malakologe
- Crosse, Rupert (1927–1973), US-amerikanischer Filmschauspieler
- Crosse, Simon (1930–2021), britischer Ruderer
- Crossen, Kendell Foster (1910–1981), amerikanischer Krimi- und Science-Fiction-Autor
- Crosser, Robert (1874–1957), US-amerikanischer Politiker (Demokratische Partei)
- Crossett, Howard (1918–1968), US-amerikanischer Bobfahrer
- Crossett, Stan (1900–1992), kanadischer Eishockeyspieler
- Crossey, Mike (* 1979), britischer Musikproduzent
- Crossey, Raphaela, deutsche Schauspielerin und Sängerin
- Crossfield, Albert Scott (1921–2006), US-amerikanischer Testpilot
- Crossingham, Merlin, britischer Animator und Filmregisseur
- Crossland, Edward (1827–1881), US-amerikanischer Politiker
- Crossley, Ada (1871–1929), australische Opernsängerin (Alt)
- Crossley, Albert (1903–1981), US-amerikanischer Radsportler
- Crossley, Alfred (1839–1877), britischer Naturforscher und Taxidermist
- Crossley, Callie (* 1951), US-amerikanische Journalistin, Hörfunk-Moderatorin, Kommentatorin und Filmproduzentin
- Crossley, Geoffrey (1921–2002), englischer Rennfahrer
- Crossley, Geoffrey Allan (1920–2009), britischer Botschafter
- Crossley, Mark (* 1969), walisischer FußballspielerMark Crossley (* 1969)

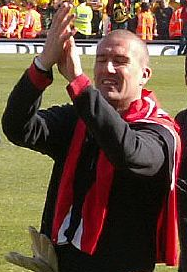
Mark Crossley (* 1969)

- Crossley, Mayu (* 2006), japanische Tennisspielerin
- Crossley, Payton, US-amerikanischer Jazzmusiker (Schlagzeug)
- Crossley, Savile, 1. Baron Somerleyton (1857–1935), britischer Offizier und Politiker (Liberal Party, Liberalen Unionisten), Mitglied des House of Commons
- Crossley, Savile, 3. Baron Somerleyton (1928–2012), britischer Politiker und Peer
- Crossley, Wallace (1874–1943), US-amerikanischer Politiker
- Crossley-Holland, Kevin (* 1941), britischer Schriftsteller im Bereich der Kinder- und Jugendliteratur
- Crossley-Mercer, Edwin (* 1982), französischer Konzert- und Opernsänger (Bariton)
- Crossman, David (* 1970), britischer Kostümbildner
- Crossman, Doug (* 1960), kanadischer Eishockeyspieler und -trainer
- Crossman, Francis (1888–1947), britischer Offizier der British Army, Generalmajor
- Crossman, Jason (* 1990), französischer Eishockeyspieler
- Crossman, Kimberley (* 1990), neuseeländische Schauspielerin und Moderatorin
- Crossman, Mervyn (1935–2017), australischer Hockeyspieler
- Crossman, Richard (1907–1974), britischer Autor und Politiker, Mitglied des House of Commons
- Crossmann, Ernst († 1622), Bildhauer und Baumeister der Weserrenaissance
- Crossmann, Georg († 1612), Bildhauer und Baumeister der Weserrenaissance
- Crößmann, Philipp Peter (1793–1852), deutscher evangelischer Theologe
- Crosson, Iman (* 1982), US-amerikanischer Schauspieler, Imitator und Webvideoproduzent
- Crosswhite, Perry (* 1947), australischer Basketballspieler
- Crosta, Daniele (* 1970), italienischer Florettfechter
- Crosta, Giancarlo (* 1934), italienischer Ruderer
- Crosta, Nicolas de (1900–1972), deutscher Schriftsteller
- Crostarosa, Maria Celeste (1696–1755), italienische Selige, Nonne, Mystikerin und Ordensgründerin
- Crosthwaite, Henry (* 2002), deutsch-englischer Fußballspieler
- Croswell, Charles (1825–1886), US-amerikanischer Politiker
- Croswell, Noel (1909–1964), britischer Polizeibeamter und jamaikanischer Polizeichef

### Crot
- Crotch, George Robert (1842–1874), englischer Insektenkundler
- Crotch, William (1775–1847), englischer Komponist und Organist
- Croteau, Denis (* 1932), kanadischer Ordensgeistlicher, emeritierter Bischof von Mackenzie-Fort Smith
- Croteau, Gary (* 1946), kanadischer Eishockeyspieler
- Crothers, Austin Lane (1860–1912), US-amerikanischer Politiker, Gouverneur von Maryland
- Crothers, Bill (* 1940), kanadischer Mittelstreckenläufer und Sprinter
- Crothers, Connie (1941–2016), US-amerikanische Pianistin und Komponistin des Modern Jazz
- Crothers, Rachel (1878–1958), US-amerikanische Bühnenautorin und Theaterregisseurin
- Crothers, Scatman (1910–1986), US-amerikanischer Sänger, Komponist und SchauspielerScatman Crothers (1910–1986)

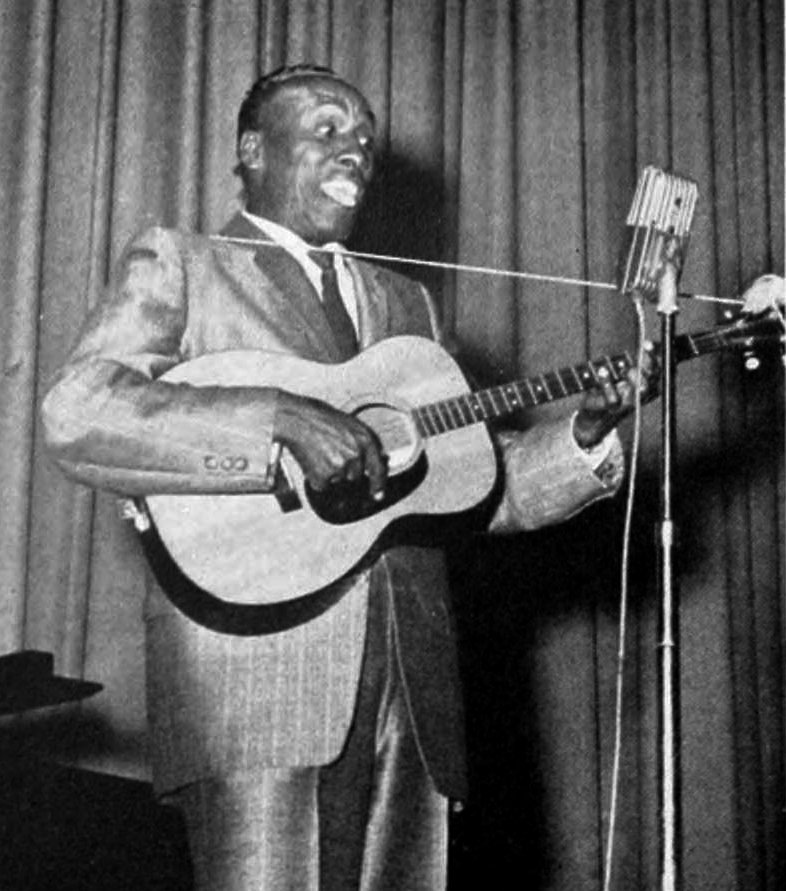
Scatman Crothers (1910–1986)

- Crothers, Will (* 1987), kanadischer Ruderer
- Crotogino, Giuseppe († 1716), italienischer Architekt
- Crott Berthung, Lillian (1922–2021), norwegische Übersetzerin und Autorin
- Crott, Randi (* 1951), deutsche Journalistin
- Crotta, Clarissa (* 1978), Schweizer Springreiterin
- Crotta, Fabio (* 1979), Schweizer Springreiter
- Crottaz, Brigitte (* 1957), Schweizer Politikerin (SP)
- Crottet, Robert (1908–1987), Schweizer Schriftsteller
- Crotti, Jean (1878–1958), schweizerisch-französischer Maler und Graphiker
- Crottier-Combe, Serge (* 1960), französischer Radrennfahrer
- Crotto, Rachel (1958–2025), US-amerikanische Schachspielerin
- Crotty, Kieran (1930–2022), irischer Politiker
- Crotty, Michael Francis (* 1970), irischer Geistlicher, römisch-katholischer Erzbischof und Diplomat des Heiligen Stuhls
- Crotty, Patrick (1902–1970), irischer Politiker, Teachta Dála
- Crotty, Ron (1929–2015), US-amerikanischer Jazzmusiker (Kontrabass)
- Crotus Rubeanus, deutscher Humanist und katholischer Theologe

### Crou
- Crouch, Andraé (1942–2015), US-amerikanischer Gospelsänger und Komponist
- Crouch, Anna Maria (1763–1805), englische Schauspielerin und Opernsängerin (Sopran)
- Crouch, Blake (* 1978), US-amerikanischer SchriftstellerBlake Crouch (* 1978)

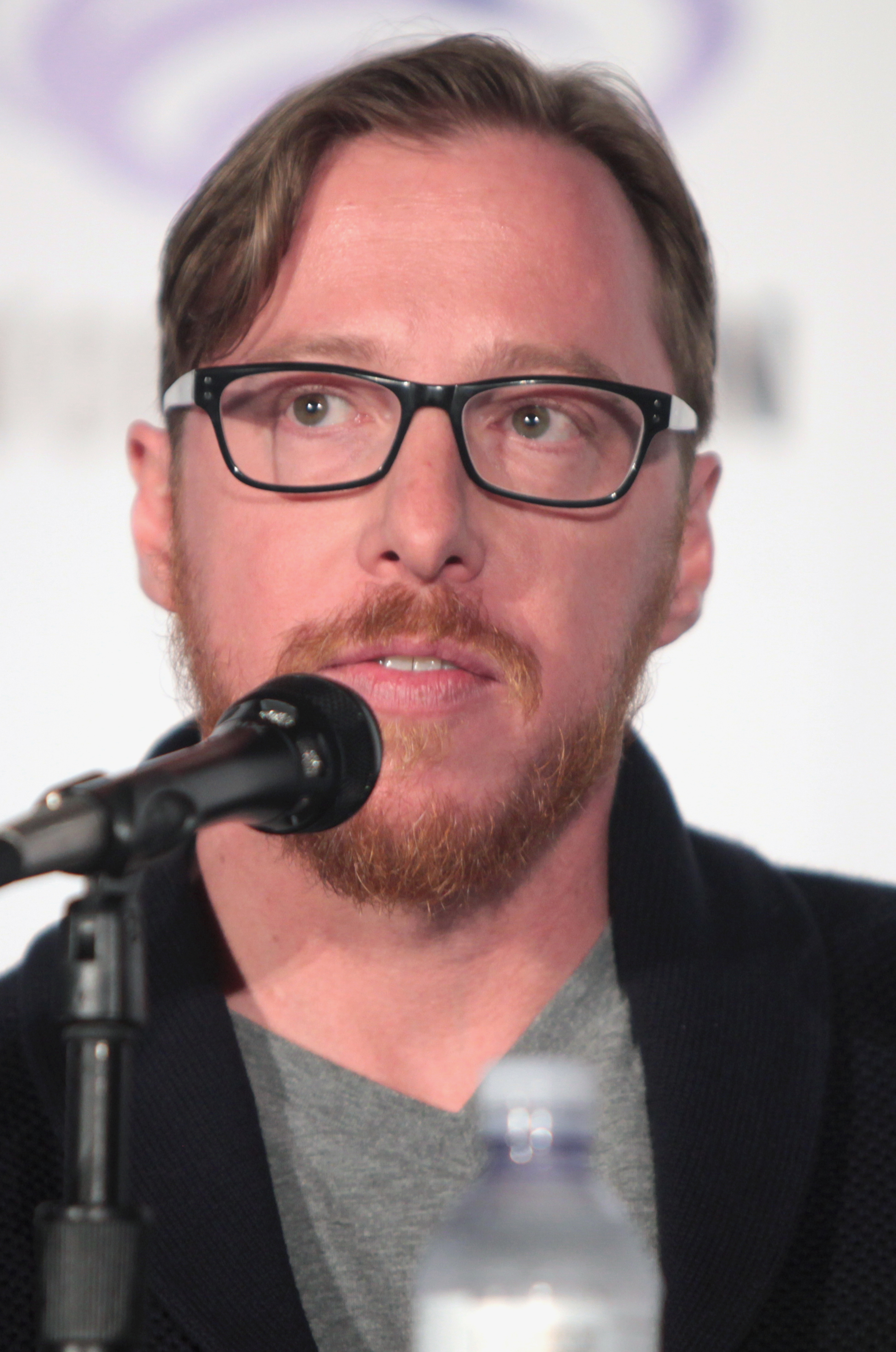
Blake Crouch (* 1978)

- Crouch, Brock (* 1999), US-amerikanischer Snowboarder
- Crouch, Carly Lorraine (* 1982), US-amerikanische evangelische Theologin
- Crouch, Colin (* 1944), britischer Politikwissenschaftler und Soziologe
- Crouch, Colin Stamford (1956–2015), englischer Schachspieler und Schachbuchautor
- Crouch, David (* 1953), britischer Mittelalterhistoriker und Hochschullehrer
- Crouch, Edward (1764–1827), US-amerikanischer Politiker
- Crouch, Graham (1948–2019), australischer Mittel- und Langstreckenläufer
- Crouch, Julia (* 1962), britische Schriftstellerin
- Crouch, Julia, britische Rechtsanwältin und Diplomatin
- Crouch, Julian (* 1962), britischer Bühnen- und Kostümbildner, Theater- und Opernregisseur
- Crouch, Neil R. (* 1967), südafrikanischer Botaniker und Ethnobotaniker
- Crouch, Peter (* 1981), englischer FußballspielerPeter Crouch (* 1981)

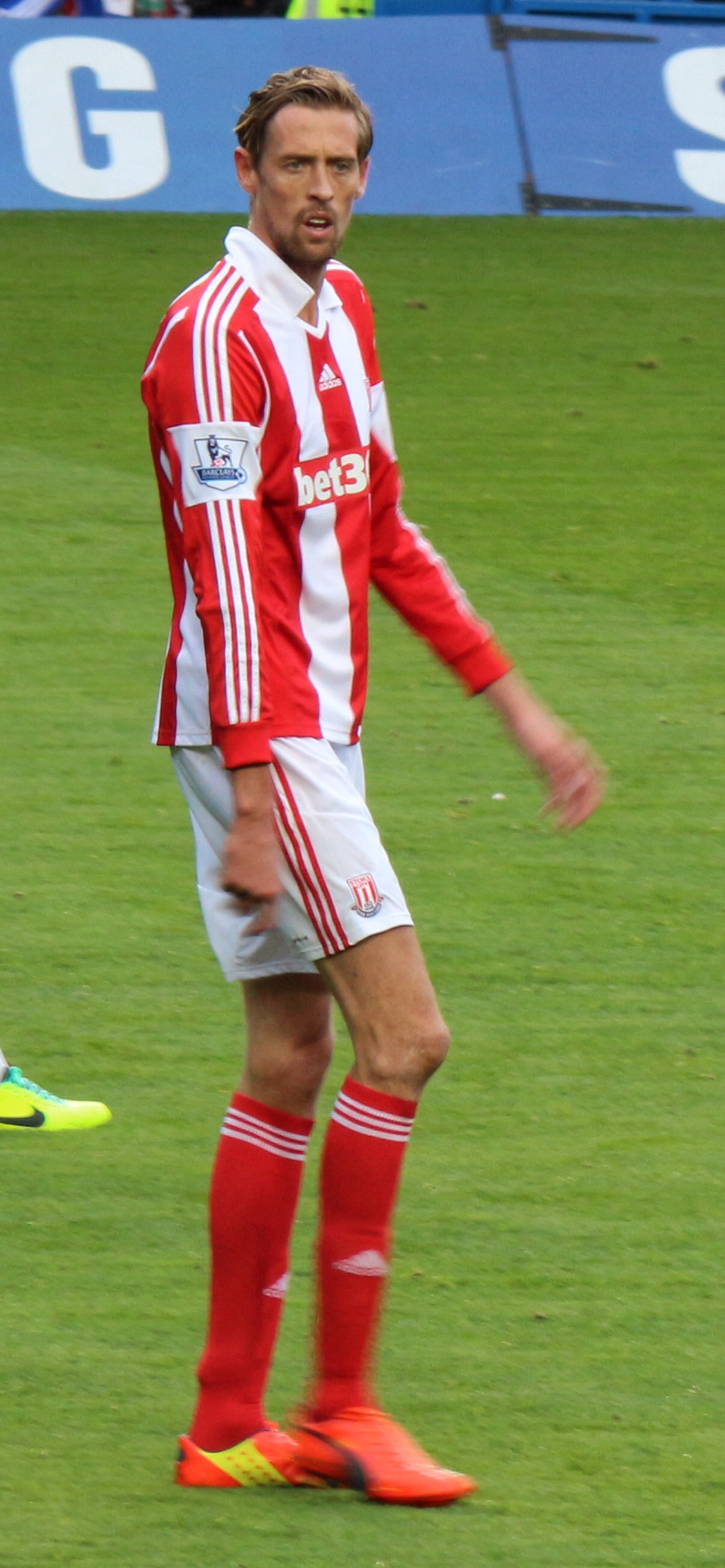
Peter Crouch (* 1981)

- Crouch, Randy (* 1952), US-amerikanischer Countrysänger
- Crouch, Roger K. (* 1940), US-amerikanischer Astronaut
- Crouch, Sandra (1942–2024), amerikanische Soulmusikerin und Gospelsängerin und -songwriterin
- Crouch, Stanley (1945–2020), US-amerikanischer Autor, Musikkritiker und Jazz-Schlagzeuger
- Crouch, Suzanne (* 1952), US-amerikanische Politikerin
- Crouch, William W. (1941–2024), US-amerikanischer General (U.S. Army), Vice Chief of Staff of the Army
- Croucher, Matthew (* 1983), britischer Soldat der Royal Marines
- Crouin, Victor (* 1999), französischer Squashspieler
- Crounse, Lorenzo (1834–1909), US-amerikanischer Politiker
- Crous y Salichs, Camilo Plácido (1896–1985), spanischer römisch-katholischer Ordensgeistlicher, Apostolischer Vikar von Sibundoy
- Crous, Ernst (1882–1967), deutscher Kirchenhistoriker und Bibliothekar
- Crous, Helmut A. (1913–1993), deutscher Journalist und Sammler
- Crous, Jan Willem (* 1902), deutscher Klassischer Archäologe
- Crous, Piet (* 1955), südafrikanischer Boxer
- Crous-Vidal, Enric (1908–1987), spanischer Grafiker, Erfinder von Schriftzeichen und Schriftsteller
- Crousaz, Daniel Ludwig von (1746–1811), preußischer Generalmajor, Chef des Infanterieregiments Nr. 39, Kommandant von Posen
- Crousaz, François-Noé de (1696–1768), kursächsischer Generalleutnant
- Crousaz, Jean-Pierre de (1663–1750), Schweizer Hochschullehrer und Philosoph
- Crousaz, Jeannot De (1822–1883), Schweizer Politiker (FDP)
- Crousaz, Rodolphe de (1710–1776), Schweizer Architekt und Stadtbaumeister
- Crouse, George W. (1832–1912), US-amerikanischer Politiker (Republikanische Partei)
- Crouse, John (1907–1982), US-amerikanischer Spezialeffektkünstler und Maskenbildner
- Crouse, Lawson (* 1997), kanadischer Eishockeyspieler
- Crouse, Lindsay (* 1948), US-amerikanische Schauspielerin
- Crouse, Russel (1893–1966), US-amerikanischer Dramatiker
- Crouser, Ryan (* 1992), US-amerikanischer KugelstoßerRyan Crouser (* 1992)

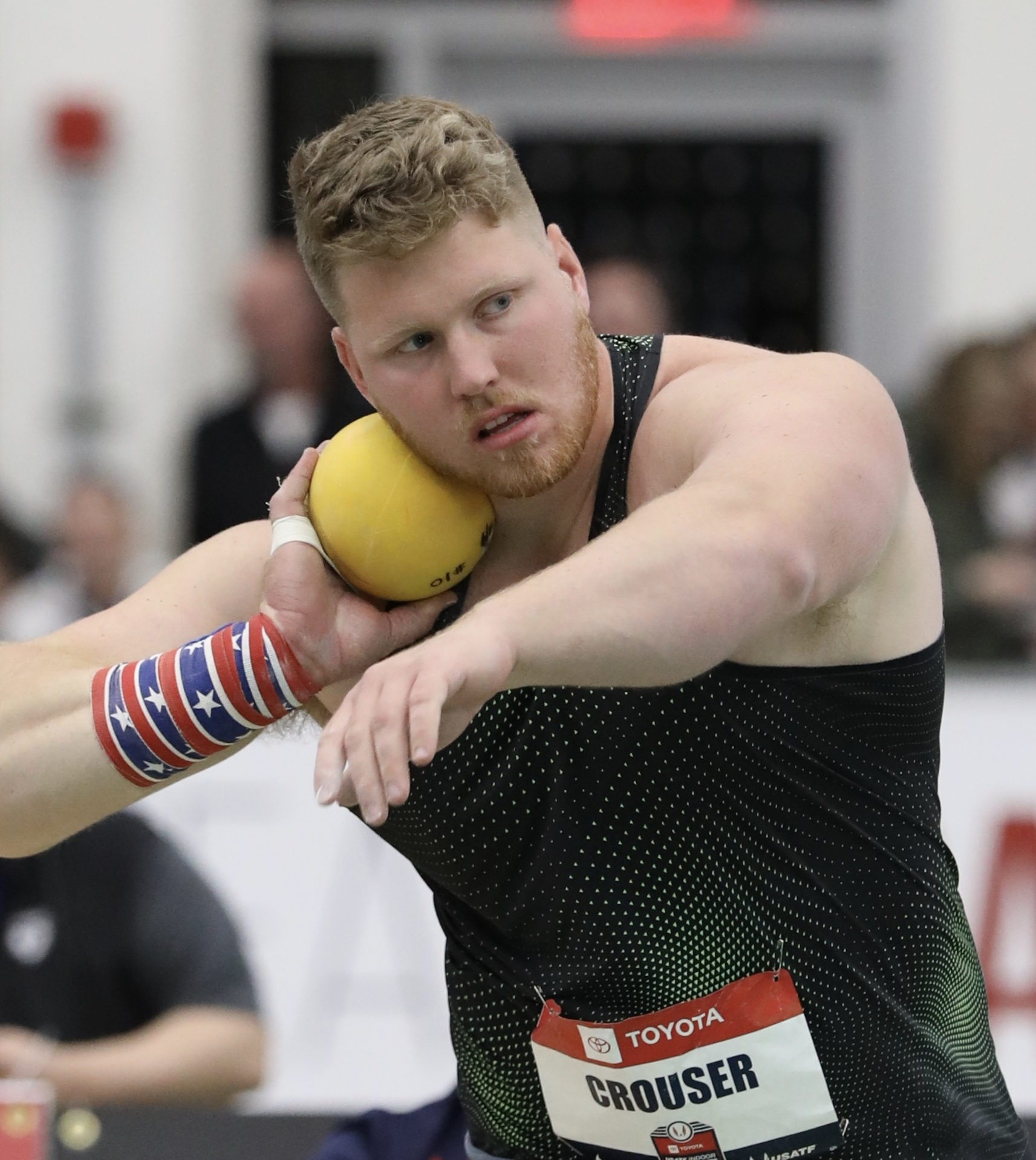
Ryan Crouser (* 1992)

- Crousillat, Antoine-Blaise (1814–1899), französischer Dichter okzitanischer Sprache
- Crousillat, Marc (1960–2022), französischer Wasserballspieler
- Crouwel, Mels (* 1953), niederländischer Architekt
- Crouwel, Willem Hendrik (1928–2019), niederländischer Grafiker, Maler, Hochschullehrer und Museumsdirektor
- Crouzel, Henri (1919–2003), französischer Patristiker
- Crouzet, François (1922–2010), französischer Neuzeithistoriker und Hochschullehrer
- Crouzet, Michel (1928–2023), französischer Romanist und Literaturwissenschaftler
- Crouzet-Pavan, Élisabeth (* 1953), französische Historikerin

### Crov
- Crovato, Luciano, italienischer Filmregisseur und Schauspieler
- Crover, Dale (* 1967), US-amerikanischer RockmusikerDale Crover (* 1967)

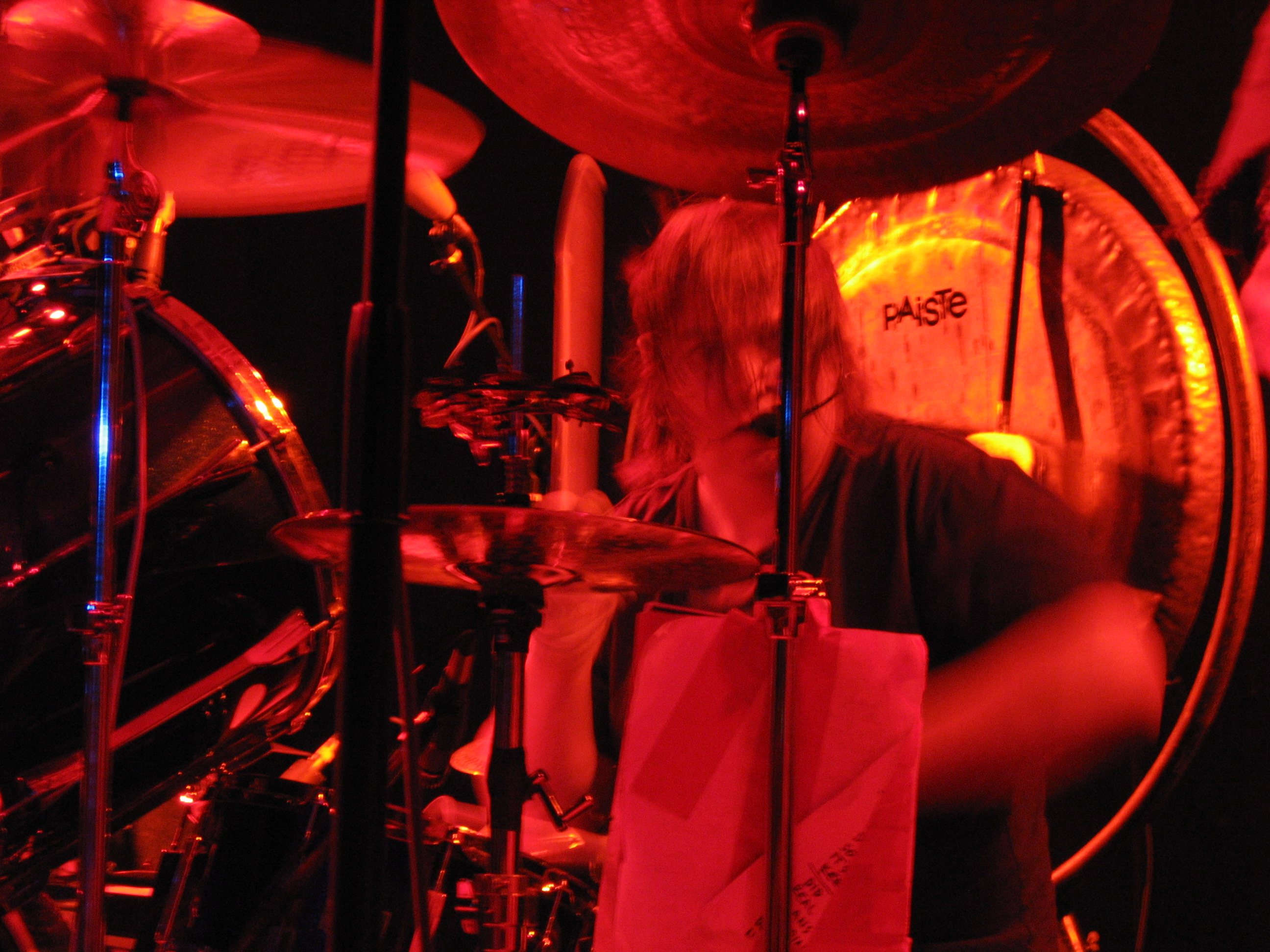
Dale Crover (* 1967)

- Crovetti, Cameron (* 2008), US-amerikanischer Schauspieler
- Crovetto, Elio (1926–2000), italienischer Schauspieler
- Crovetto, Francisca (* 1990), chilenische Sportschützin
- Crovetto, Roger (1918–1981), französischer Rallye- und Rundstreckenrennfahrer
- Crovisier, Sylvain (* 1984), französischer Mathematiker

### Crow
- Crow (* 1970), deutscher Maler und Performancekünstler
- Crow C, Peter (* 1967), deutscher Blues-Gitarrist
- Crow Dog († 1911), Mitglied der Brulé, Mörder von Spotted Tail
- Crow Dog, Leonard (1942–2021), indianischer Medizinmann
- Crow, Aaron (* 1969), belgischer Mentalist, Magier und Danger-ActAaron Crow (* 1969)

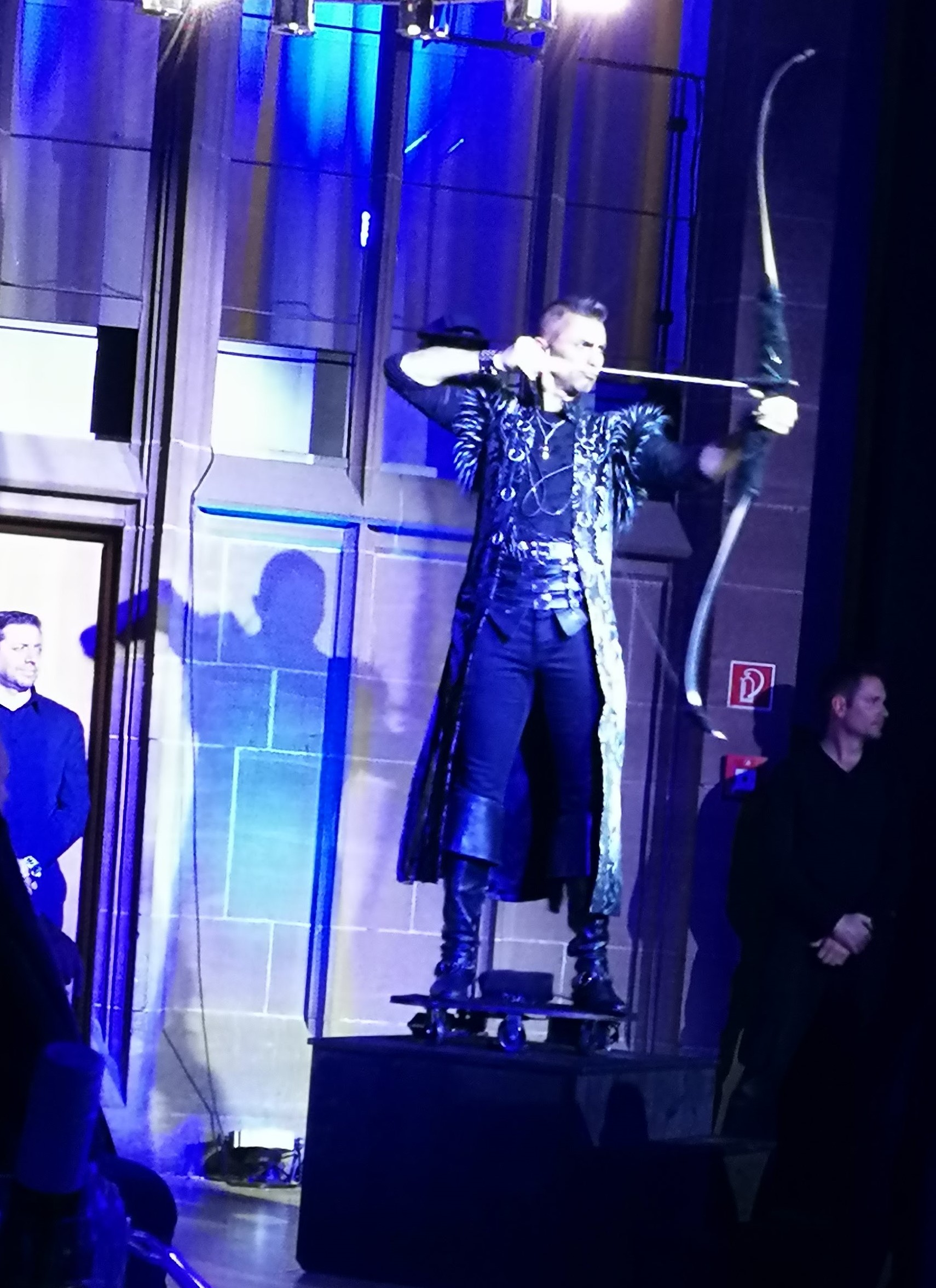
Aaron Crow (* 1969)

- Crow, Ashley (* 1960), US-amerikanische Schauspielerin
- Crow, Bill (* 1927), US-amerikanischer Jazz-Bassist und Autor
- Crow, Charles A. (1873–1938), US-amerikanischer Politiker
- Crow, Emilia (* 1956), US-amerikanische ehemalige Schauspielerin und Filmproduzentin
- Crow, James, britischer Archäologe
- Crow, James C. (1789–1856), schottisch-amerikanischer Arzt und Master Distiller für Bourbon Whiskey
- Crow, James F. (1916–2012), US-amerikanischer Genetiker
- Crow, Jason (* 1979), amerikanischer Politiker der Demokratischen Partei
- Crow, John David (1935–2015), US-amerikanischer American-Football-Spieler und -Trainer
- Crow, Jonathan (* 1977), kanadischer Geiger und Musikpädagoge
- Crow, Robert Jamieson (* 1956), englischer Komponist und Musikwissenschaftler, der in Österreich tätig ist
- Crow, Sheryl (* 1962), US-amerikanische Bluesrocksängerin, Gitarristin und SongschreiberinSheryl Crow (* 1962)

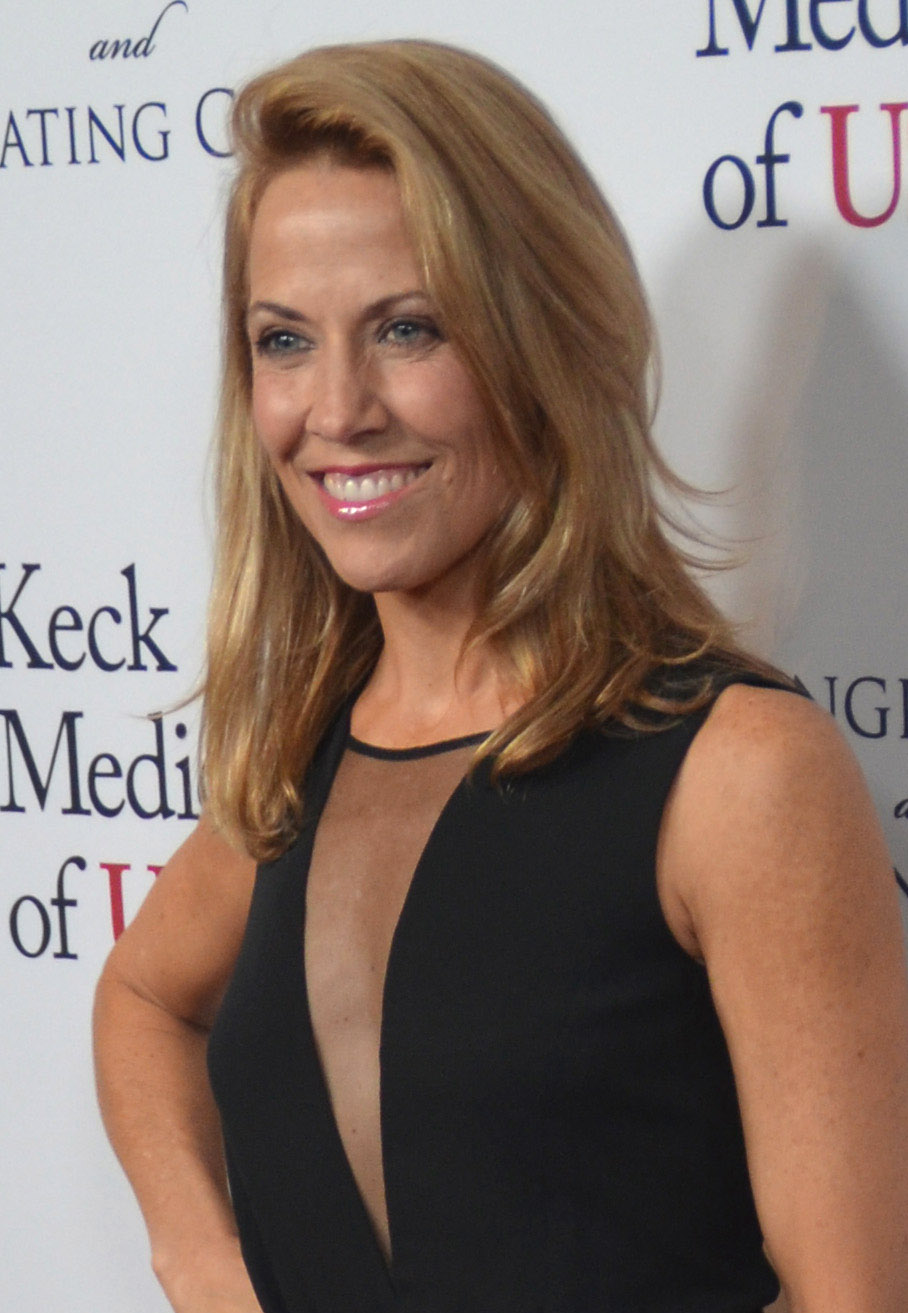
Sheryl Crow (* 1962)

- Crow, Tamara (* 1977), US-amerikanische Synchronschwimmerin
- Crow, Todd (* 1945), US-amerikanischer Pianist und Musikpädagoge
- Crow, William E. (1870–1922), US-amerikanischer Politiker
- Crow, William J. (1902–1974), US-amerikanischer Politiker
- Crowby, Maria (1940–2020), vanuatuische Politikerin und Friedensrichterin
- Crowden, Graham (1922–2010), britischer Schauspieler
- Crowder (* 1971), US-amerikanischer Sänger christlicher Popmusik
- Crowder, Bruce (* 1957), kanadischer Eishockeyspieler und -trainer
- Crowder, Jae (* 1990), US-amerikanischer Basketballspieler
- Crowder, Jamison (* 1993), US-amerikanischer American-Football-Spieler
- Crowder, Jennifer (* 1996), deutsche Basketballspielerin
- Crowder, Keith (* 1959), kanadischer Eishockeyspieler
- Crowder, Lateef (* 1977), brasilianischer Schauspieler, Kampfkünstler und Stuntman
- Crowder, Shirley (* 1939), US-amerikanische Hürdenläuferin
- Crowder, Steven (* 1987), US-amerikanischer konservativer politischer Kommentator und Youtuber
- Crowder, Tae (* 1997), US-amerikanischer American-Football-Spieler
- Crowdy, Rachel (1884–1964), britische Krankenschwester und Sozialreformerin
- Crowe, Allison (* 1981), kanadische Sängerin und Songwriter
- Crowe, Brian (1938–2020), britischer Diplomat
- Crowe, Cameron (* 1957), US-amerikanischer Regisseur und SchauspielerCameron Crowe (* 1957)

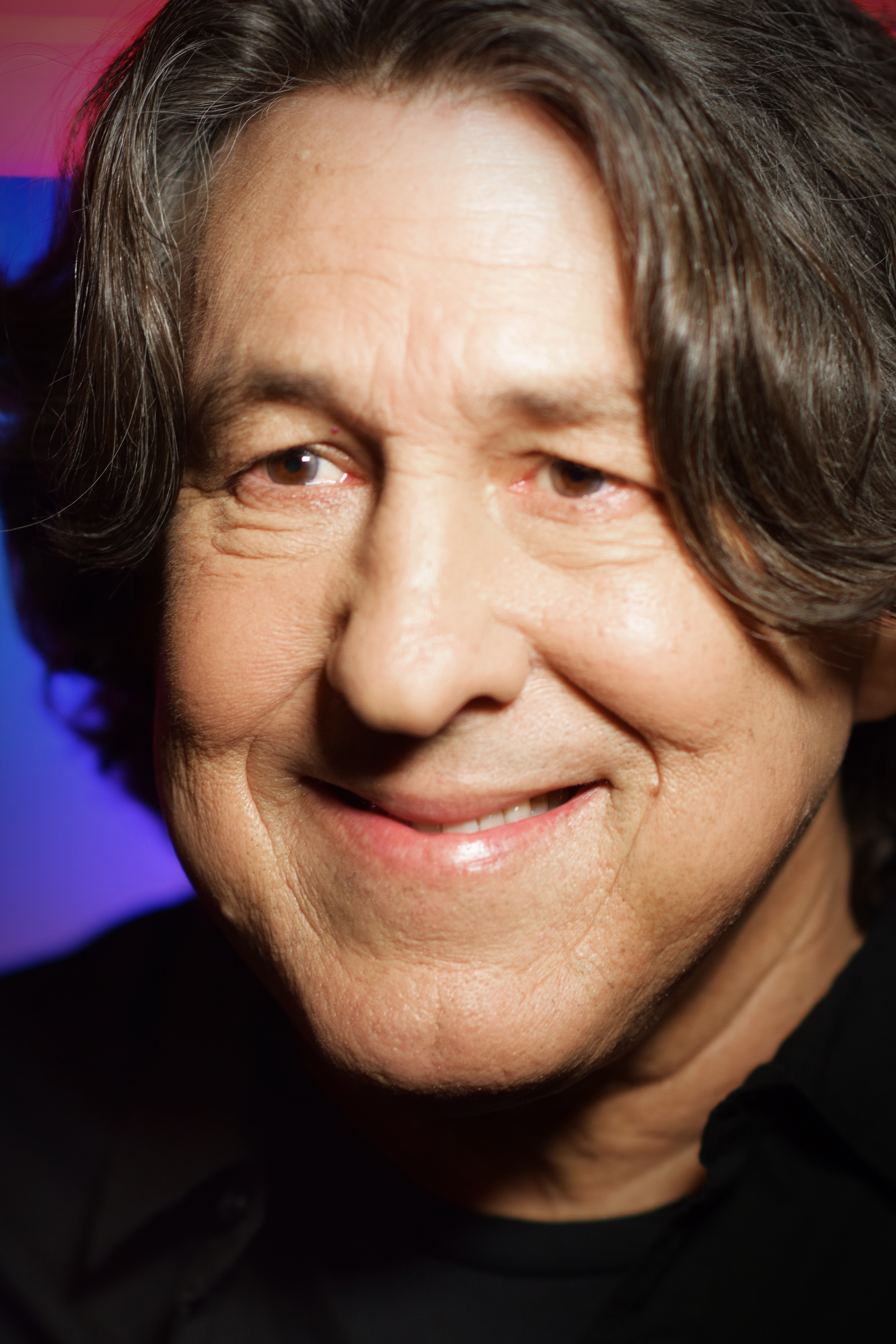
Cameron Crowe (* 1957)

- Crowe, Cathal (* 1982), irischer Politiker (Fianna Fáil)
- Crowe, Catherine (1790–1872), britische Schriftstellerin
- Crowe, Charles (1867–1953), kanadischer Sportschütze
- Crowe, Christopher (* 1948), US-amerikanischer Drehbuchautor, Regisseur, Produzent und Schauspieler
- Crowe, Colin (1913–1999), britischer Diplomat und Verwaltungsbeamter
- Crowe, Eugene B. (1878–1970), US-amerikanischer Politiker
- Crowe, Eyre (1824–1910), englischer Maler, Illustrator und Grafiker
- Crowe, Eyre (1864–1925), britischer Diplomat
- Crowe, Frank (1882–1946), US-amerikanischer Ingenieur, Chefingenieur und Oberbauleiter bei dem Hoover Dam
- Crowe, Heather (1945–2006), kanadische Kellnerin, engagiert im Nichtraucherschutz
- Crowe, J. D. (1937–2021), US-amerikanischer Bluegrass-Musiker
- Crowe, Joseph Archer (1825–1896), englischer Kunstschriftsteller
- Crowe, Lucy, englische Opernsängerin (Sopran)
- Crowe, Martin (1962–2016), neuseeländischer Cricketspieler und Sportjournalist
- Crowe, Mike (* 1953), US-amerikanischer Eisschnelllauftrainer
- Crowe, Nick (* 1971), britischer Motorradrennfahrer und nationaler Meister
- Crowe, Norman (1905–1992), britischer Politiker der Isle of Man
- Crowe, Patrick (1892–1969), irischer Politiker der Fine Gael
- Crowe, Peggy (1956–2012), US-amerikanische Eisschnellläuferin
- Crowe, Robert, US-amerikanischer Sänger (Countertenor, Sopran)
- Crowe, Russell (* 1964), neuseeländischer Filmschauspieler, Regisseur und ProduzentRussell Crowe (* 1964)

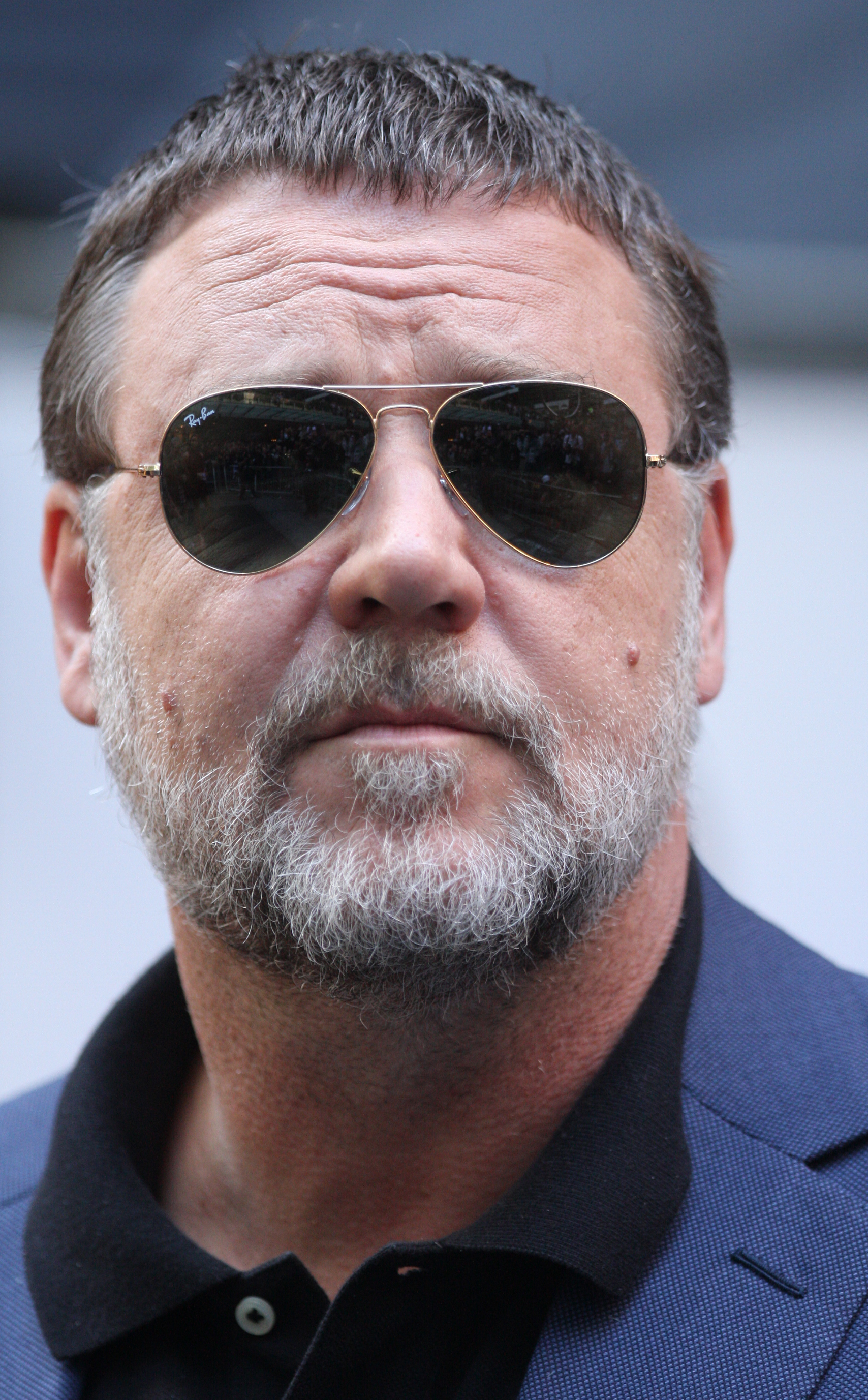
Russell Crowe (* 1964)

- Crowe, Sara (* 1966), schottische Bühnen- und Filmschauspielerin
- Crowe, Seán (* 1957), irischer Politiker (Sinn Féin)
- Crowe, Tonya (* 1971), US-amerikanische Schauspielerin
- Crowe, Vic (1932–2009), walisischer Fußballspieler und -trainer
- Crowe, William J. junior (1925–2007), US-amerikanischer Admiral und Diplomat
- Crowell, Isaiah (* 1993), US-amerikanischer American-Football-Spieler
- Crowell, John (1780–1846), US-amerikanischer Politiker (Demokratisch-Republikanische Partei)
- Crowell, John (1801–1883), US-amerikanischer Rechtsanwalt, Offizier und Politiker (Whig Party)
- Crowell, John C. (1917–2015), US-amerikanischer Geologe
- Crowell, Josephine (1859–1932), kanadisch-amerikanische Schauspielerin
- Crowell, Matty (* 1984), walisischer Fußballspieler
- Crowell, Michael (* 1985), deutsch-US-amerikanischer Basketballspieler
- Crowell, Rodney (* 1950), US-amerikanischer Countrysänger, Songwriter und ProduzentRodney Crowell (* 1950)

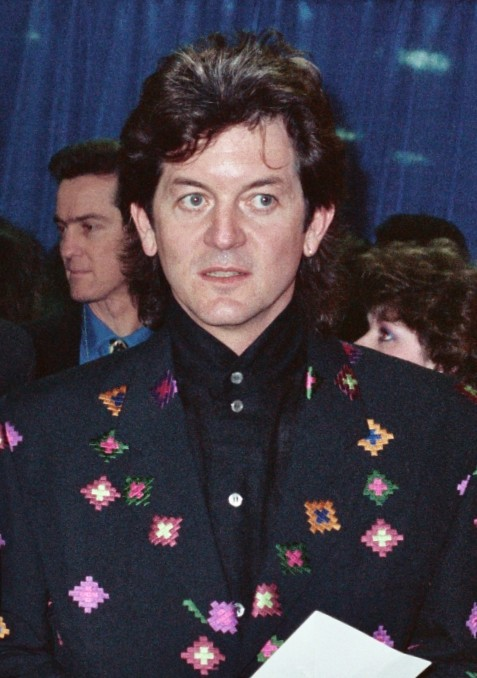
Rodney Crowell (* 1950)

- Crowell, Willer († 1401), Abt des Klosters Oldenstadt
- Crowfoot († 1890), Stammeshäuptling der Blackfoot First Nation in Kanada
- Crowfoot Hodgkin, Dorothy (1910–1994), englische Biochemikerin, Nobelpreisträgerin
- Crowfoot, Grace Mary (1879–1957), britische Archäologin und Textilforscherin
- Crowfoot, John W. (1873–1959), britischer Archäologe
- Crowhurst, Cyril (1906–1995), britischer Tontechniker
- Crowhurst, Donald (* 1932), britischer Geschäftsmann und Amateursegler
- Crowl, Harry Lamott (* 1958), brasilianischer Komponist und Musikwissenschaftler
- Crowle, Alfred, englischer Fußballspieler und Trainer
- Crowley, Adrián (* 1988), spanischer Handballspieler
- Crowley, Aileen (* 1994), irische Ruderin
- Crowley, Aleister (1875–1947), Okkultist, Autor und BergsteigerAleister Crowley (1875–1947)

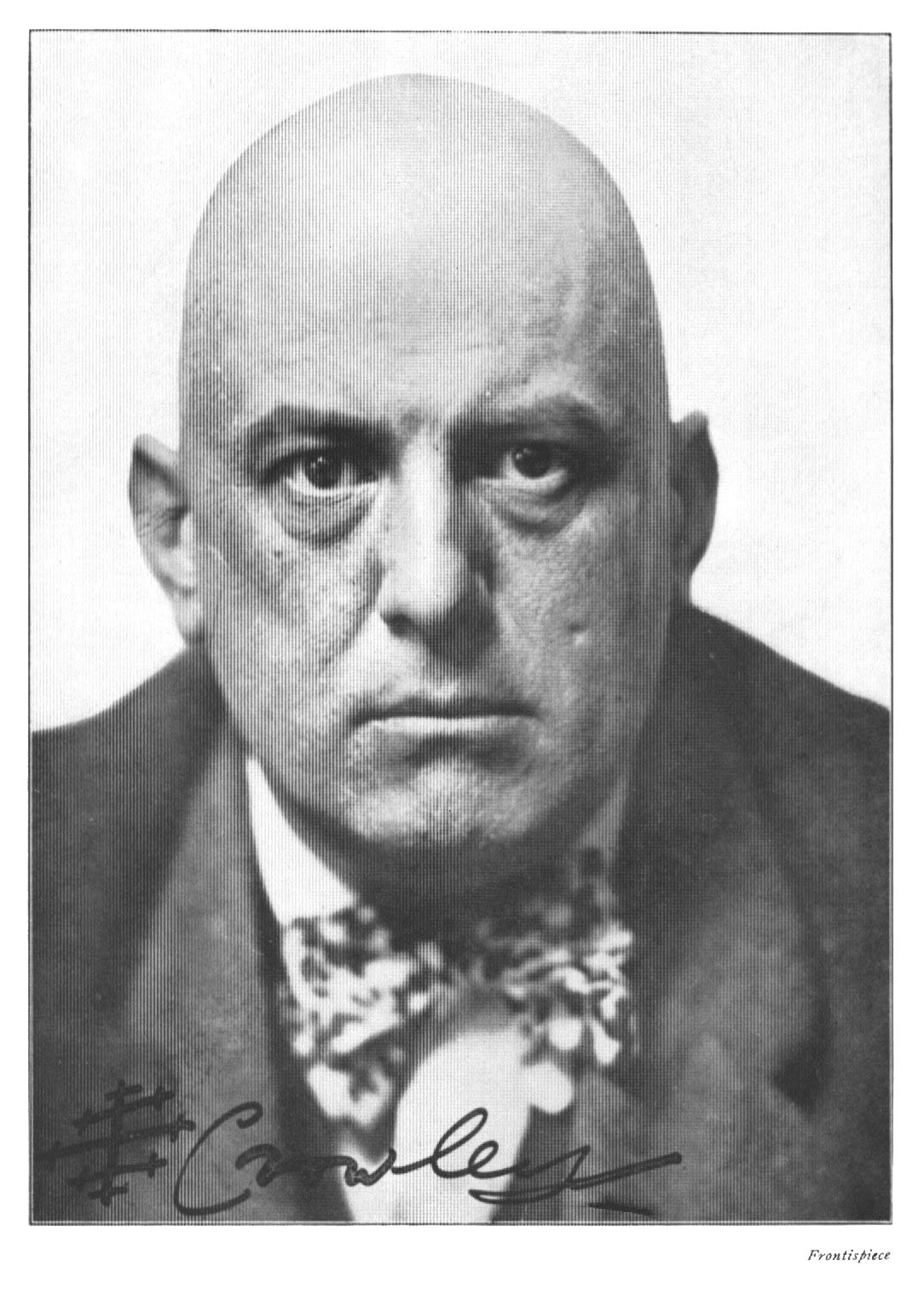
Aleister Crowley (1875–1947)

- Crowley, Ben (* 1980), US-amerikanischer Schauspieler
- Crowley, Brian (* 1964), irischer Politiker und MdEP für Irland
- Crowley, Brogan (* 1994), britische Skeletonpilotin
- Crowley, Carrie (* 1964), irische Schauspielerin und ehemalige Fernsehmoderatorin
- Crowley, Cliff (1906–1948), kanadischer Eishockeyspieler
- Crowley, Dennis, amerikanischer Internet-Unternehmer
- Crowley, Dermot (* 1947), irischer Schauspieler
- Crowley, Don (1926–2019), US-amerikanischer Maler und Illustrator
- Crowley, Florence (1934–1997), irischer Politiker
- Crowley, Frank (1909–1980), US-amerikanischer Mittel- und Langstreckenläufer
- Crowley, Frank (1939–2022), irischer Politiker (Fine Gael)
- Crowley, Herbert (1873–1937), britischer Zeichner in der frühen Zeit des Comics
- Crowley, Honor (1903–1966), irische Politikerin
- Crowley, Jim (1902–1986), US-amerikanischer American-Football-Spieler, -Trainer und -Funktionär
- Crowley, Jocelyn Elise (* 1970), US-amerikanische Politikwissenschaftlerin und Hochschullehrerin
- Crowley, Joe (* 1962), US-amerikanischer Politiker (Demokratische Partei)
- Crowley, John (* 1942), US-amerikanischer Schriftsteller, Produzent und Drehbuchautor für Dokumentarfilme
- Crowley, John (* 1969), irischer Theater- und FilmregisseurJohn Crowley (* 1969)

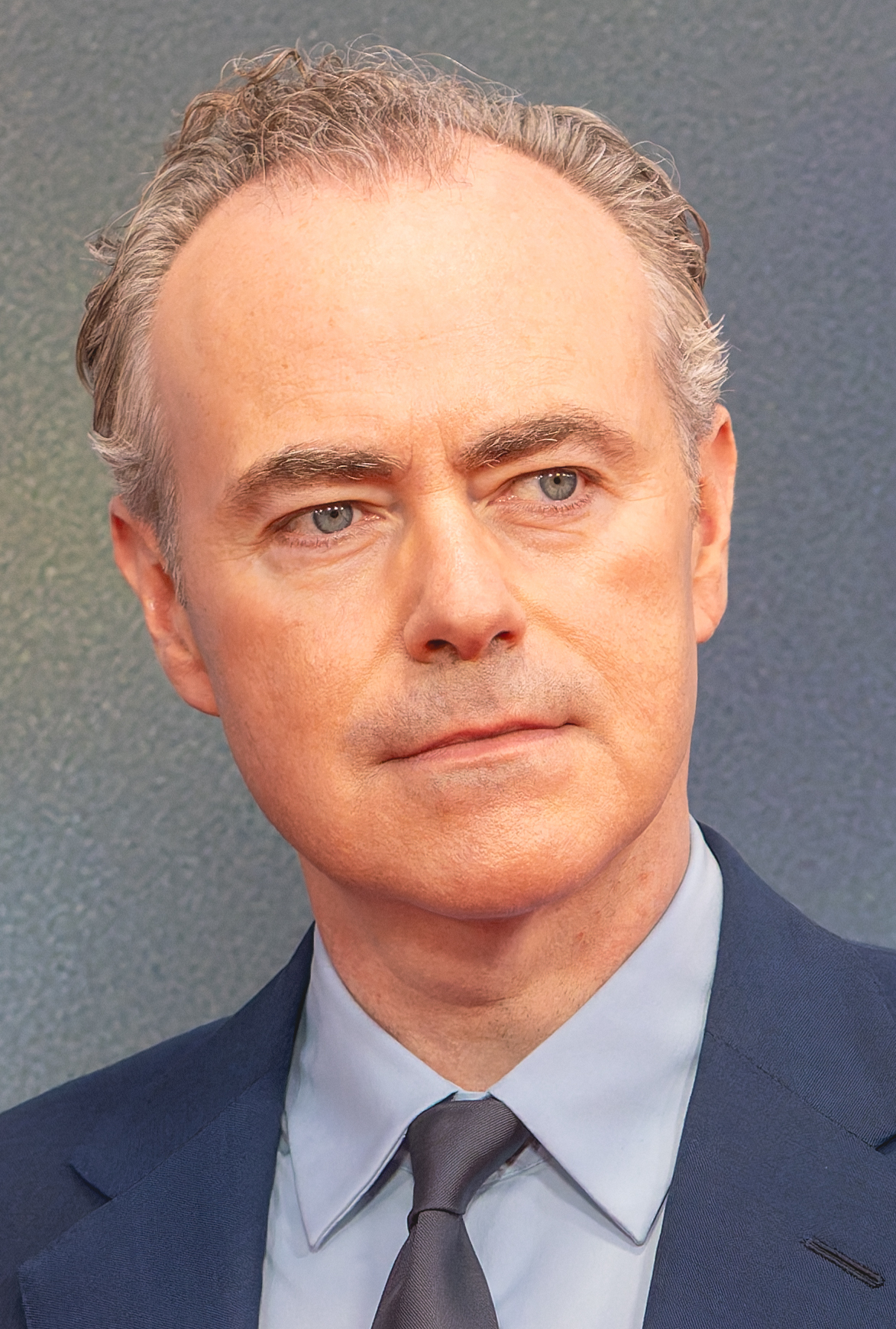
John Crowley (* 1969)

- Crowley, John Francis (* 1967), US-amerikanischer Rechtsanwalt, Offizier, Biotechmanager und Unternehmer
- Crowley, John Patrick (* 1941), englischer Geistlicher, emeritierter Bischof von Middlesbrough
- Crowley, Joseph B. (1858–1931), US-amerikanischer Politiker
- Crowley, Joseph Robert (1915–2003), US-amerikanischer katholischer Bischof
- Crowley, Kathleen (1929–2017), US-amerikanische Schauspielerin
- Crowley, Leonard James (1921–2003), kanadischer Geistlicher, Weihbischof in Montréal
- Crowley, Leone (* 2006), irischer Snookerspieler
- Crowley, Margaret (* 1986), US-amerikanische Eisschnellläuferin
- Crowley, Mart (1935–2020), US-amerikanischer Dramatiker
- Crowley, Maureen (* 1953), kanadische Sprinterin, Mittel- und Langstreckenläuferin
- Crowley, Maurice Anthony (* 1946), irischer Ordensgeistlicher, römisch-katholischer Bischof von Kitale
- Crowley, Michael, US-amerikanischer Dichter und Filmproduzent
- Crowley, Mike (* 1975), US-amerikanischer Eishockeyspieler
- Crowley, Miles (1859–1921), US-amerikanischer Politiker
- Crowley, Nathan (* 1966), britischer Szenenbildner und Art Director
- Crowley, Pat (* 1933), US-amerikanische Schauspielerin
- Crowley, Patty (1913–2006), US-amerikanische römisch-katholische Theologin
- Crowley, Philip J. (* 1951), US-amerikanischer Regierungsbeamter
- Crowley, Richard (1836–1908), US-amerikanischer Jurist und Politiker
- Crowley, Roger (* 1951), britischer Schriftsteller
- Crowley, Sarah (* 1983), australische Triathletin
- Crowley, Shane, irischer Drehbuchautor
- Crowley, Tadhg (1890–1969), irischer Politiker (Fianna Fáil)
- Crowley, Vivianne, britische Autorin, Dozentin, Psychologin und Hohepriesterin
- Crown, Henry (1896–1990), US-amerikanischer Unternehmer
- Crown, Lester (* 1925), US-amerikanischer Unternehmer
- Crown, Patricia L., US-amerikanische Archäologin und Anthropologin
- Crowne, George (* 2000), kanadischer Squashspieler
- Crowninshield, Benjamin Williams (1772–1851), US-amerikanischer Politiker
- Crowninshield, Jacob (1770–1808), US-amerikanischer Politiker
- Crowson, Roy (1914–1999), britischer Evolutionsbiologe und Koleopterologe, dessen Hauptinteresse der Taxonomie der Käfer galt
- Crowter, Heidi (* 1995), englische Aktivistin für Behindertenrechte
- Crowther Hunt, Norman, Baron Crowther-Hunt (1920–1987), britischer Wissenschaftler und Politiker (Labour Party)
- Crowther, Bertha (1921–2007), englische Leichtathletin
- Crowther, Bosley (1905–1981), US-amerikanischer Filmkritiker und Journalist
- Crowther, Frank (1870–1955), britisch-amerikanischer Politiker
- Crowther, Geoffrey, Baron Crowther (1907–1972), britischer Ökonom, Journalist, Pädagoge und Geschäftsmann
- Crowther, George Calhoun (1849–1914), US-amerikanischer Politiker
- Crowther, Kitty (* 1970), belgische Autorin und Illustratorin
- Crowther, Patricia (* 1927), britische Wicca
- Crowther, Philip (* 1981), britisch-deutsch-luxemburgischer Journalist
- Crowther, Robert (* 1987), australischer Weitspringer
- Crowther, Ryan (* 1988), englischer Fußballspieler
- Crowther, Samuel Ajayi (1809–1891), yorubastämmiger Missionar, anglikanischer Bischof und Linguist
- Crowther, William (1817–1885), australischer Politiker, Premierminister von Tasmanien
- Crowther, William (* 1936), US-amerikanischer Informatiker, Freizeit-Höhlenforscher und Spieleentwickler

### Crox
- Croxall, John (* 1946), britischer Ornithologe
- Croxatto Rezzio, Héctor (1908–2010), chilenischer Wissenschaftler
- Croxton, Frank (1877–1949), US-amerikanischer Sänger (Bass)
- Croxton, Thomas (1822–1903), US-amerikanischer Politiker

### Croy
- Croÿ de Tourzel, Louise-Élisabeth de (1749–1832), französische Adlige, Herzogin de Tourzel
- Croÿ, Albrecht von (* 1959), deutscher Journalist und Unternehmensberater
- Croy, Alexis von (* 1959), deutscher Luftfahrtjournalist, Sachbuchautor und Fotograf
- Croÿ, Alfred von (1789–1861), spanischer Grande und deutscher Standesherr, Unternehmer und PolitikerAlfred von Croÿ (1789–1861)

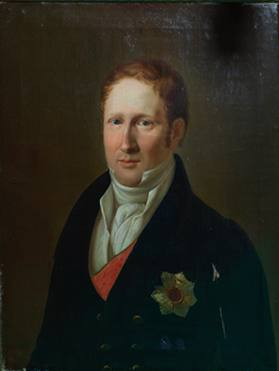
Alfred von Croÿ (1789–1861)

- Croÿ, Anna von (1590–1660), deutsche Adlige
- Croÿ, Anne Emmanuel von (1743–1803), 8. (französischer) Herzog von Croÿ, Fürst von Solre in der Grafschaft Hennegau, Reichsfürst und Grand d’Espagne erster Klasse
- Croÿ, Antoine de († 1495), Bischof von Thérouanne
- Croÿ, Antoine I. de, Mitglied des burgundischen Hofes
- Croÿ, Auguste Philippe von (1765–1822), französischer Militär
- Croÿ, Charles Eugène de (1651–1702), kaiserlich-österreichischer und kaiserlich-russischer Feldmarschall
- Croÿ, Charles I. de (1455–1527), Fürst von Chimay
- Croÿ, Charles II. de (1522–1551), 3. Fürst von Chimay, 2. Herzog von Aarschot, 3. Comte de Beaumont
- Croÿ, Charles III. de (1560–1612), Feldherr in den spanischen Niederlanden
- Croÿ, Emmanuel von (1718–1784), französischer Militär
- Croÿ, Ernst Bogislaw von (1620–1684), Bischof von Cammin, Statthalter in Pommern
- Croÿ, Ferdinand de (1867–1958), preußischer Offizier, katholischer Priester und päpstlicher Diplomat
- Croÿ, Guillaume de (1498–1521), Kardinal
- Croÿ, Guillaume II. de (1458–1521), burgundisch-niederländischer Politiker
- Croÿ, Gustav Maximilian von (1773–1844), Kardinal und Erzbischof von Rouen
- Croy, Heinz (* 1913), deutscher Fußballtorhüter
- Croy, Herbert (1904–1958), deutscher DBD-Funktionär, MdV
- Croÿ, Isabella von (1856–1931), deutsche Adelige, Erzherzogin von Österreich-Teschen
- Croÿ, Isabella von (1890–1982), deutsche Adelige
- Croÿ, Jacques de († 1516), Benediktinerpater, Kunstmäzen und Fürstbischof von Cambrai
- Croÿ, Jean de (1588–1638), spanischer Militär, Politiker und Kunstsammler
- Croy, Jürgen (* 1946), deutscher FußballtorhüterJürgen Croy (* 1946)

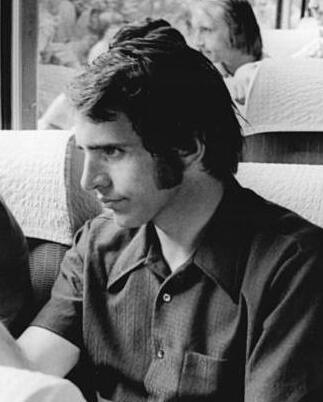
Jürgen Croy (* 1946)

- Croÿ, Karl Alfred von (1859–1906), Herr der westfälischen Herrschaft Dülmen und Mitglied des Preußischen Herrenhauses
- Croÿ, Otto R. (1902–1977), tschechoslowakischer Fotograf, Autor und Pionier der modernen Fototechnik
- Croÿ, Philipp von (1801–1871), preußischer Generalleutnant
- Croÿ, Philippe II. de (1496–1549), erste Herzog von Aarschot, General, Gouverneur von Hennegau
- Croÿ, Philippe III. de (1526–1595), Gouverneur von Luxemburg und Ligny
- Croÿ, Robert de (1500–1556), Bischof von Cambrai
- Croÿ, Rudolf von (1823–1902), westfälischer Standesherr und spanischer Grande

### Croz
- Croz, Michel (1830–1865), französischer Bergsteiger und BergführerMichel Croz (1830–1865)

Michel Croz (1830–1865)

- Crozals, Jean Vincent de (1922–2009), französischer Bildhauer und Maler
- Crozat, Antoine († 1738), französischer Finanzmann, Kaufmann und Gründer der Kolonie Louisiana
- Crozat, Christine (* 1952), französisch-schweizerische Künstlerin
- Crozat, Pierre († 1740), französischer Finanzmann, Kunstsammler und Mäzen
- Crozatier, Charles (1795–1855), französischer Bildhauer
- Croze, Marie-Josée (* 1970), kanadische Schauspielerin
- Crozer, Mark, britischer Sänger und Gitarrist
- Crozet, Claudius (1789–1864), französischer Bauingenieur
- Crozet, Jules (1728–1782), französischer Seefahrer und Entdecker
- Crozier, Brett (* 1970), US-amerikanischer Captain der United States Navy
- Crozier, Brian (1918–2012), britischer Journalist und Publizist
- Crozier, Eric (1914–1994), britischer Bühnenregisseur und Librettist
- Crozier, Francis (1796–1848), britischer Marineoffizier und PolarforscherFrancis Crozier (1796–1848)

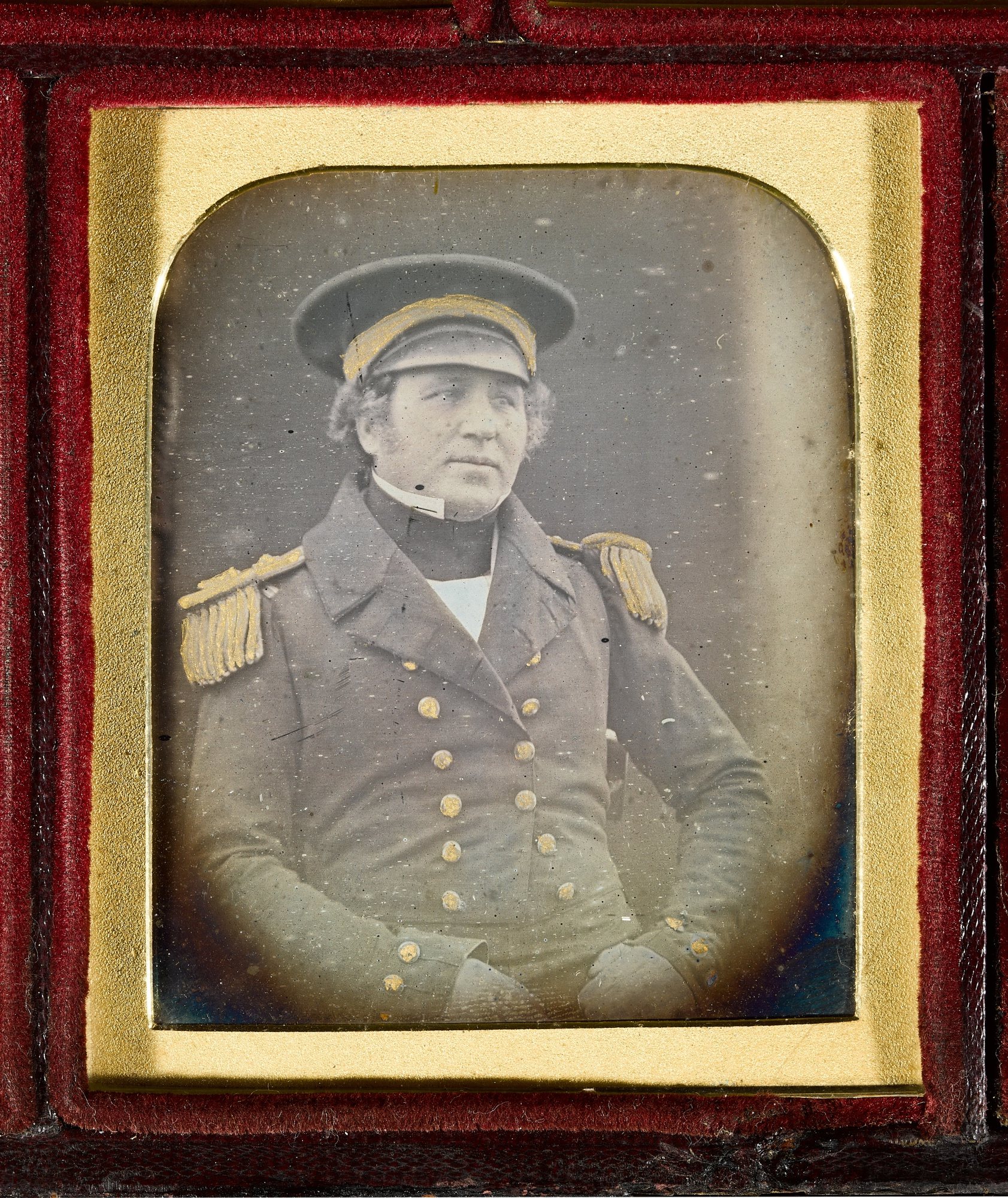
Francis Crozier (1796–1848)

- Crozier, Greg (* 1976), kanadischer Eishockeyspieler
- Crozier, John Hervey (1812–1889), US-amerikanischer Politiker
- Crozier, Leif Newry Fitzroy (1846–1901), kanadischer Offizier der Royal Canadian Mounted Police
- Crozier, Lorna (* 1948), kanadische Schriftstellerin, Dichterin, Hochschullehrerin
- Crozier, Michel (1922–2013), französischer Soziologe
- Crozier, Philippe (1857–1944), französischer Diplomat
- Crozier, Robert (1827–1895), US-amerikanischer Jurist und Politiker
- Crozier, Roger (1942–1996), kanadischer Eishockeytorwart
- Crozier, Rossiter H. (1943–2009), australischer Insektenforscher und Zytogenetiker
- Crozier, William (1855–1942), US-amerikanischer General
- Crozier, William Percival (1879–1944), britischer Journalist, Herausgeber des Guardian
- Crozza, Maurizio (* 1959), italienischer Schauspieler, Fernsehmoderator und Komiker
- Crozzoli, Hilda (1900–1972), österreichische Baumeisterin und Bauingenieur